# Massif du Tibesti
Vous lisez un « article de qualité » labellisé en 2012.
Pour les articles homonymes, voir Tibesti et Borkou-Ennedi-Tibesti.
Le massif du Tibesti est un massif montagneux du Sahara central, situé principalement à l'extrême Nord du Tchad, avec une petite extension dans le Sud de la Libye. Son point culminant, l'Emi Koussi, se trouve au sud du massif et constitue avec 3 415 mètres d'altitude à la fois le plus haut sommet du Tchad et du Sahara. Le Bikku Bitti est pour sa part le sommet le plus élevé de Libye. Le tiers central du massif est d'origine volcanique et se compose notamment de cinq volcans boucliers majeurs surmontés de vastes caldeiras : l'Emi Koussi, le Tarso Toon, le Tarso Voon, le Tarso Yega et le Tarso Toussidé. D'importantes coulées de lave ont formé de vastes plateaux qui surmontent des grès du Paléozoïque. Cette activité volcanique, apparue lors de la mise en place d'un point chaud durant l'Oligocène, s'est prolongée par endroits jusqu'à l'Holocène et se traduit encore par des fumerolles, des sources chaudes, des mares de boue ou encore des dépôts de natron et de soufre. L'érosion a formé des aiguilles volcaniques et entaillé des gorges au fond desquelles coulent des cours d'eau temporaires qui se perdent rapidement dans les sables du désert.
Le Tibesti, dont le nom signifie « lieu où vivent les habitants des montagnes », est le domaine des Toubous. Ils vivent essentiellement le long des ouadis, dans quelques rares oasis où ils cultivent quelques céréales sous les palmiers qu'ils ont plantés en exploitant l'inféroflux des vallées. Pour leurs caravanes et leurs troupeaux en nomadisation, ils profitent de quelques cuvettes naturelles, les gueltas, plus ou moins remplies lors d'événements orageux dont la fréquence varie fortement d'une année voire d'une décennie à l'autre. Les céréales spontanées des plateaux permettent d'y faire paître les animaux en hiver et de récolter des graines en été. Les températures sont élevées, même si l'altitude rend le massif moins désertique que le Sahara. Les Toubous, qui sont apparus dans le massif vers le Ve siècle av. J.-C., se sont adaptés à ces conditions et ont fait du massif une forteresse naturelle, qu'ils ont peuplée en plusieurs vagues successives, en s'y réfugiant en temps de conflit et en se diffusant en temps de prospérité, non sans des luttes internes parfois intenses. Ils ont notamment eu des relations avec les Carthaginois, les Berbères, les Touaregs, les Ottomans, les Arabes puis les colons français qui pénètrent dans le massif, de force, à partir de 1914. L'attitude des Toubous et la situation géopolitique régionale a compliqué l'exploration du massif et l'ascension de ses sommets. Gustav Nachtigal est le premier Européen à avoir laissé une description de son séjour au Tibesti en 1869. Les tensions se sont poursuivies après l'indépendance du Tchad et de la Libye, avec prises d'otages et luttes armées, sur fond de conflits sur le partage des ressources naturelles. Cette situation ainsi que le manque d'infrastructures compliquent l'émergence du tourisme.
Même si une flore saharomontagnarde et une faune, dont les représentants sont notamment la Gazelle leptocère et le Mouflon à manchettes, se sont adaptées dans le massif, le climat n'a pas toujours été aussi rude et une plus grande biodiversité a pu exister, comme le prouvent les nombreuses représentations rupestres et pariétales datant de plusieurs millénaires, précédant pour la plupart l'apparition des Toubous. L'isolement du Tibesti a ainsi marqué l'imaginaire culturel, dans l'art et la littérature.

## Toponymie
En langue kanuri, tu signifie « montagne » ou « rocher » et bu les « habitants ». Le terme toubou (ou tubu) désigne l'ethnie principale occupant ces montagnes. Elle est également connue sous les variantes de tebu ou tibu, qui a donné Tibesti, c'est-à-dire le lieu où vivent les habitants des montagnes,. L'hypothèse selon laquelle tibu signifierait « oiseau », soit parce que les membres de cette ethnie communiquent en sifflant soit parce qu'ils courent rapidement, semble beaucoup moins probable. En outre, Toussidé signifie « qui a tué les Tous », autrement dit les Toubous, et indique bien le caractère encore actif de son volcanisme,.
La plupart des toponymes du massif sont dérivés de l'arabe et des langues tedaga-dazaga. Le terme ehi se rapporte aux pics et aux collines rocheuses, emi aux larges montagnes et ehra aux caldeiras. Le terme tarso désigne un haut plateau ou le versant peu pentu d'une montagne. Ainsi, l'Ehi Mousgou est un stratovolcan de 3 100 mètres d'altitude surmonté d'une petite zone sommitale, près du Tarso Voon ; l'Era Kohor est aussi appelé « Trou au Natron du Koussi », à son sommet, mais porte à confusion avec la caldeira du même nom au Toussidé,,.

## Géographie

### Situation

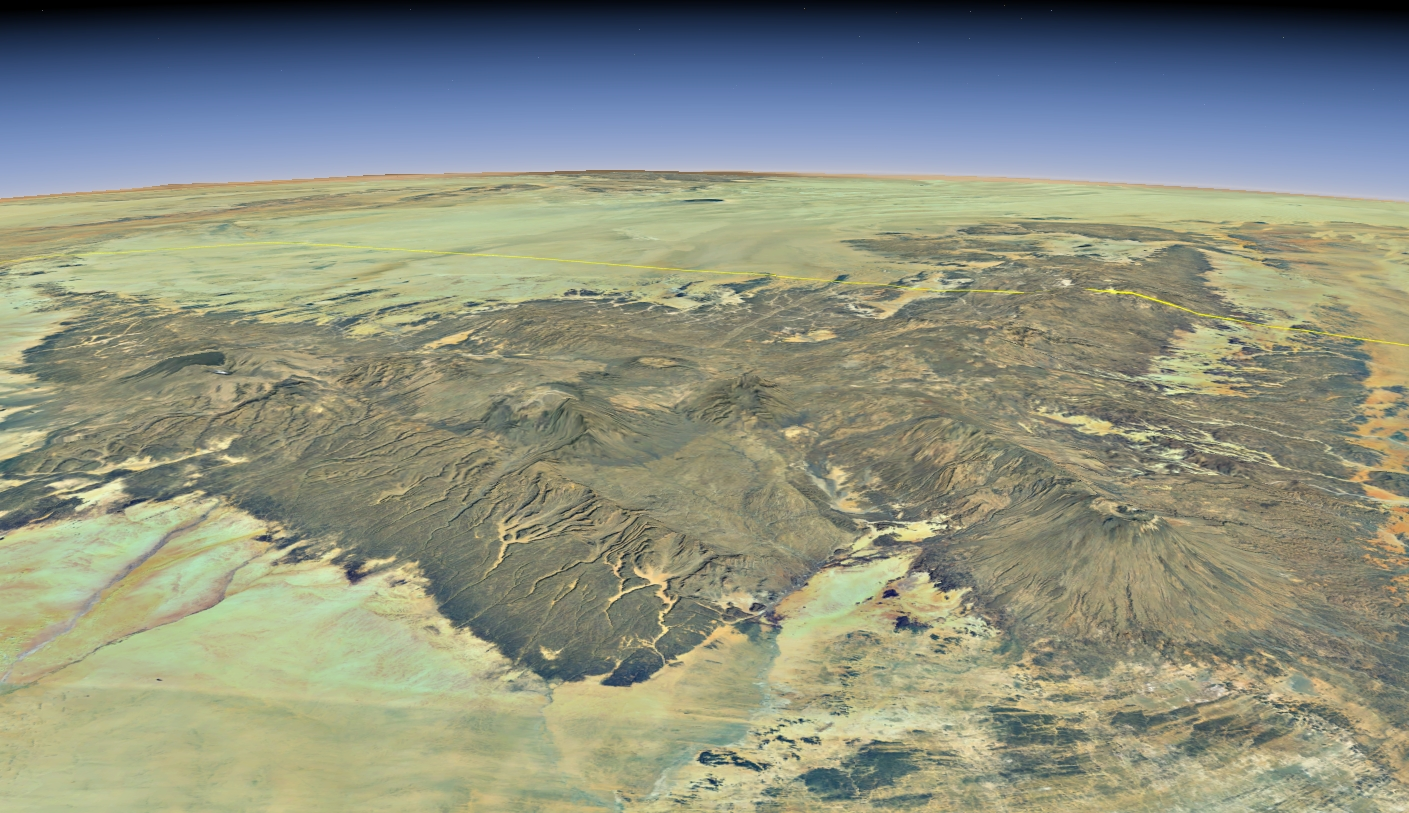
Image de synthèse du massif du Tibesti vu depuis le sud avec l'Emi Koussi dans le coin inférieur droit.

Le massif du Tibesti se trouve à la frontière entre le Tchad au sud et la Libye au nord, respectivement à cheval sur les régions de Borkou et Tibesti et les chabiyat de Mourzouq et Al-Koufrah, à environ 1 000 kilomètres au nord-nord-est de Ndjamena et 1 500 au sud-sud-est de Tripoli. Il jouxte le Niger et se situe approximativement à mi-distance de la mer Méditerranée et du lac Tchad, juste au sud du tropique du Cancer. Le rift est-africain naît 1 900 kilomètres à l'est et la ligne du Cameroun est à 1 800 kilomètres au sud-sud-ouest. Le massif s'étend sur 380 kilomètres de longueur pour 350 kilomètres de largeur et 100 000 km2,, dessinant un vaste triangle de 400 kilomètres de côtés dont les sommets sont orientés au sud, au nord-ouest et au nord-est au cœur du Sahara, ce qui en fait le plus grand massif de ce désert. Il est donc légèrement plus étendu que le Massif central, dont il partage quelques caractéristiques géomorphologiques.

### Topographie

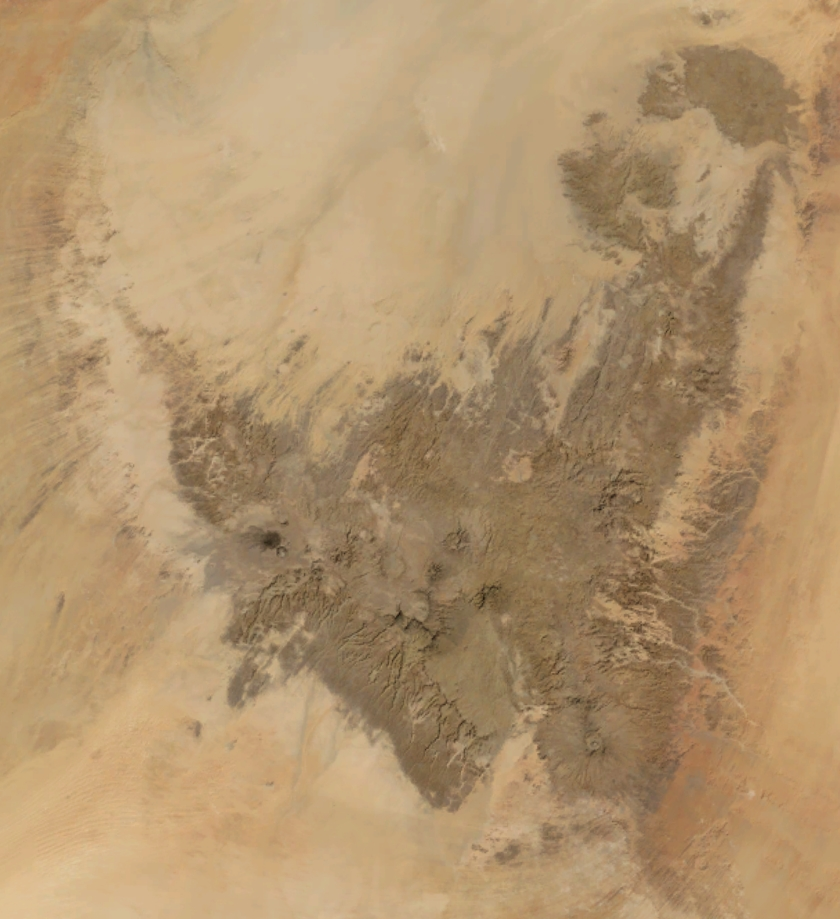
Image satellite du massif du Tibesti.

Le sommet le plus élevé du massif du Tibesti, également point culminant du Tchad et du Sahara avec 3 415 mètres d'altitude, est l'Emi Koussi, à son extrémité méridionale. Parmi les autres sommets se trouvent le pic Toussidé (3 296 mètres) et le Timi (3 012 mètres) dans sa partie occidentale, le Tarso Yega (2 972 mètres), le Tarso Tieroko (2 925 mètres), l'Ehi Mousgou (2 849 mètres), le Tarso Voon (2 845 mètres), l'Ehi Sunni (2 820 mètres) et l'Ehi Yéy (2 774 mètres) dans sa partie centrale. Le Mouskorbe (3 070 mètres) et le Kegueur Terbi (2 860 mètres) sont également deux sommets notables par leur altitude dans la partie nord-est du massif. Le Bikku Bitti (2 267 mètres), point culminant de la Libye, se situe à proximité de ces derniers, de l'autre côté de la frontière. L'altitude moyenne du massif est d'environ 2 000 mètres et 60 % de sa superficie dépasse 1 500 mètres.

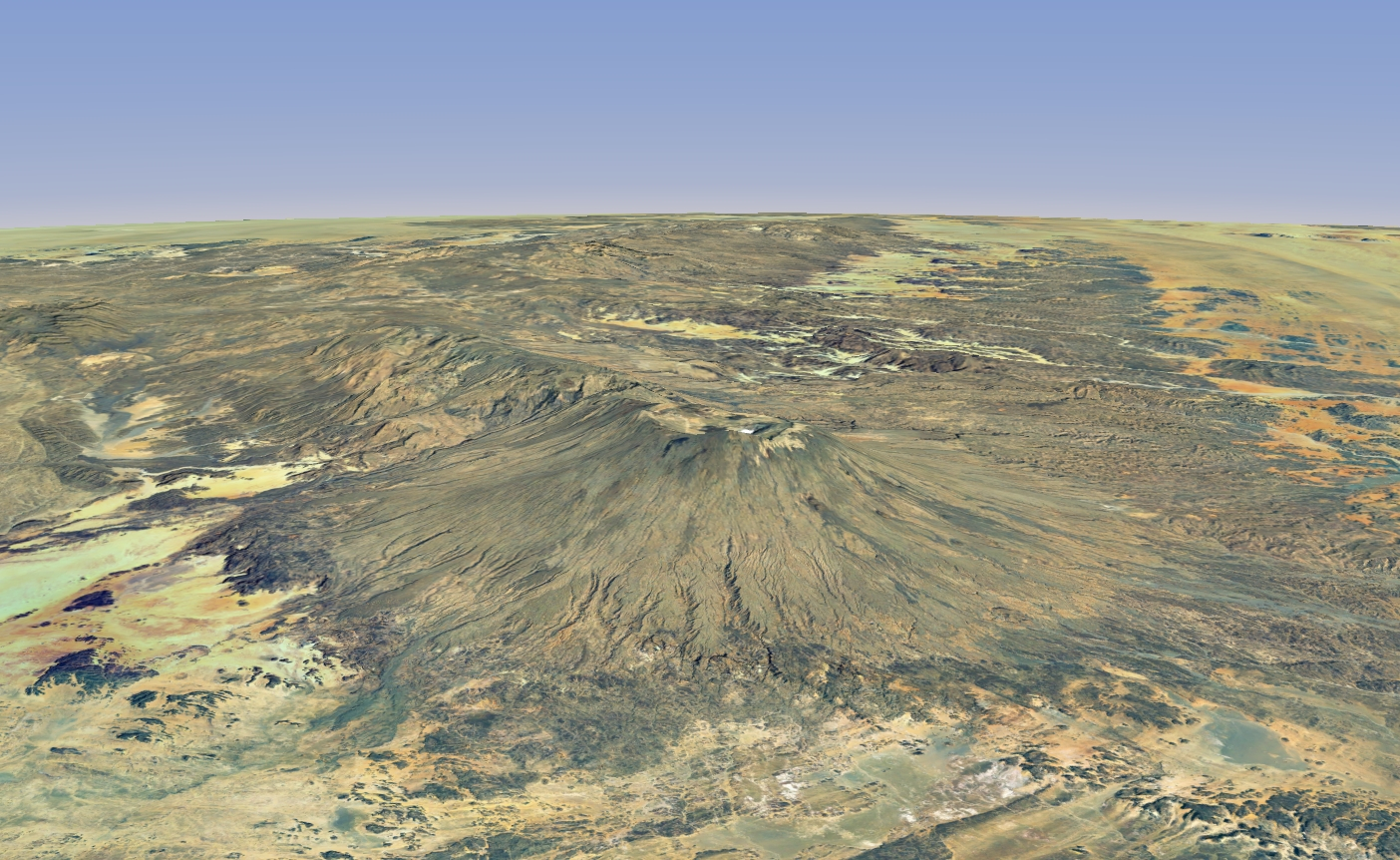
Image de synthèse de l'Emi Koussi vu du sud, mettant en évidence sa forme de volcan bouclier surmonté d'une vaste caldeira, et prolongé vers le nord par le Tarso Ahon.

Le massif est constitué de cinq volcans boucliers dont le diamètre peut atteindre 80 kilomètres, avec une base large mais des sommets plus pentus surmontés de vastes caldeiras : l'Emi Koussi, le Tarso Toon qui s'élève à 2 575 mètres d'altitude, le Tarso Voon, le Tarso Yega et le Tarso Toussidé qui culmine au pic du même nom,,,. Le Tarso Yega possède la plus vaste caldeira, avec un diamètre de vingt kilomètres et une profondeur d'environ 300 mètres ; celle du Tarso Voon est la plus profonde, avec environ 1 000 mètres pour un diamètre de douze à treize kilomètres,. Ils sont complétés par quatre vastes dômes de lave complexes, hauts de 1 300 à 2 000 mètres et larges de plusieurs kilomètres à plusieurs dizaines de kilomètres, tous dans la partie centrale du massif : le Tarso Tieroko, l'Ehi Yéy, l'Ehi Mousgou et le Tarso Abeki qui culmine à 2 691 mètres d'altitude. Ces édifices volcaniques sont généralement éteints mais quatre sont considérés comme actifs ou l'ayant été au cours de l'Holocène par le Smithsonian Institution. Ainsi, le Tarso Toussidé est un volcan actif ayant émis des coulées de lave au cours des deux derniers millénaires et d'où s'échappent encore des fumerolles visibles lorsque l'évaporation est faible. Son Trou au Natron, de huit kilomètres de diamètre et 768 mètres de profondeur, est situé en contrebas du pic Toussidé d'environ 1 000 mètres,,. Sur le versant nord-ouest du Tarso Voon se trouve le champ géothermique de Soborom où sont présentes des mares de boue et des fumerolles d'acide sulfurique. Le soufre et le fer ont coloré les sols en teintes vives,. Des fumerolles s'échappent également à la source de Yi Yerra à l'Emi Koussi. Enfin, le Tarso Tôh est indiqué d'âge Holocène. L'ensemble du volcanisme se concentre au Tchad, sur environ un tiers de la superficie totale du massif ; il est responsable d'un volume de roches de 5 000 à 6 000 km3,,.

Vue des cinq volcans boucliers du massif du Tibesti
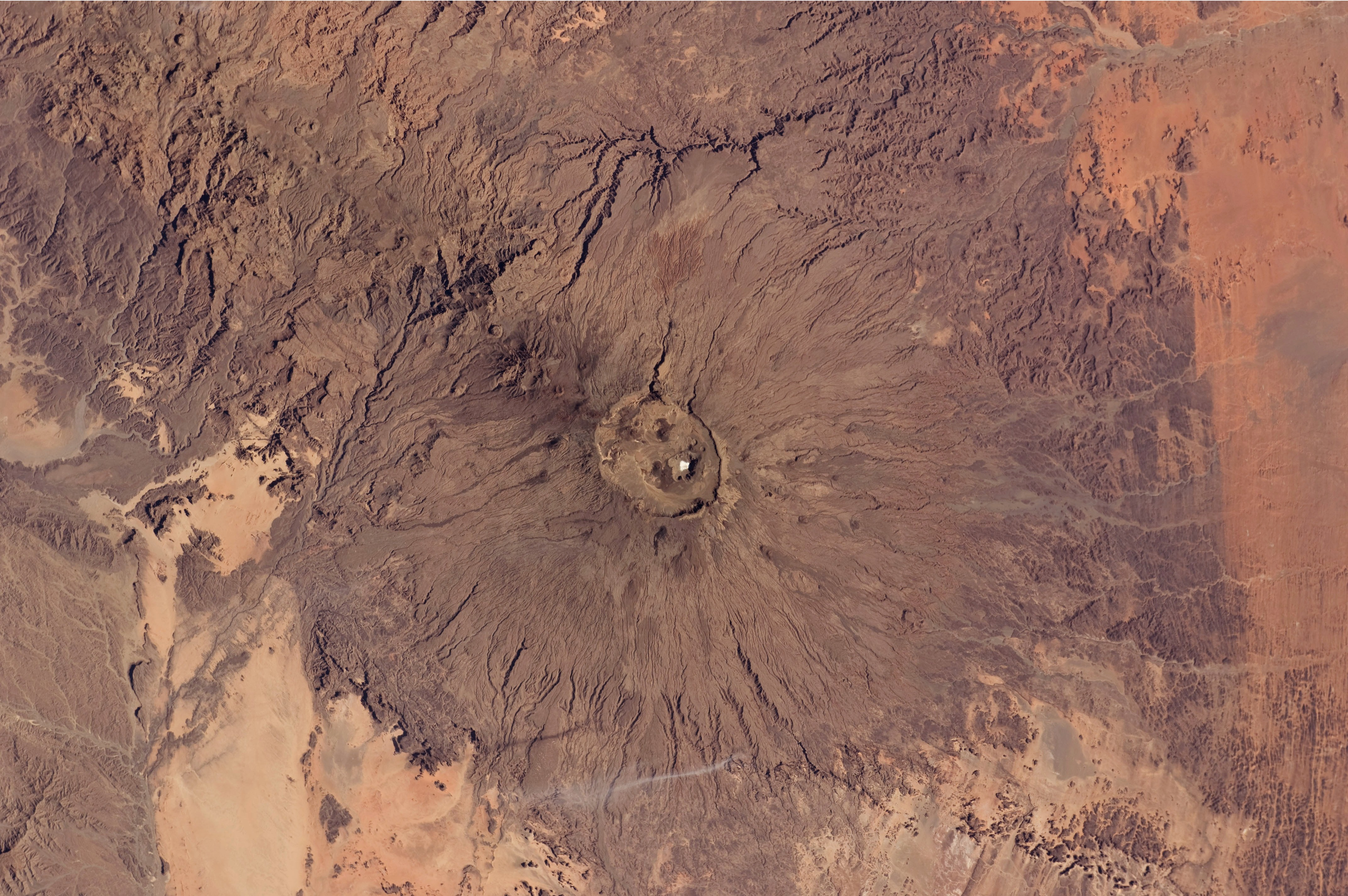
Image satellite de l'Emi Koussi avec le léger panache de la source chaude de Yi Yerra au sud (bas de la photo).
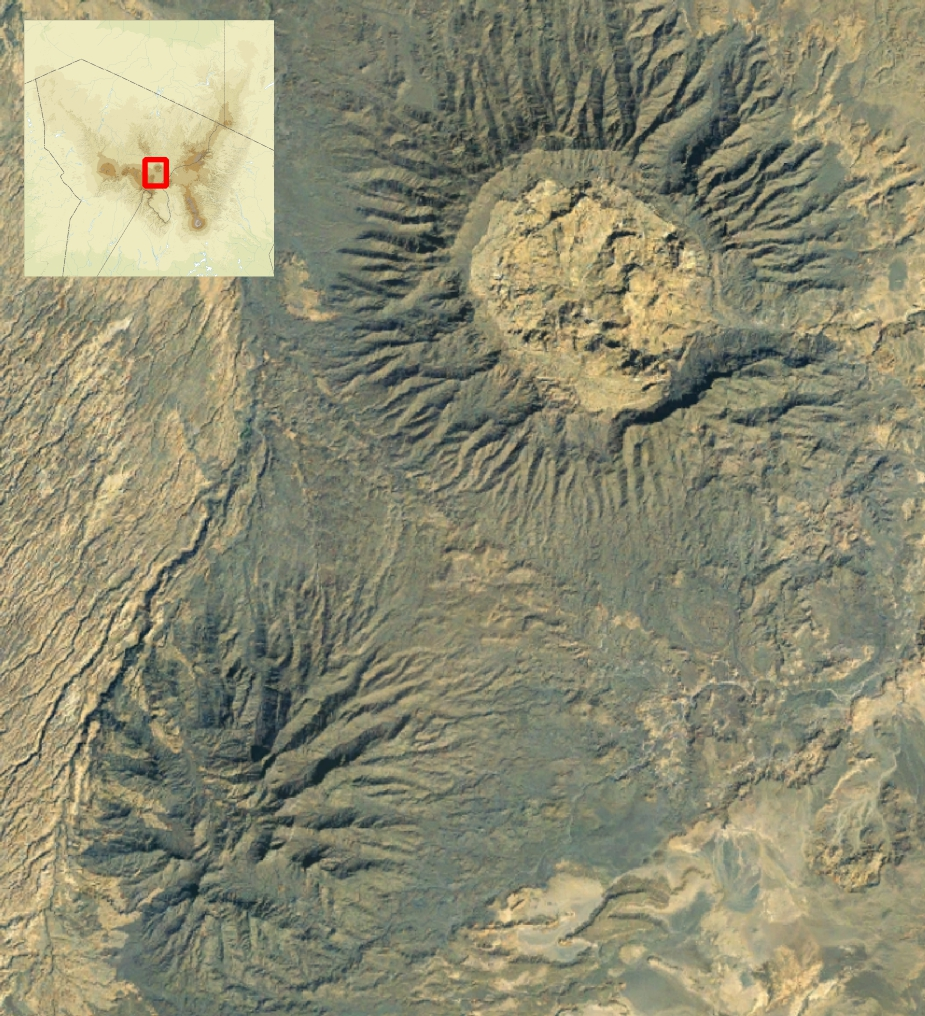
Image satellite du Tarso Toon (en haut à droite) et de l'Ehi Yéy (en bas à gauche).
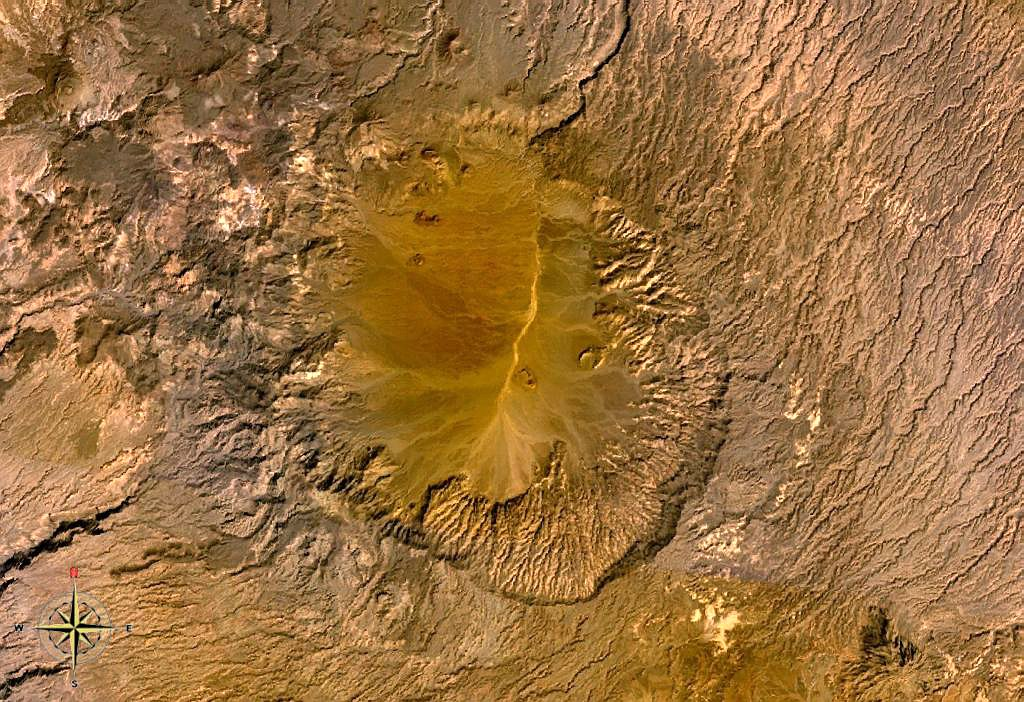
Image satellite du Tarso Voon.
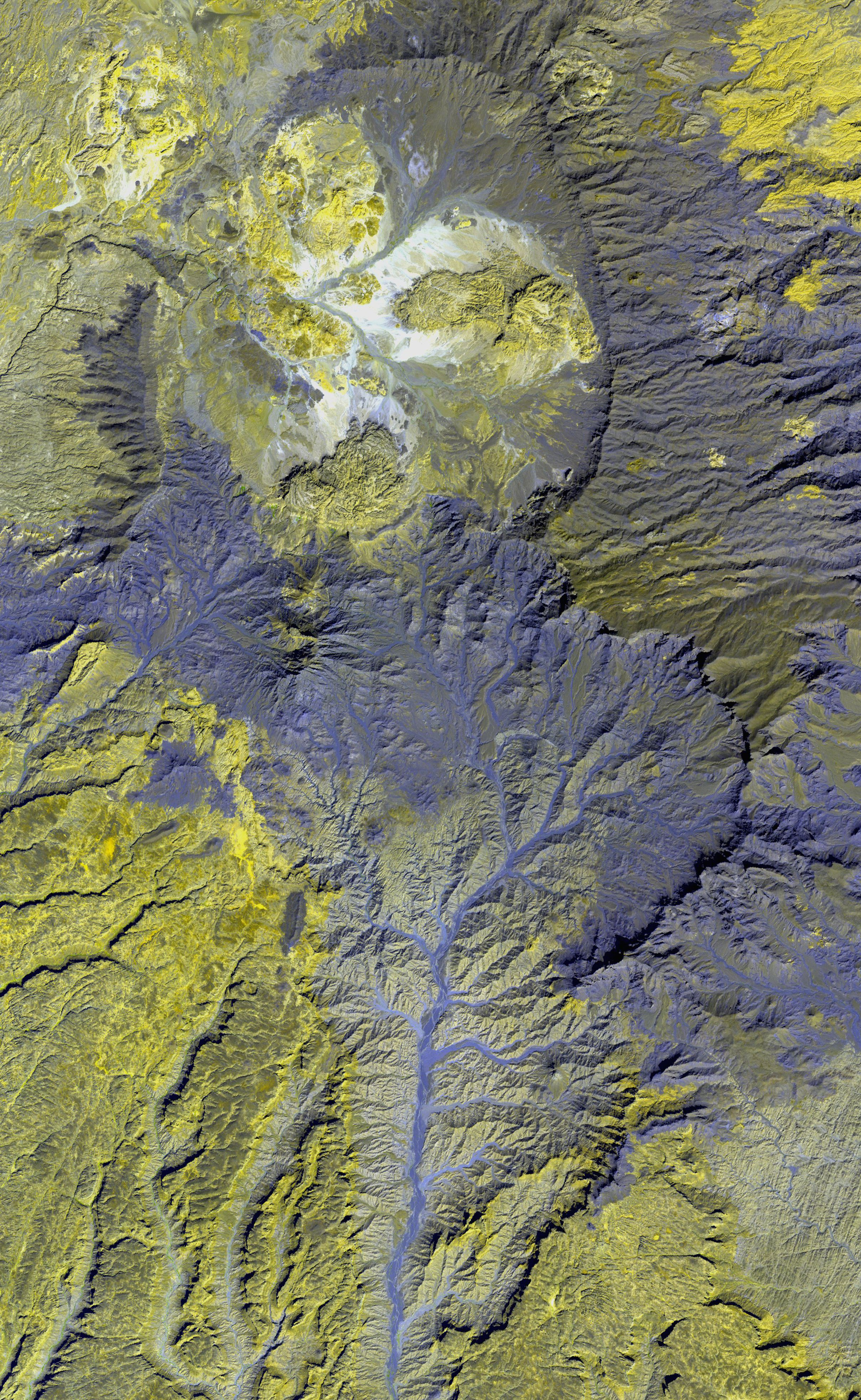
Image satellite en fausses couleurs du Tarso Yega (en haut).
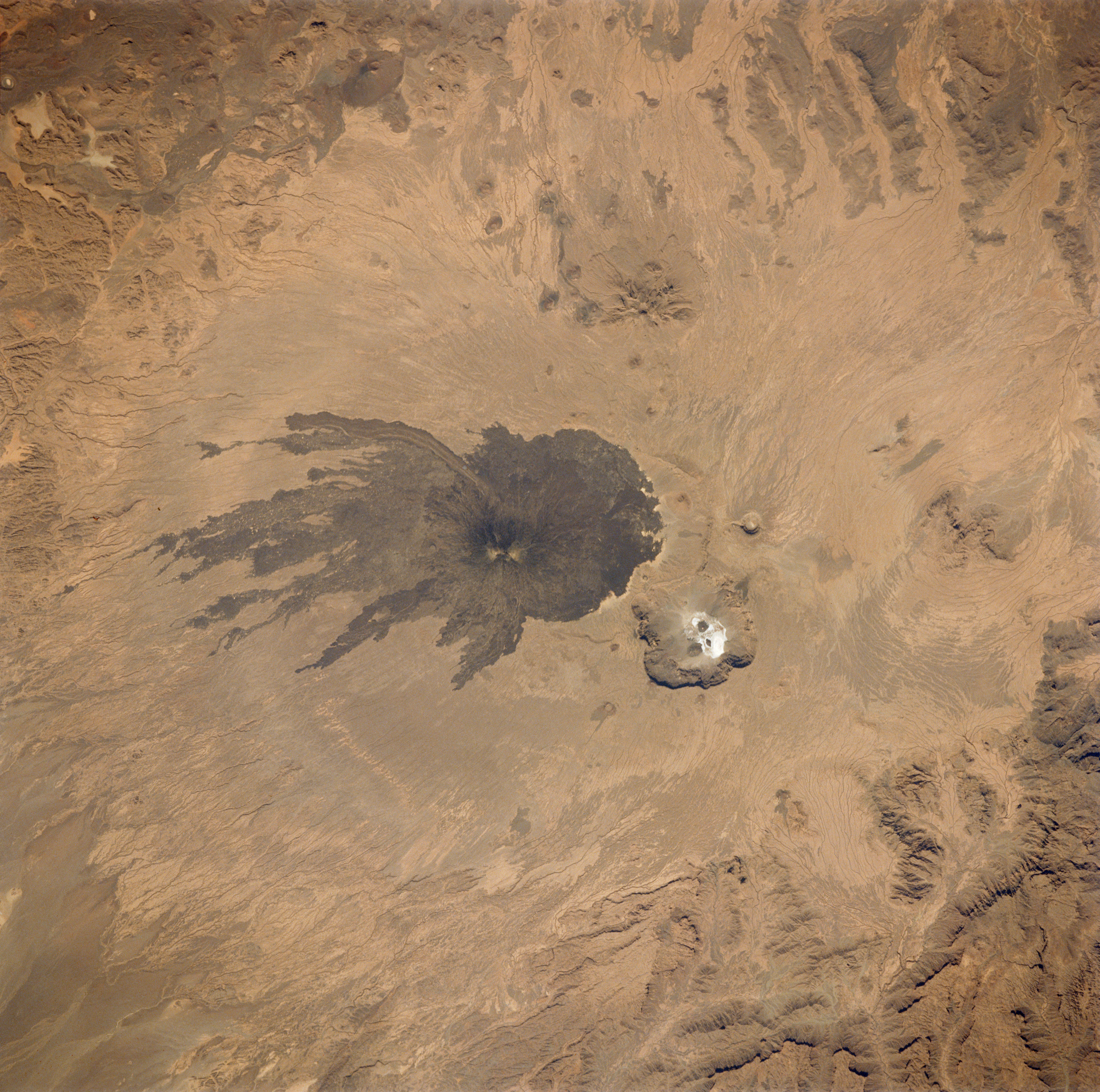
Image satellite du Tarso Toussidé avec notamment le pic Toussidé au centre de la tache sombre et le Trou au Natron en haut à gauche.

Le reste du massif est constitué de plateaux volcaniques tabulaires, appelés « tarsos » en langue tedaga, situés entre 1 200 et 2 800 mètres d'altitude, ainsi que de champs de lave et de dépôts d'éjectas,. Les plus nombreux et les plus vastes se situent à l'est : le Tarso Emi Chi avec 7 700 km2, le Tarso Aozi avec 6 500 km2, le Tarso Ahon avec environ 3 000 km2 au nord de l'Emi Koussi et le Tarso Mohi avec 1 200 km2. Au centre se trouve le Tarso Ourari avec environ 700 km2. Dans les environs du Tarso Toussidé, à l'ouest, se trouvent les petits Tarso Tôh et Tarso Tamertiou, avec respectivement 490 et 98 km2. Ces plateaux sont surmontés par des aiguilles volcaniques et sont séparés par des canyons qui ont été modelés par les enneris au débit très irrégulier,,. Le massif est strié dans sa partie centrale par un réseau de vallées sèches dont les versants nord et est sont ensablés par les vents dominants. Après les pluies, toujours violentes, elles accueillent des torrents éphémères et ravageurs. Les versants sud-ouest, sud et ouest du massif sont en pente régulière alors que son versant nord est une falaise dominant le grand reg sub-libyen, ou serir Tibesti.

### Hydrographie
Cinq cours d'eau de la moitié septentrionale du massif s'écoulent vers la Libye et font donc partie du bassin méditerranéen, tandis que la moitié méridionale appartient au bassin endoréique du lac Tchad. Cependant, aucun des cours d'eau ne parcourt de longues distances puisqu'ils se perdent dans le désert et soit leurs eaux s'évaporent soit elles s'infiltrent dans le sol. Elles peuvent toutefois être drainées sur des étendues relativement importantes dans les aquifères et former des nappes souterraines.
Les oueds des vallées du Tibesti sont appelés enneris. L'eau qui y coule provient des orages qui sévissent par intermittence sur les montagnes. Le débit est donc très variable. Ainsi, le plus important enneri de la partie septentrionale du massif, le Bardagué, aussi appelé Enneri Zoumeri dans sa partie amont, présente en 1954 un débit de 425 mètres cubes par seconde. Pourtant, au cours des neuf années suivantes, il connaît quatre ans de sécheresse totale, quatre ans où un écoulement de moins de 5 mètres cubes par seconde est relevé et enfin un an où trois débits distincts sont mesurés à 4, 9 et 32 mètres cubes par seconde. Cette intermittence est en partie due aux irrégularités de la mousson qui peut apporter des précipitations depuis le sud-ouest jusqu'à 20 degrés de latitude Nord mais qui se retire certaines années plus tôt et provoque des sécheresses,. Deux autres rivières entaillent notablement le massif : l'Enneri Yebige s'écoule vers le nord et son lit se perd sur le plateau du Sarir Tibesti, tandis que l'Enneri Touaoul rejoint en direction du sud l'Enneri Ke pour former l'Enneri Misky qui disparaît dans les plaines de Borkou. Leurs bassins respectifs sont séparés par une ligne de partage des eaux reliant le Tarso Tieroko à l'ouest au Tarso Mohi à l'est, à 1 800 mètres d'altitude,. L'Enneri Tijitinga est, avec 400 kilomètres de longueur en direction du sud, le plus long de tout le massif. Il prend sa source dans l'ouest du Tibesti et meurt dans la dépression du Bodélé, tout comme l'Enneri Misky, un peu plus à l'est, qui est rejoint par l'Enneri Korom et l'Enneri Aouei. L'Enneri Douanré s'écoule également vers le sud. L'Enneri Torku et l'Enneri Ofoundoui se trouvent au nord ; l'Enneri Ouri, l'Enneri Binem et l'Enneri Modiounga sont à l'est ; l'Enneri Yeo, l'Enneri Mamar, l'Enneri Tao, l'Enneri Woudoui et l'Enneri Doozé sont à l'ouest. Plusieurs cours d'eau s'écoulent radialement sur les pentes méridionales de l'Emi Koussi avant de s'infiltrer dans les sables de Borkou puis de resurgir au niveau d'escarpements jusqu'à 400 kilomètres au sud du sommet, en direction du massif de l'Ennedi.

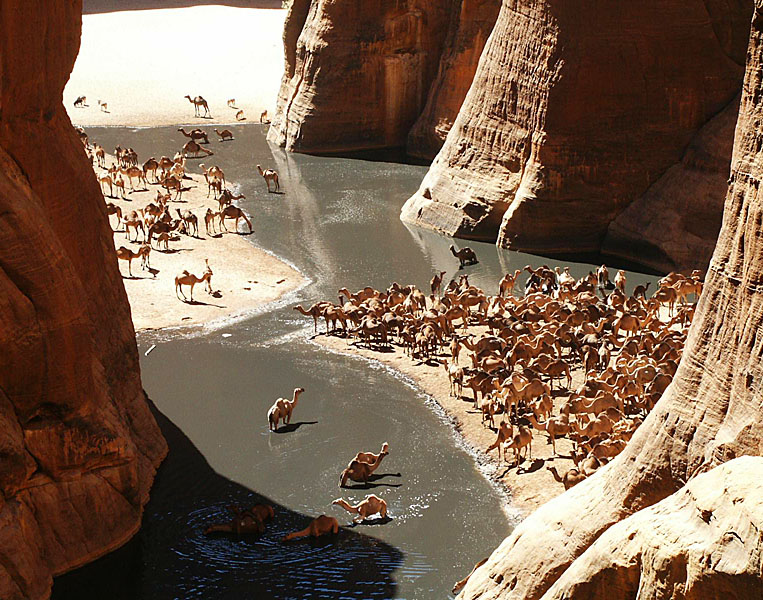
Vue de la guelta d'Archei dans le massif de l'Ennedi, comportant quelques similitudes avec les gueltas du massif du Tibesti.

Au fond de nombreux canyons se forment des gueltas, c'est-à-dire des cuvettes d'eau accumulée principalement lors des orages et qui peuvent perdurer une grande partie de l'année. Au-dessus de 2 000 mètres d'altitude, le lit des enneris contient parfois des successions de vasques naturelles qui restent pour la plupart inexplorées. L'eau y est renouvelée plusieurs fois par an lors des crues et le niveau de salinité reste bas. La mare de Zoui est une petite étendue d'eau permanente située à 600 mètres d'altitude dans la vallée de l'Enneri Bardagué, dans la partie septentrionale du massif, à dix kilomètres au nord de Bardaï. Elle est alimentée par des sources en amont du canyon. En cas de pluies importantes, elle déborde et se déverse dans des petites zones marécageuses.
La source chaude de Yi Yerra se situe sur le flanc sud de l'Emi Koussi, à environ 850 mètres d'altitude. L'eau sort à 37 °C. Une douzaine de sources chaudes jaillissent également du site de Soborom sur le versant nord-ouest du Tarso Voon, entre 22 et 88 °C,.

### Géologie
Le massif repose sur une vaste zone de soulèvement tectonique causée, selon l'hypothèse la plus récente, par la remontée d'un panache mantellique,, présent sous le craton de la lithosphère continentale africaine, d'une épaisseur de 130 à 140 kilomètres,. Cette période de stress tectonique aurait pu être accompagnée de l'ouverture, finalement avortée, d'une zone de rift, puis de sa re-fermeture par subduction,. Le cœur du massif se compose de micaschistes ainsi que de basalte et de diorite du Précambrien, un des six affleurements de roches cristallines aussi anciennes en Afrique du Nord, et plus précisément de la période de l'Édiacarien. Ils sont surmontés de grès de l'ère du Paléozoïque,, puis par les sommets constitués de roches volcaniques.
Le point chaud continental se met en place dès l'époque de l'Oligocène, bien que les roches basaltiques de surface actuelles datent pour l'essentiel du Miocène inférieur au Pléistocène,,, voire localement à l'Holocène. En raison de la très faible vitesse de déplacement relatif de la plaque africaine, comprise entre 0 et 20 millimètres par an depuis l'Oligocène, il n'existe pas de relation entre l'âge des volcans et leurs dimensions ou leur répartition géographique ni alignement similaire à la chaîne sous-marine Hawaï-Empereur. Ce phénomène comporte des similitudes avec le volcanisme martien, en particulier Elysium Mons. Il est également proche des trapps, les coulées basaltiques en altitude pouvant dépasser plusieurs dizaines de kilomètres et leur empilement pouvant atteindre 300 mètres d'épaisseur. Le système de failles régionales, bien que partiellement masqué par le volcanisme, présente deux orientations distinctes, une nord-nord-est/sud-sud-ouest qui pourrait être un prolongement de la ligne du Cameroun,,, et une nord-nord-ouest/sud-sud-est qui pourrait se prolonger jusqu'à la vallée du Grand Rift ; toutefois, la relation entre ces systèmes de failles n'est pas démontrée. De la dacite, de l'ignimbrite,, ainsi que de la trachyte et trachy-andésite, ont également été émises. Cette tendance vers la production de laves plus visqueuses pourrait être le signe d'un tarissement en magma du panache mantellique.

Animation représentant les différentes phases de l'activité volcanique dans le Tibesti.

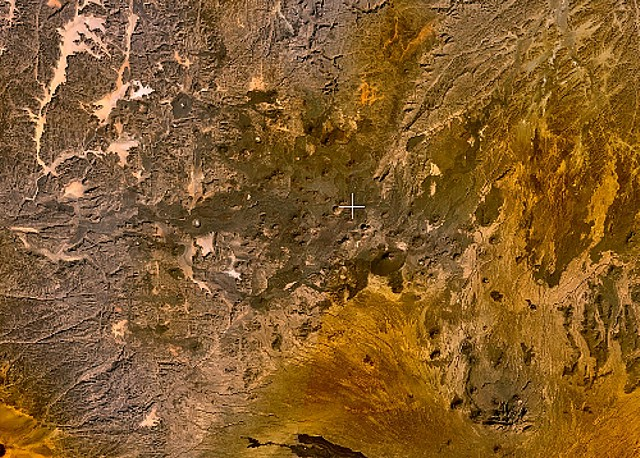
Image satellite du champ volcanique du Tarso Tôh comprenant 150 cônes de scories, deux maars et plusieurs coulées de lave basaltique.

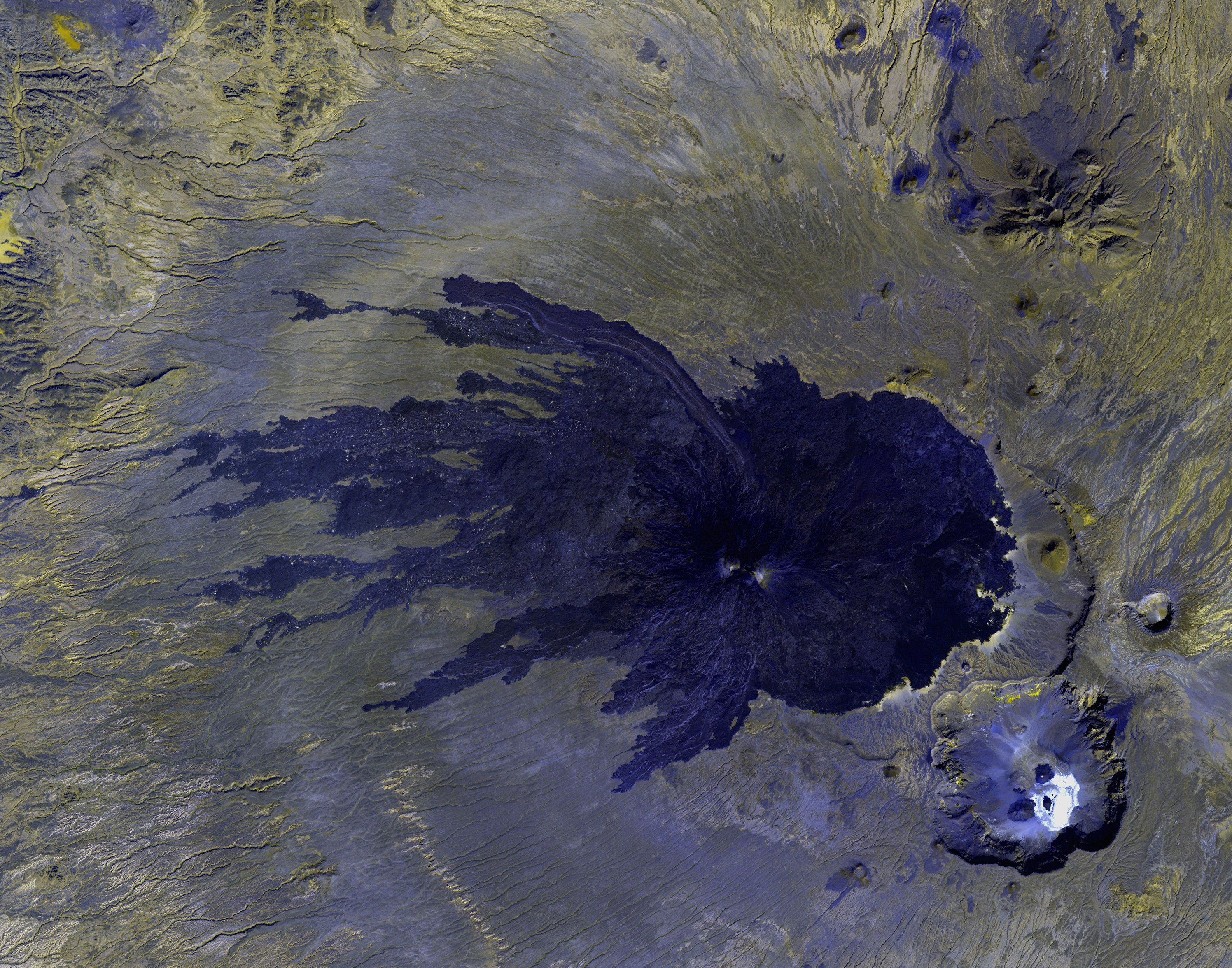
Image satellite des coulées de lave les plus contemporaines, en noir, du pic Toussidé (au centre) avec le Trou au Natron (en bas à droite).

L'activité volcanique s'est déroulée en plusieurs phases. Elle apparaît au centre du massif à la suite d'un soulèvement et d'une extension de sa base précambrienne. Le premier édifice à se mettre en place est probablement le Tarso Abeki, suivi du Tarso Tamertiou, du Tarso Tieroko, du Tarso Yega, du Tarso Toon et de l'Ehi Yéy. Leurs premiers signes d'activité ont été entièrement recouverts par les phases ultérieures ; il n'en reste que des produits de leur érosion. Ensuite, le volcanisme se déplace vers le nord et l'est, en formant respectivement le Tarso Ourari et la base en ignimbrite des vastes tarsos ainsi que de l'Emi Koussi dans la partie orientale du massif. Par la suite, les vastes épanchements de lave et dépôts d'éjectas s'accentuent autour du Tarso Yega, du Tarso Toon, du Tarso Tieroko et du Ehi Yéy ; leur effondrement favorise la mise en place des premières caldeiras. Cette phase voit aussi la naissance du dôme Bounaï et du Tarso Voon. À l'est, les plateaux du Tarso Emi Chi, du Tarso Mohi et du Tarso Ahon ainsi que l'Emi Koussi prennent de la hauteur,. Les événements marquants suivants sont la formation du Tarso Toussidé et les coulées de lave du Tarso Tôh à l'ouest, l'effondrement de la caldeira et l'émission d'éjectas au Tarso Voon au centre, et la diminution des effusions de lave à l'est, hormis à l'Emi Koussi qui continue à s'élever. La fin de cette phase coïncide avec le début de l'Holocène. Le Yirrigué émet des nuées ardentes d'ignimbrite dans plusieurs directions jusqu'à cinquante kilomètres, allant jusqu'à combler certaines vallées. L'activité volcanique devient alors beaucoup plus localisée et diminue sensiblement. Des caldeiras se mettent en place aux sommets du Tarso Toussidé et de l'Emi Koussi ; les dômes Ehi Sosso et Ehi Mousgou apparaissent. Enfin, le pic Toussidé se forme sur le rebord occidental de la caldeira du même nom d'où sont émises simultanément de nouvelles coulées de lave, tout comme le Timi sur le versant nord du volcan. Ils ont un aspect sombre, jeune et peu marqué par l'érosion. Les cratères du Trou au Natron et du Doon Kidimi sont parmi les ultimes changements géologiques survenus dans le massif. Des coulées de lave, des nuées ardentes mineures, l'apparition de petits cônes volcaniques près de la zone sommitale et la formation du cratère Era Kohor au sein de sa caldeira sont les derniers signes d'activité volcanique à l'Emi Koussi,. Celle-ci se traduit désormais en divers endroits du massif par des sources chaudes et des fumerolles, notamment au niveau du champ géothermique de Soborom au Tarso Voon, de la source de Yi Yerra à l'Emi Koussi et du pic Toussidé,. Les dépôts de carbonate de sodium au Trou au Natron et à l'Era Kohor sont également des manifestations récentes,.
L'étude des terrasses alluviales montre une alternance de terrains grossiers composés de sables épais et de graviers et de terrains fins composés de limons, d'argile et de sables fins. Cette alternance met en évidence des changements répétés dans le régime à dominante fluviale ou à dominante éolienne au cours du Quaternaire dans les vallées du Tibesti. En effet, les phases d'érosion et de sédimentation sont révélatrices de changements dans le régime pluviométrique, passant de conditions arides à humides. Ces dernières ont favorisé une paléovégétation plus dense bien que probablement guère plus diversifiée que dans le présent, à l'exception de la présence d'herbacées. D'autre part, la présence sous forme calcifiée de charophytes, en particulier de la famille des characées, ainsi que de coquilles fossilisées de gastéropodes met en évidence la présence d'un lac d'au moins 300 mètres de profondeur, à la fin du Pléistocène, dans le Trou au Natron. Ces événements sont associés à divers changements climatiques, notamment au cours du dernier maximum glaciaire, avec une hausse des précipitations et une baisse de l'évaporation en raison de températures plus basses. Ainsi, les eaux du Tibesti ont pu alimenter le bassin de la mer paléo-tchadienne jusqu'au Ve millénaire av. J.-C..

### Climat

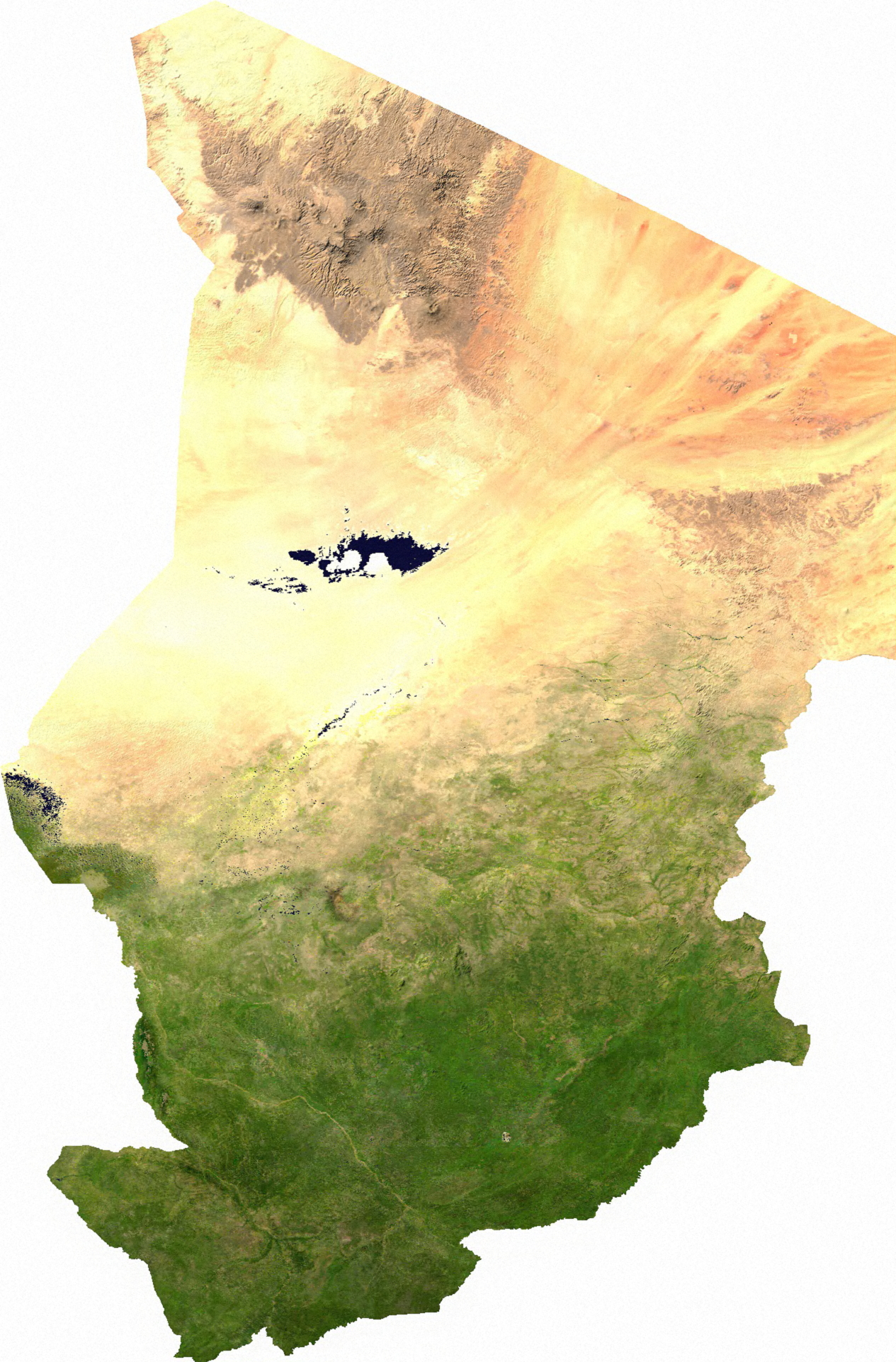
Image satellite du Tchad avec le massif du Tibesti en marron au nord traversant la frontière vers la Libye.

Le climat du massif est sensiblement plus humide que celui, désertique, du Sahara qui l'entoure. Les événements pluvieux y sont plus courants et toujours intenses mais restent irréguliers d'une année sur l'autre. Il peut même se passer sept à huit ans entre deux orages. Au sud, cette variation est en grande partie due aux oscillations de la zone de convergence intertropicale qui remonte vers le Nord du Tchad entre novembre et août accompagnée de la mousson. Normalement elle repousse l'harmattan, un vent sec soufflant vers le sud-ouest, jusqu'à 20 degrés de latitude Nord et apporte des précipitations. Il arrive toutefois que le front se retire plus tôt et produise une année ou plus de sécheresse. Au nord, où la mousson n'a que peu d'influence, les orages sont causés par des dépressions saharo-soudanaises. Ainsi, à Bardaï, entre 1957 et 1968, la hauteur de précipitations moyenne a été de 12 millimètres mais certaines années ont été sèches alors que d'autres ont vu 60 millimètres d'eau. D'une manière générale, il tombe un peu moins de 20 millimètres par an en moyenne sur l'ensemble du massif,. Au-delà de 2 000 mètres d'altitude, les précipitations moyennes dépassent 100 à 150 millimètres par an. Lorsqu'elles coïncident avec des températures basses, il n'est pas rare qu'elles se transforment en neige sur les sommets les plus élevés.
La température maximale moyenne est de 30 °C dans les parties les plus basses du massif et de 20 °C sur les hauteurs. La température minimale moyenne est de 12 °C dans les vallées mais de seulement 9 °C sur la majorité des plateaux et peut descendre à 0 °C sur les sommets les plus élevés en hiver. À Bardaï, dans un oued à 1 000 mètres d'altitude au cœur du massif, les températures moyennes varient entre 4,6 °C et 23,7 °C en hiver, entre 14,4 °C et 34 °C au printemps et entre 19,4 °C et 36,7 °C en été. Les records minima peuvent atteindre −10 °C. À Zouar, la température peut monter à 44 °C l'été et passer sous 0 °C, voire atteindre −19 °C sur les plateaux à pâturages environnants, en hiver.
| Mois                              | jan. | fév. | mars | avril | mai  | juin | jui. | août | sep. | oct. | nov. | déc. | année |
| --------------------------------- | ---- | ---- | ---- | ----- | ---- | ---- | ---- | ---- | ---- | ---- | ---- | ---- | ----- |
| Température minimale moyenne (°C) | 2,6  | 4,6  | 8,1  | 12,4  | 16,5 | 18,4 | 18,8 | 18,6 | 17,1 | 12,9 | 7,4  | 4,3  | 11,8  |
| Température moyenne (°C)          | 10,3 | 12,8 | 16,5 | 21,1  | 25,3 | 27,3 | 27,2 | 26,5 | 25,1 | 20,7 | 15,1 | 11,6 | 20    |
| Température maximale moyenne (°C) | 18,1 | 21,1 | 25   | 29,8  | 34,2 | 36,2 | 35,7 | 34,4 | 33,1 | 28,6 | 22,7 | 18,8 | 28,1  |
| Nombre de jours avec gel          | 24,4 | 19,3 | 16   | 11,4  | 6,1  | 2,3  | 0,4  | 0,3  | 0,8  | 4,7  | 6,2  | 21,6 | 113,5 |

### Faune et flore
Le massif du Tibesti fait partie, avec le jebel Uweinat au tripoint de l'Égypte, de la Libye et du Soudan, de l'écorégion des forêts claires xérophiles d'altitude du Tibesti et du Jebel Uweinat appartenant au biome des déserts et terres arbustives xériques. Cette écorégion s'étend sur 82 200 km2.

#### Flore
La végétation du Tibesti est de type saharomontagnard et mêle des plantes méditerranéennes, sahariennes, sahéliennes et afromontagnardes relativement éparses et dont la couverture au sol est fortement tributaire des précipitations. Elle présente une biodiversité et un taux d'endémisme bien supérieurs aux massifs de l'Aïr et de l'Ennedi. Le massif abrite quelques oasis regroupées autour de rares zones humides formées le long du cours des enneris, comme celui de Yebige dont certaines portions pourraient encore être inexplorées. Ces oasis, notamment dans l'ouest et le nord du massif où elles sont nombreuses, ont une végétation naturelle composée des genres Acacia, Ficus, Hyphaene et Tamarix. La plupart des gueltas sont bordées de macrophytes incluant Cyperus laevigatus, Equisetum ramosissimum, Juncus fontanesii et Scirpoides holoschoenus. À proximité de ces cuvettes d'eau, au sein du massif, pousse Acacia nilotica, alors que Myrtus nivellei et Nerium oleander sont présents entre 1 500 et 2 300 mètres d'altitude dans la partie occidentale du massif et Tamarix gallica subsp. nilotica dans sa partie septentrionale. En aval, où le courant des enneris est plus faible et où leur lit est plus profond, se trouvent des buissons denses de Tamarix aphylla ainsi que Salvadora persica (localement yii). En bordure du massif, à l'extrémité des gorges, subsiste le palmier doum d'Égypte (Hyphaene thebaica, localement soboo),. Les rives de la mare de Zoui abritent d'épaisses colonies de roseau commun (Phragmites australis) et de Typha capensis, ainsi que Scirpoides holoschoenus, Juncus maritimus, Juncus bufonius et Equisetum ramosissimum, alors que des espèces de potamots se développent dans ses eaux vives ; son phytoplancton est très mal connu,. Au sud et au sud-ouest du massif, entre 1 600 et 2 300 mètres d'altitude, les oueds abritent l'espèce endémique Ficus teloukat ainsi que des espèces ligneuses caractéristiques du Sahel : Acacia seyal, Faidherbia albida (localement tari), Acacia laeta, Balanites aegyptiaca, Boscia salicifolia, Cordia sinensis, Ficus ingens, Ficus salicifolia, Ficus sycomorus, Grewia tenax, Gymnosporia senegalensis, Flueggea virosa ou encore Rhus incana. Chrysopogon plumulosus est la poacée la plus répandue dans cette zone. D'autres plantes, plus rases, y ont des affinités davantage méditerranéennes, comme Globularia alypum et Lavandula pubescens, ou davantage tropicales comme Abutilon fruticosum et Rhynchosia minima,.

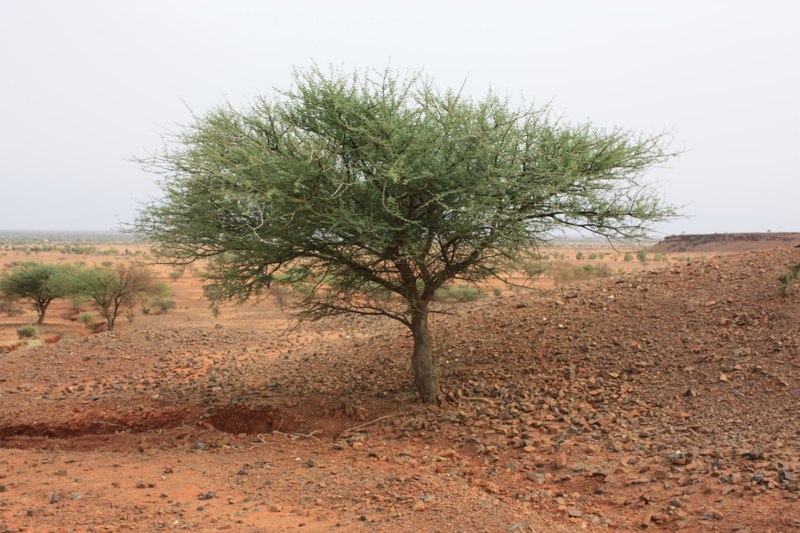
Acacia laeta
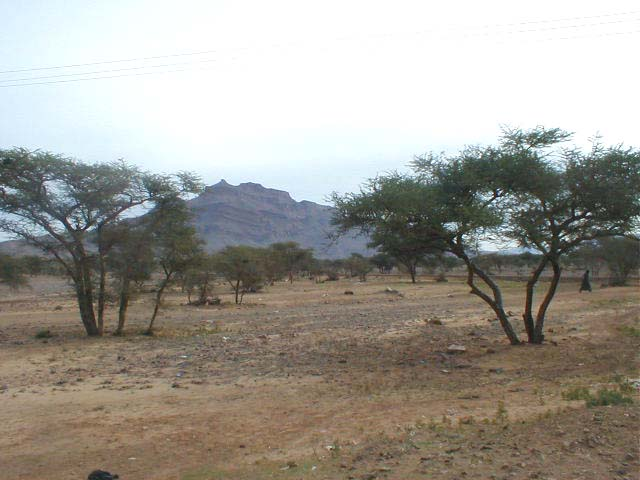
Acacia nilotica
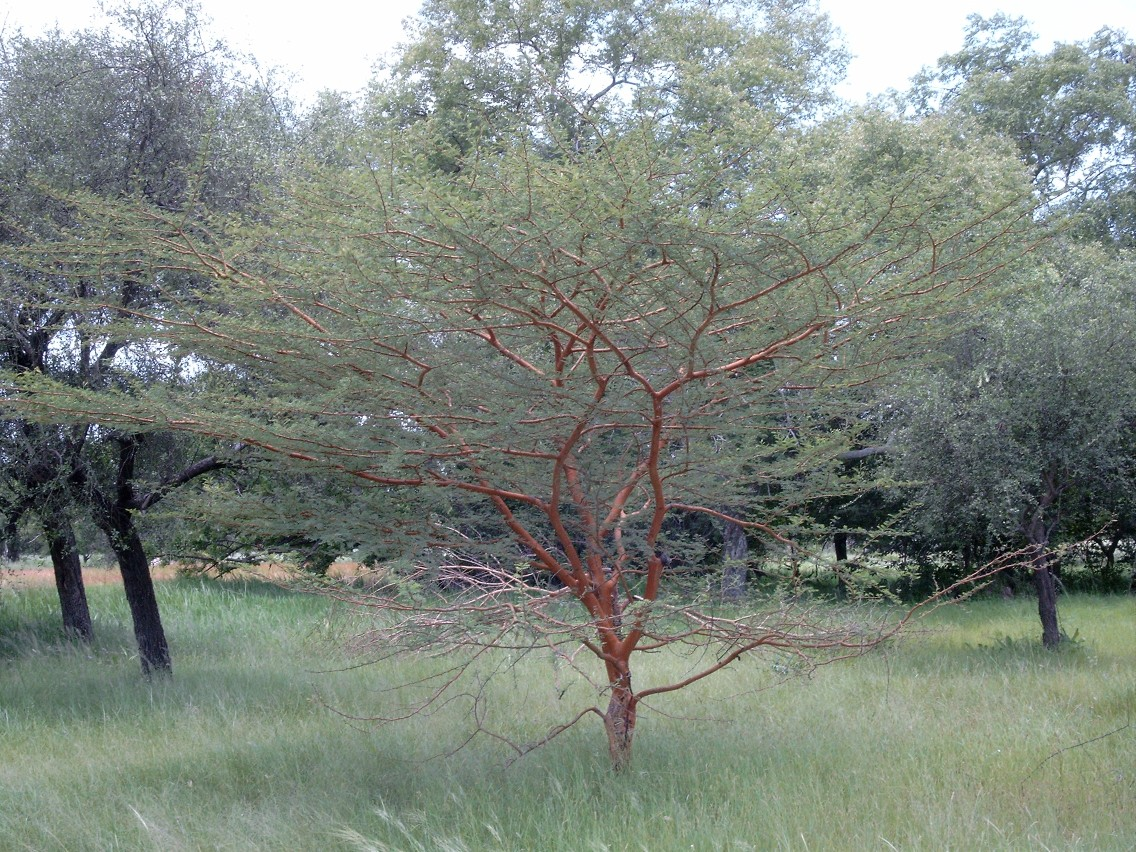
Acacia seyal
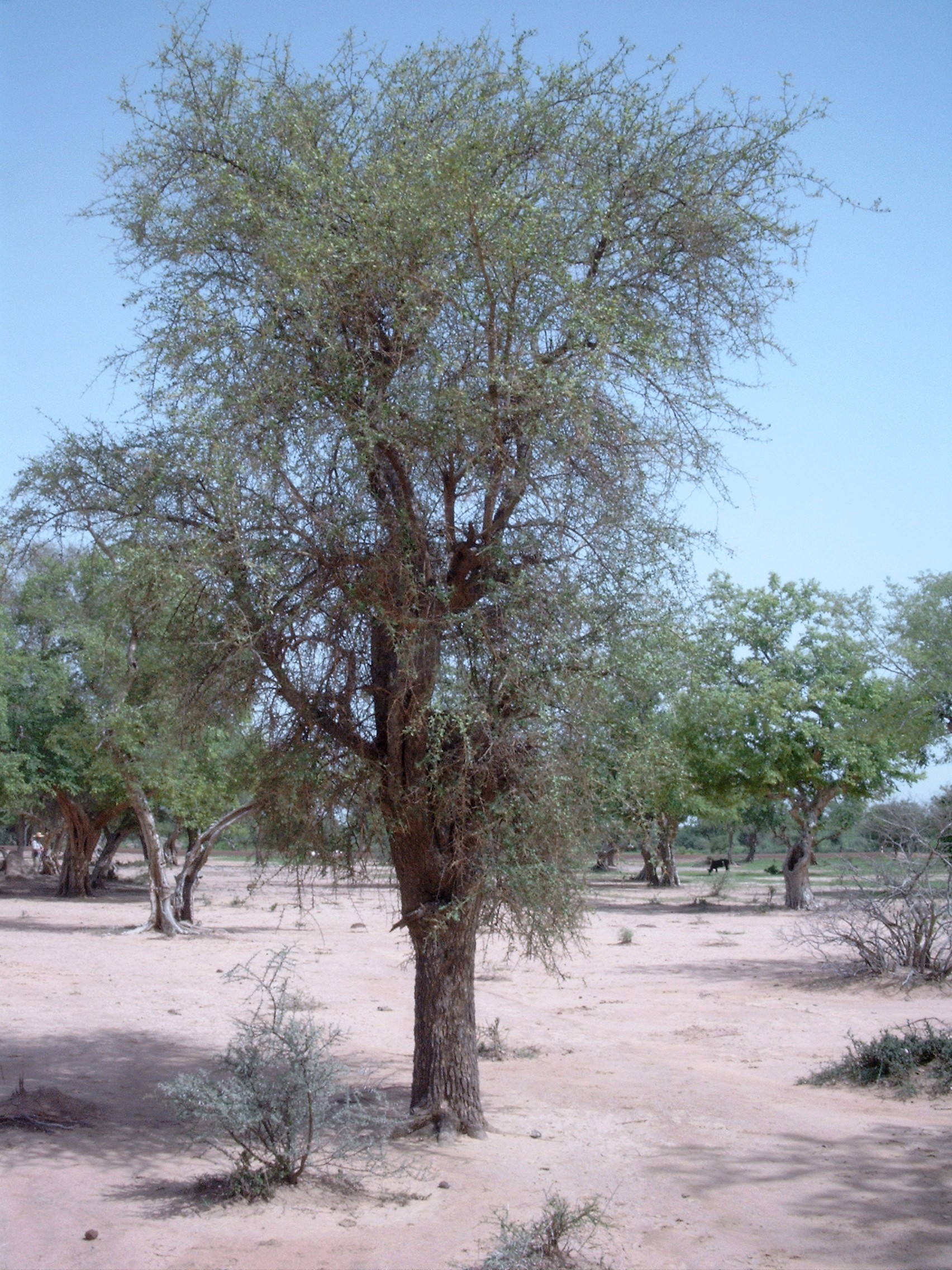
Balanites aegyptiaca
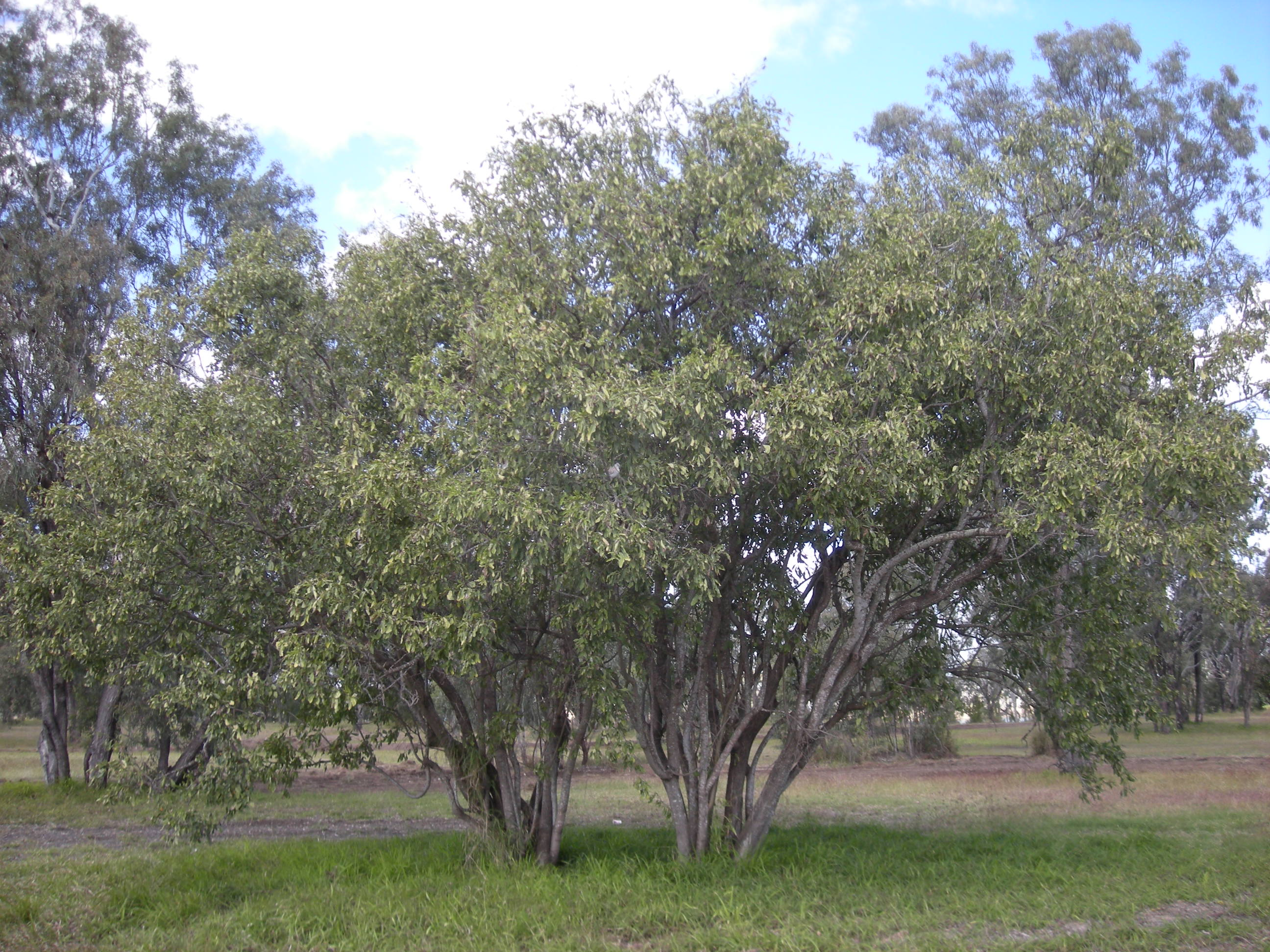
Cordia sinensis
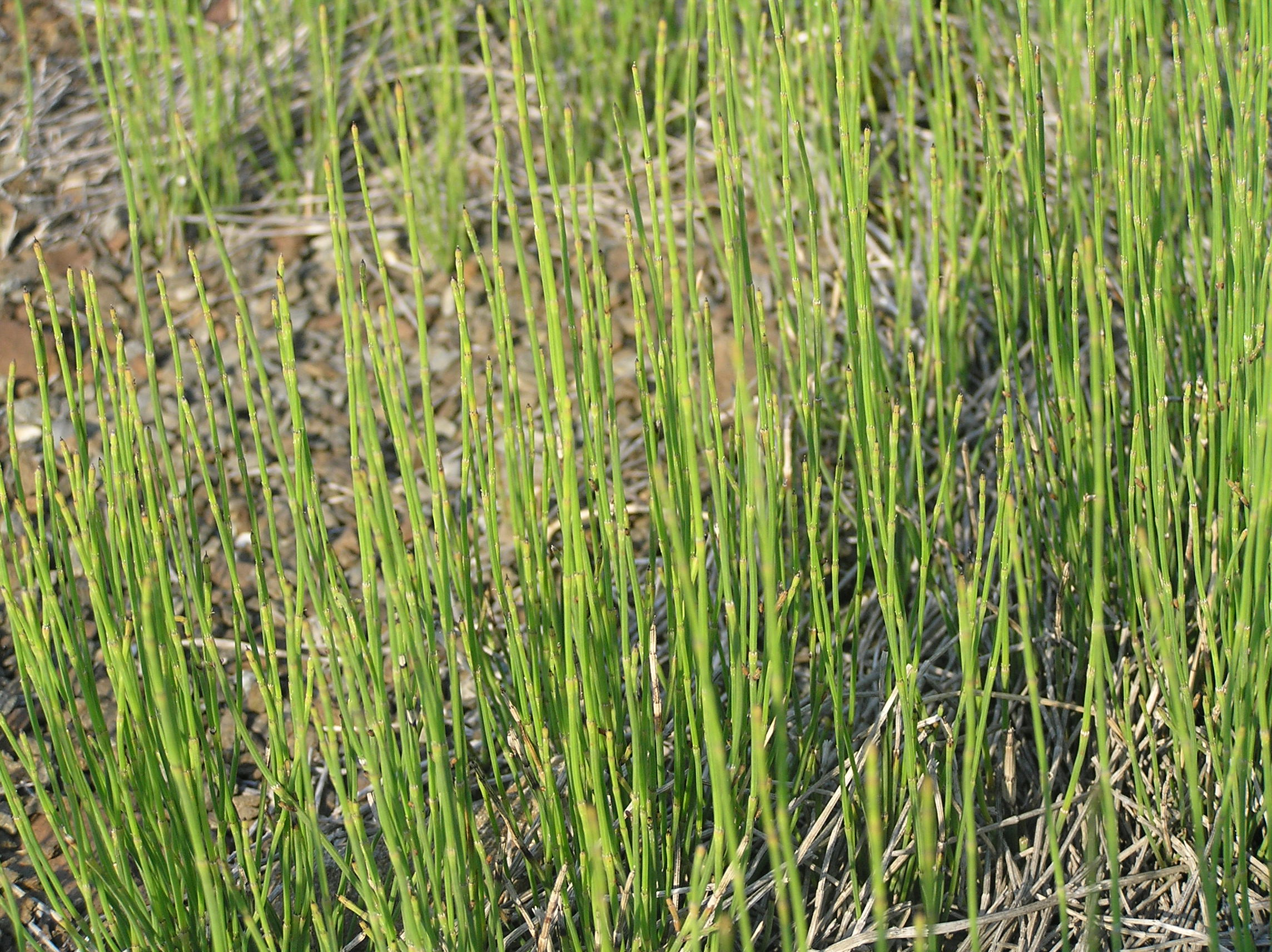
Equisetum ramosissimum
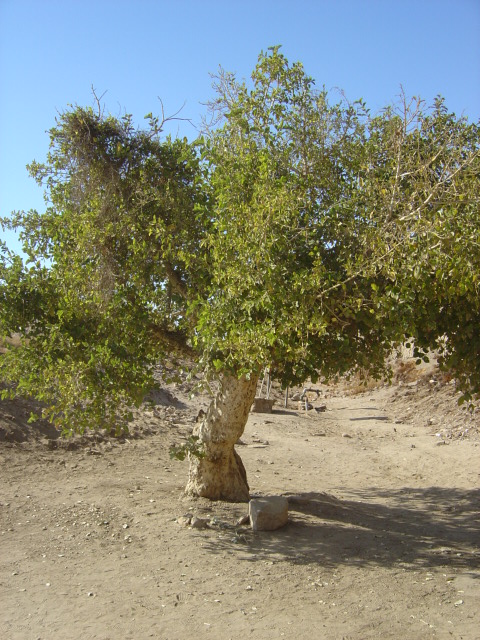
Ficus sycomorus
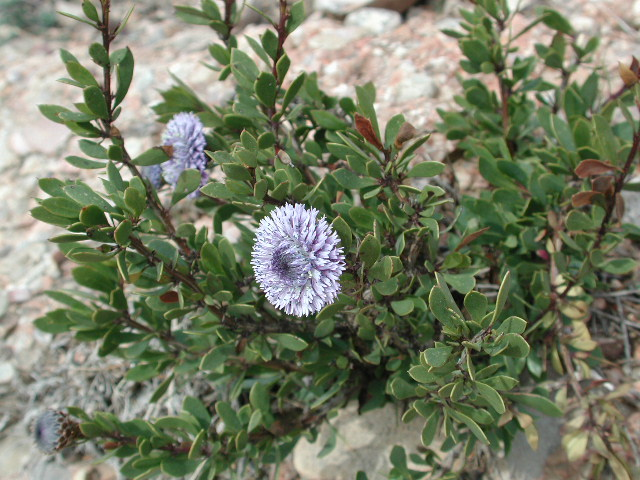
Globularia alypum
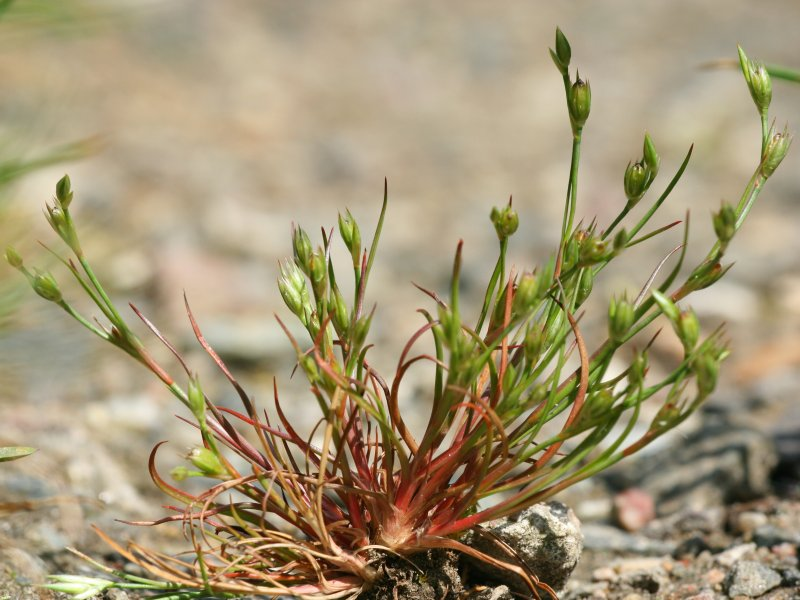
Juncus bufonius
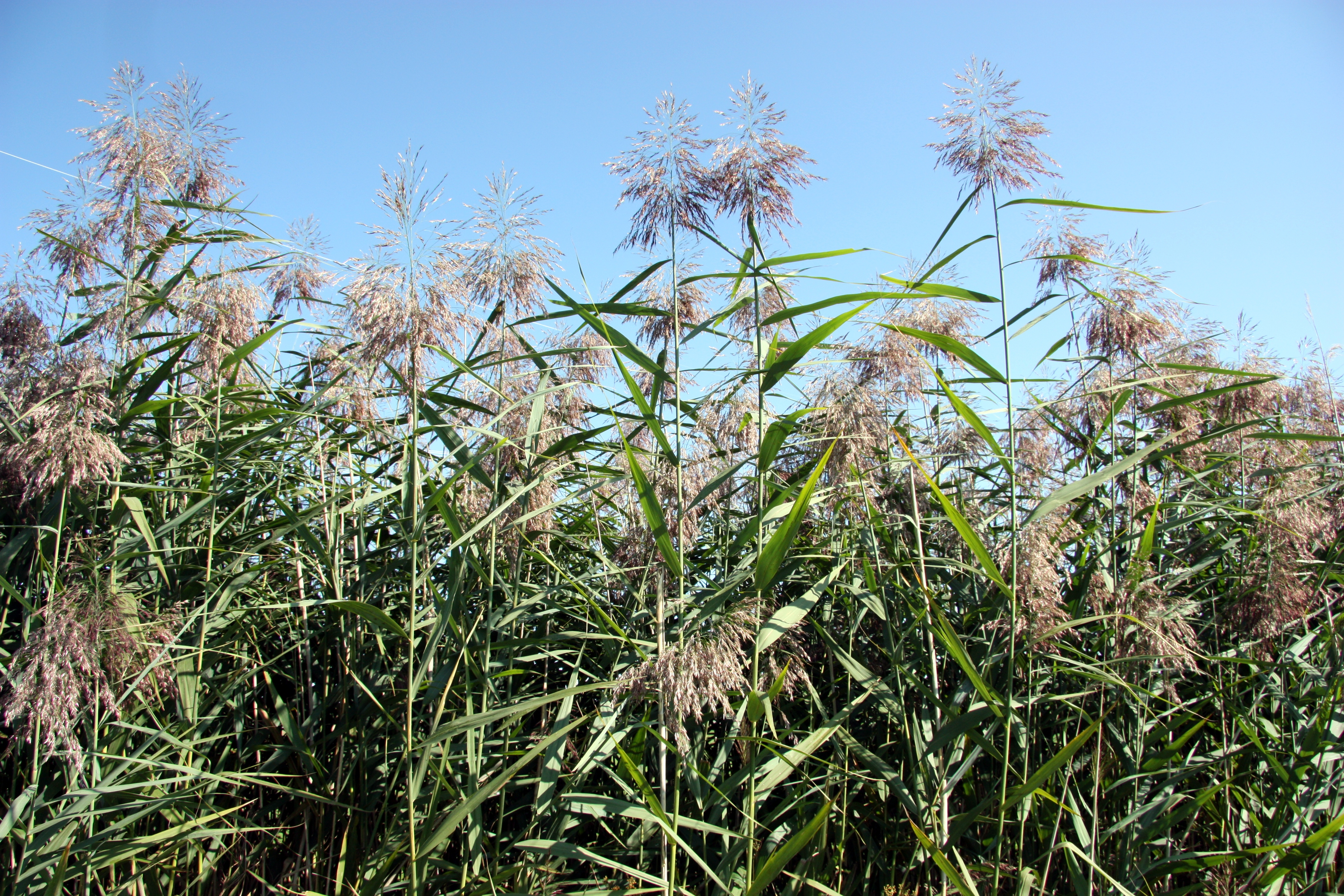
Phragmites australis
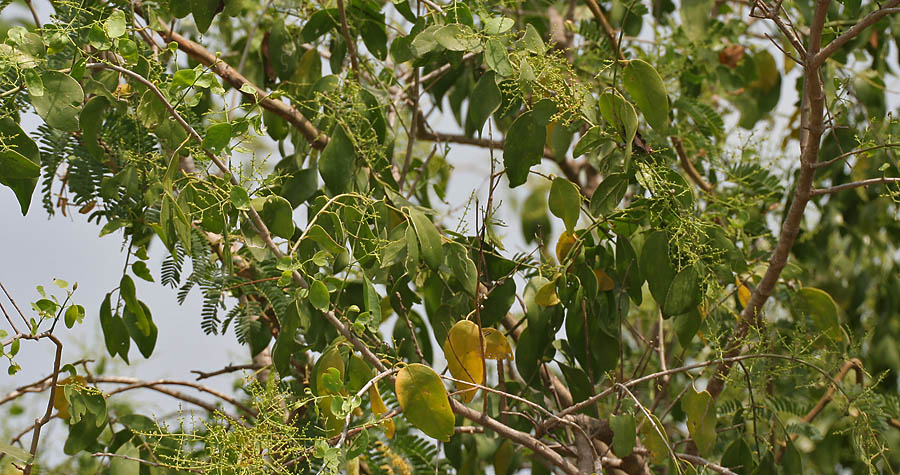
Salvadora persica
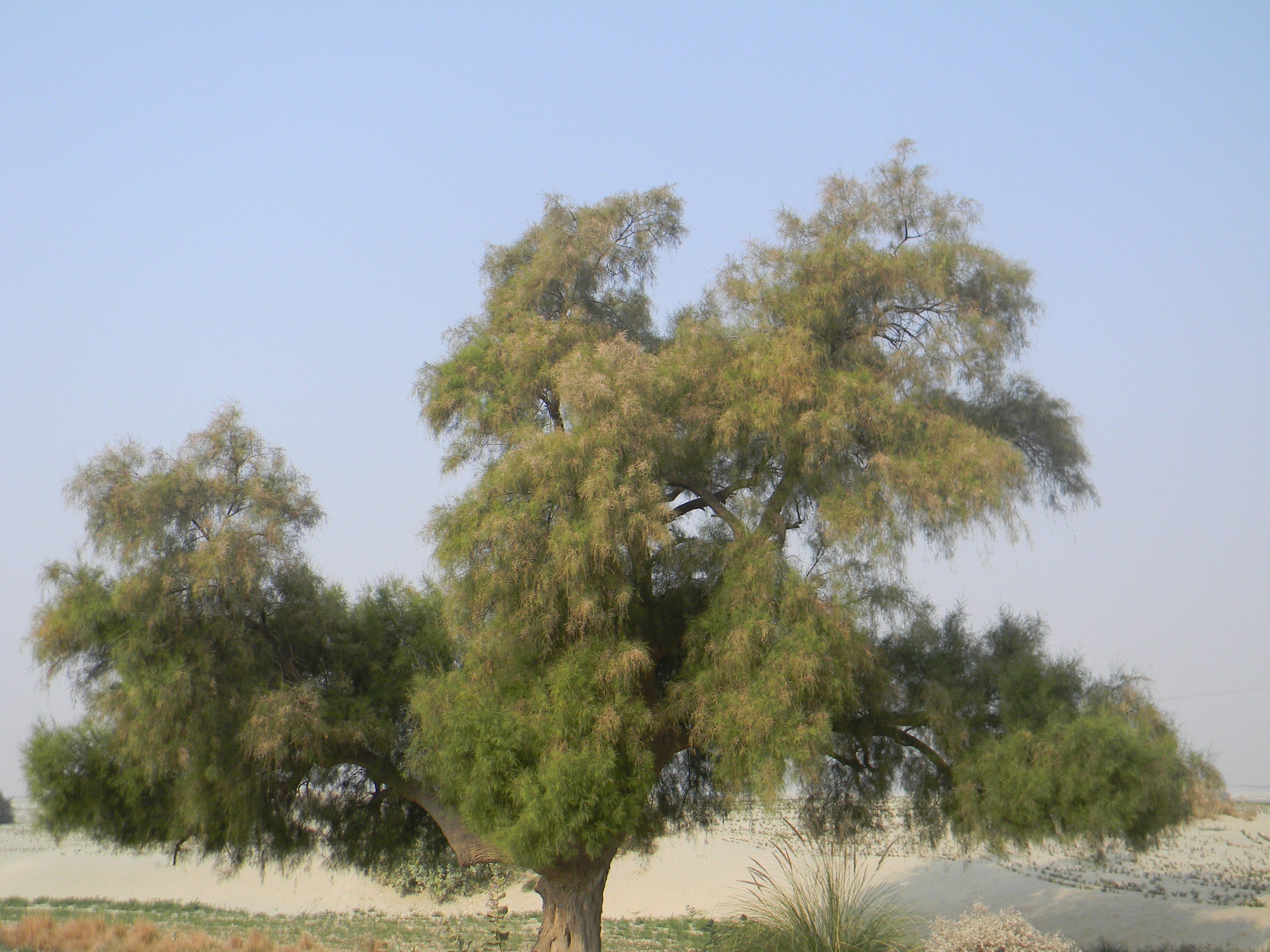
Tamarix aphylla

Entre 1 800 et 2 700 mètres, sur les versants, la partie amont des oueds et les plateaux se trouve le domaine des formations herbeuses saharomontagnardes. Il est dominé par Stipagrostis obtusa et Aristida caerulescens avec localement Eragrostis papposa. Sur les pentes supérieures abritées de l'Emi Koussi, se trouve également l'espèce herbeuse endémique rase Eragrostis kohorica, du nom du cratère qui coiffe le volcan. Quelques arbustes, représentés par Anabasis articulata, Fagonia flamandii et Zilla spinosa, ponctuent ce milieu.
Au-delà de 2 600 mètres d'altitude se trouve le domaine des formations arbustives naines sahariennes. Ces plantes ne dépassent pas un mètre de hauteur et se limitent généralement à 20 à 50 centimètres. Elles sont constituées par Pentzia monodiana, Artemisia tilhoana et Ephedra tilhoana. Enfin, sur les sommets les plus élevés du Tibesti, dans les crevasses humides formées par les anciennes coulées de lave, se trouve le domaine des formations à Erica arborea, la Bruyère arborescente, dont le substrat est assuré par vingt-quatre espèces de mousses différentes.

#### Faune
Les grands mammifères présents dans l'écorégion sont l'Antilope à nez tacheté (Addax nasomaculatus), la Gazelle dorcas (Gazella dorcas), la Gazelle leptocère (Gazella leptoceros) et le Mouflon à manchettes (Ammotragus lervia). Toutefois, l'ordre le plus représenté dans cette classe est celui des rongeurs : Gerbille du Baluchistan (Gerbillus nanus), Gerbille de l'Agag (Gerbillus agag), Gerbille champêtre (Gerbillus campestris), Souris épineuse (Acomys cahirinus), Gerboise des steppes (Jaculus jaculus), Mérione de Libye (Meriones libycus), Mérione du désert (Meriones crassus) ou encore Goundi du Mzab (Massoutiera mzabi). Plusieurs félins, comme le Chat ganté (Felis silvestris lybica), plus rarement le Caracal (Caracal caracal) et le Guépard (Acinonyx jubatus), plusieurs canidés, avec le Chacal doré (Canis aureus), le Fennec (Vulpes zerda) et le Renard famélique (Vulpes rueppellii), ainsi qu'éventuellement la Hyène rayée (Hyaena hyaena) qui fait partie de la famille des hyénidés, occupent le massif. La population de lycaons pourrait s'élever au Tchad à une cinquantaine d'individus menacés de disparition. Cette présence relicte notamment dans le massif pourrait être allochtone, issue de l'agitation provoquée par le conflit du Darfour. Les chiroptères ont également un nombre important de représentants : Oreillard d'Hemprich (Otonycteris hemprichii), Grand rhinopome (Rhinopoma microphyllum), Taphien de Hamilton (Taphozous hamiltoni), Taphien de Maurice (Taphozous mauritianus) ou encore Trident du désert (Asellia tridens). Le Daman du Cap (Procavia capensis), le Hérisson du désert (Paraechinus aethiopicus), le Lièvre du Cap (Lepus capensis), le Zorille du Sahara (Ictonyx libyca) et le Babouin olive (Papio anubis) sont également des mammifères peuplant le Tibesti.

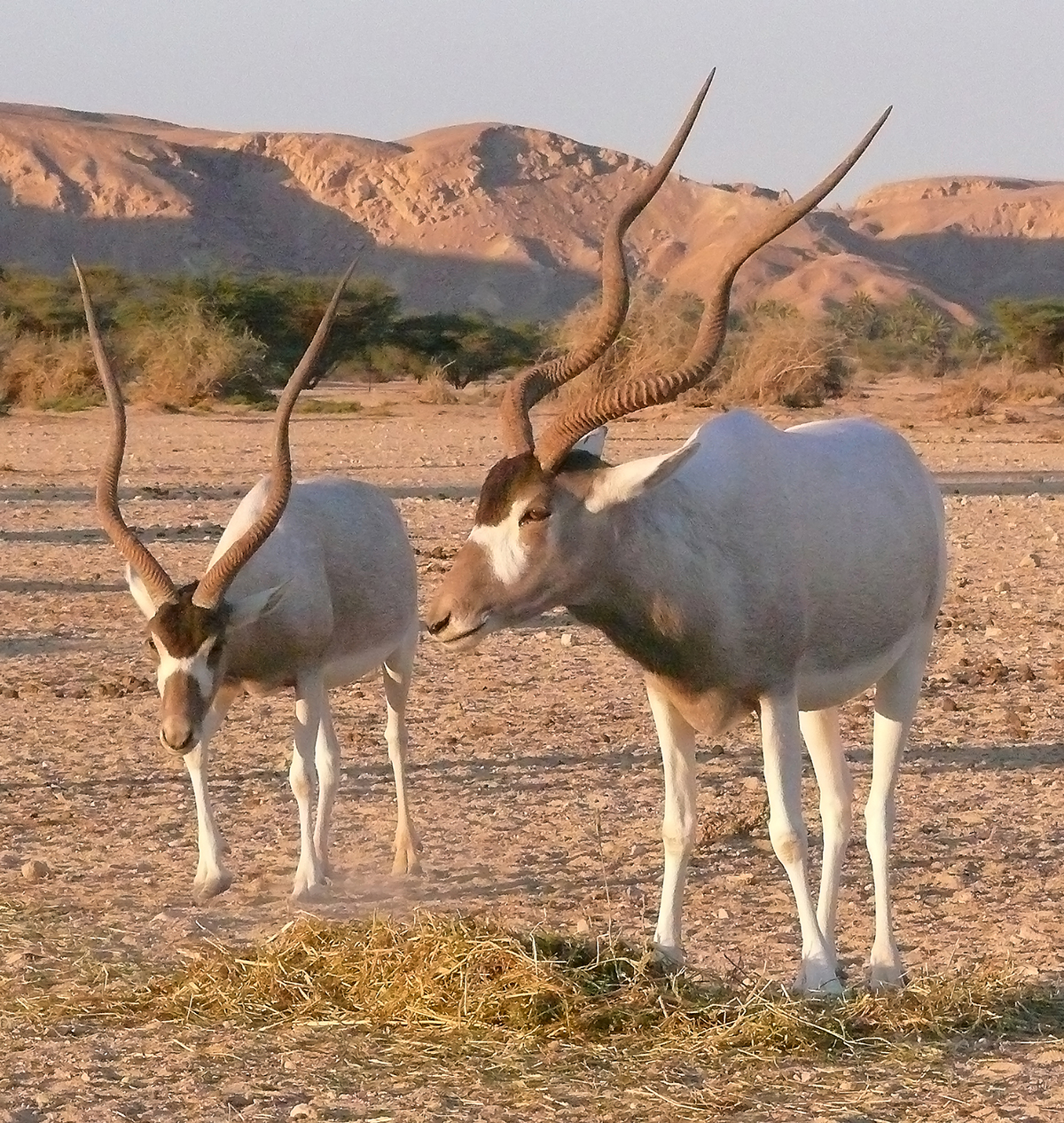
Antilope à nez tacheté
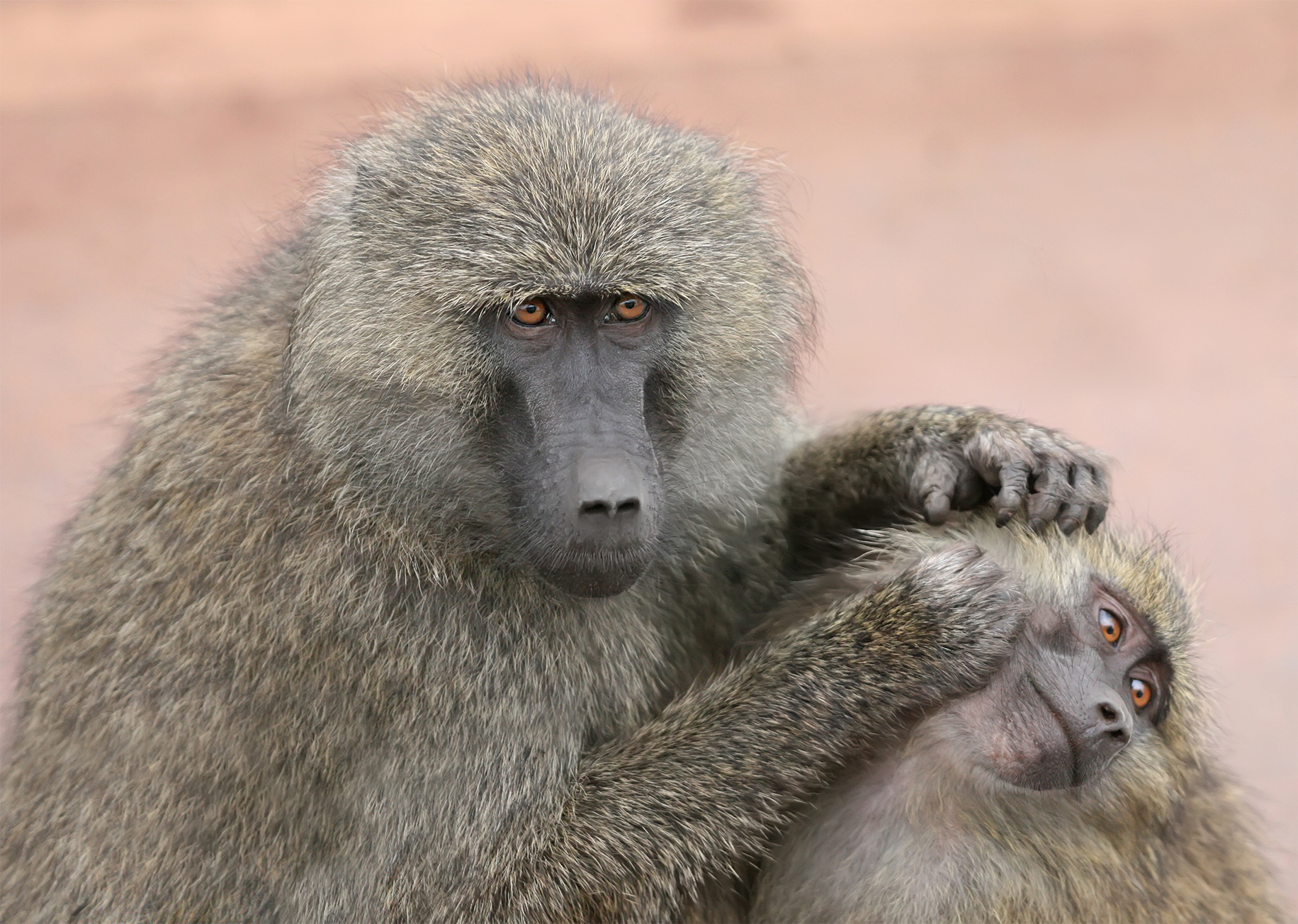
Babouin olive
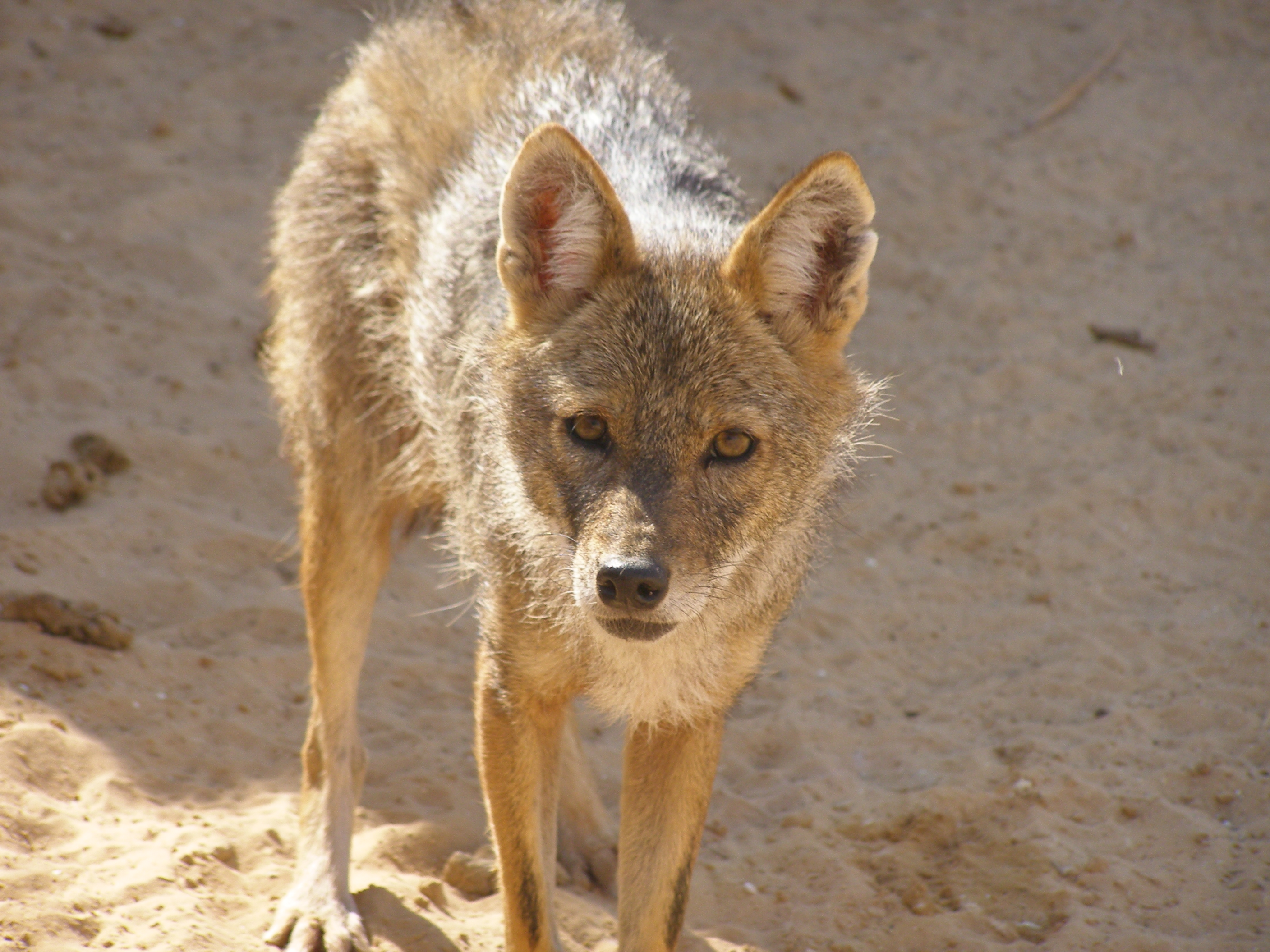
Chacal doré
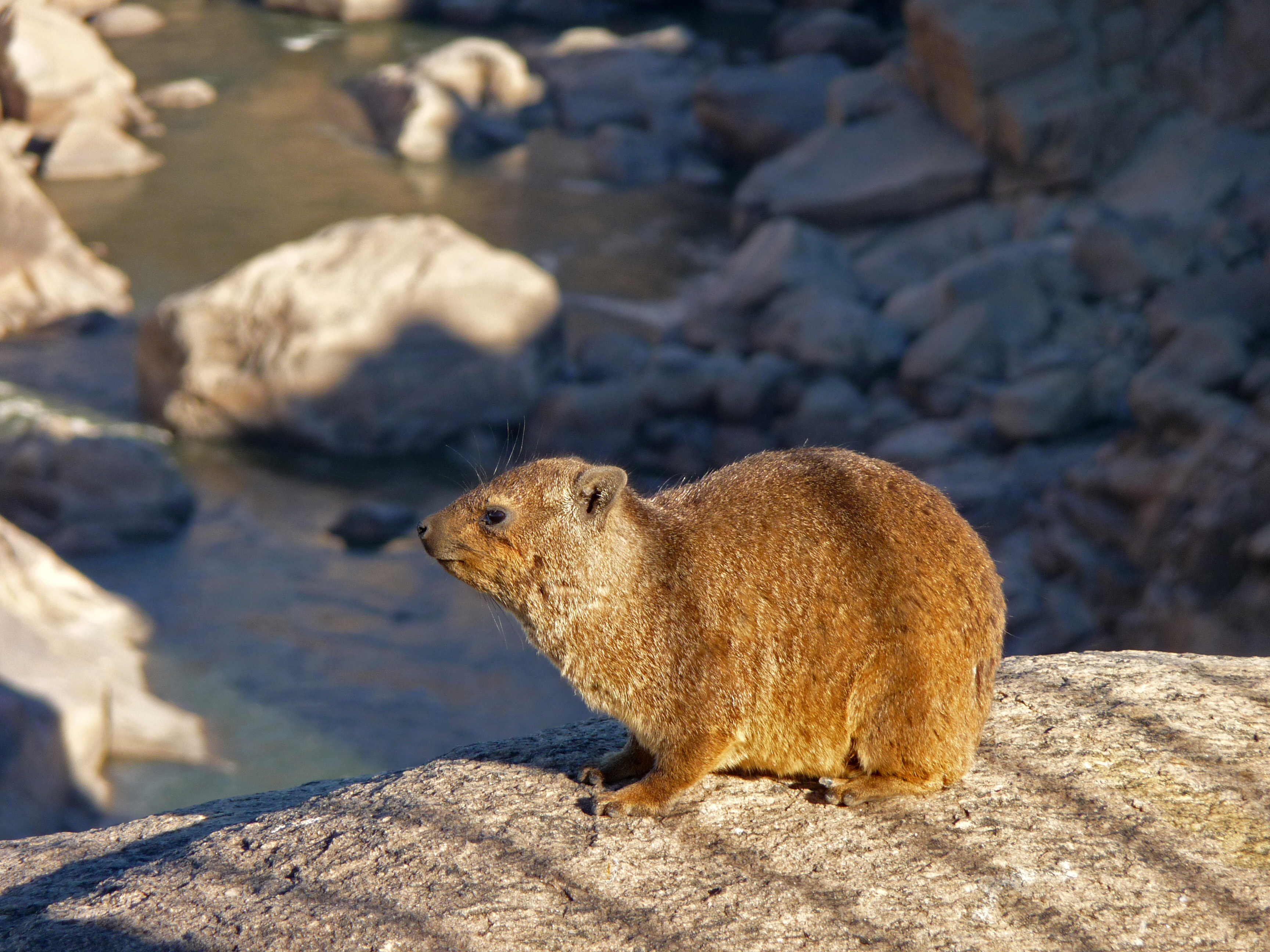
Daman du Cap
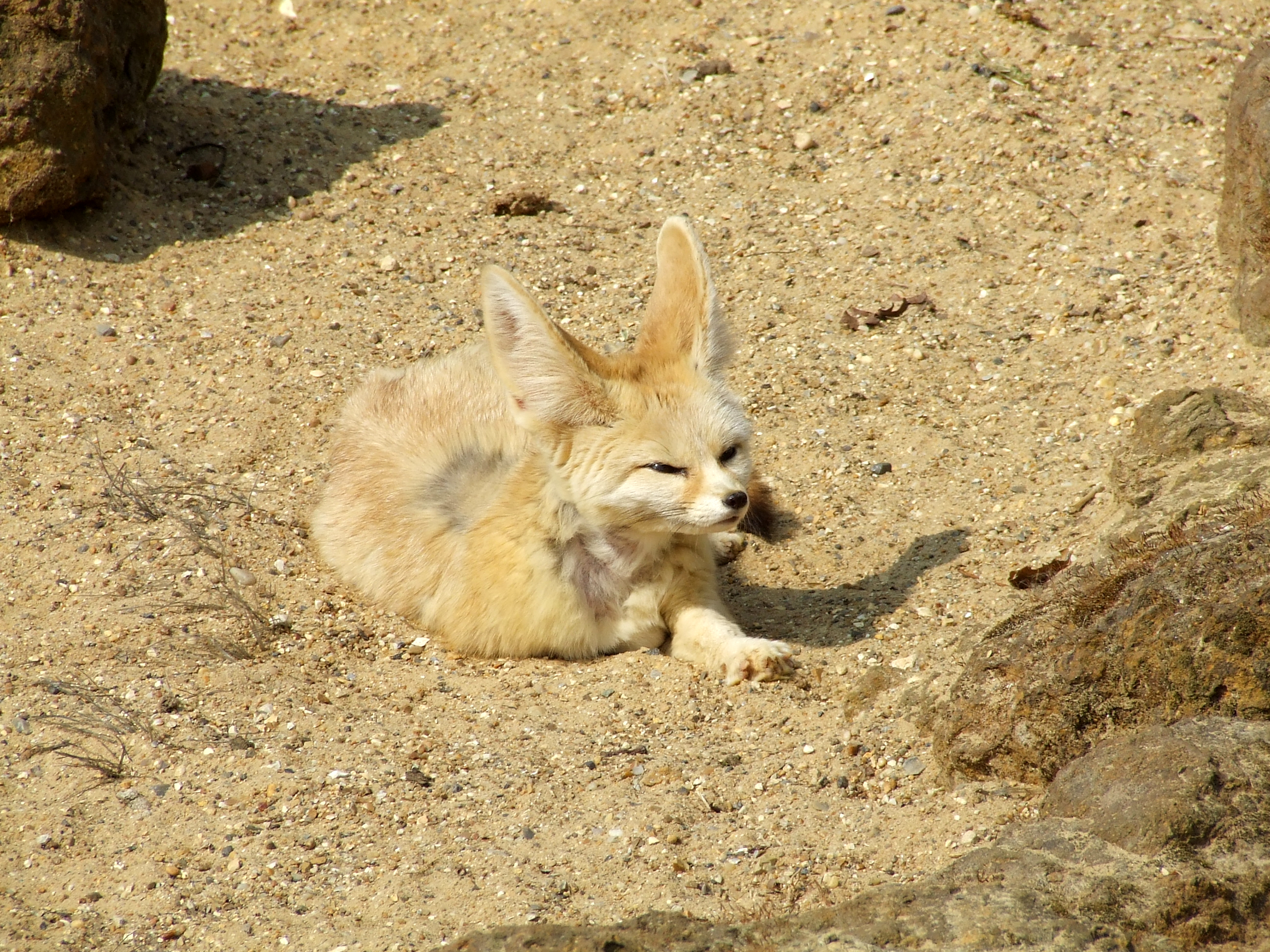
Fennec
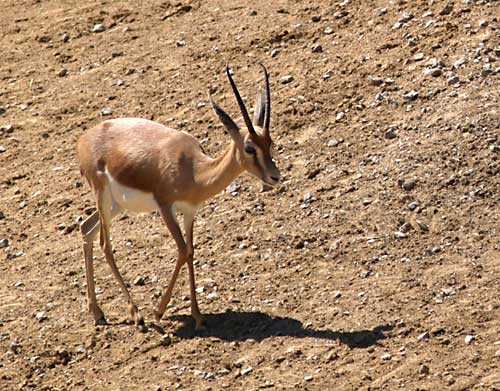
Gazelle dorcas
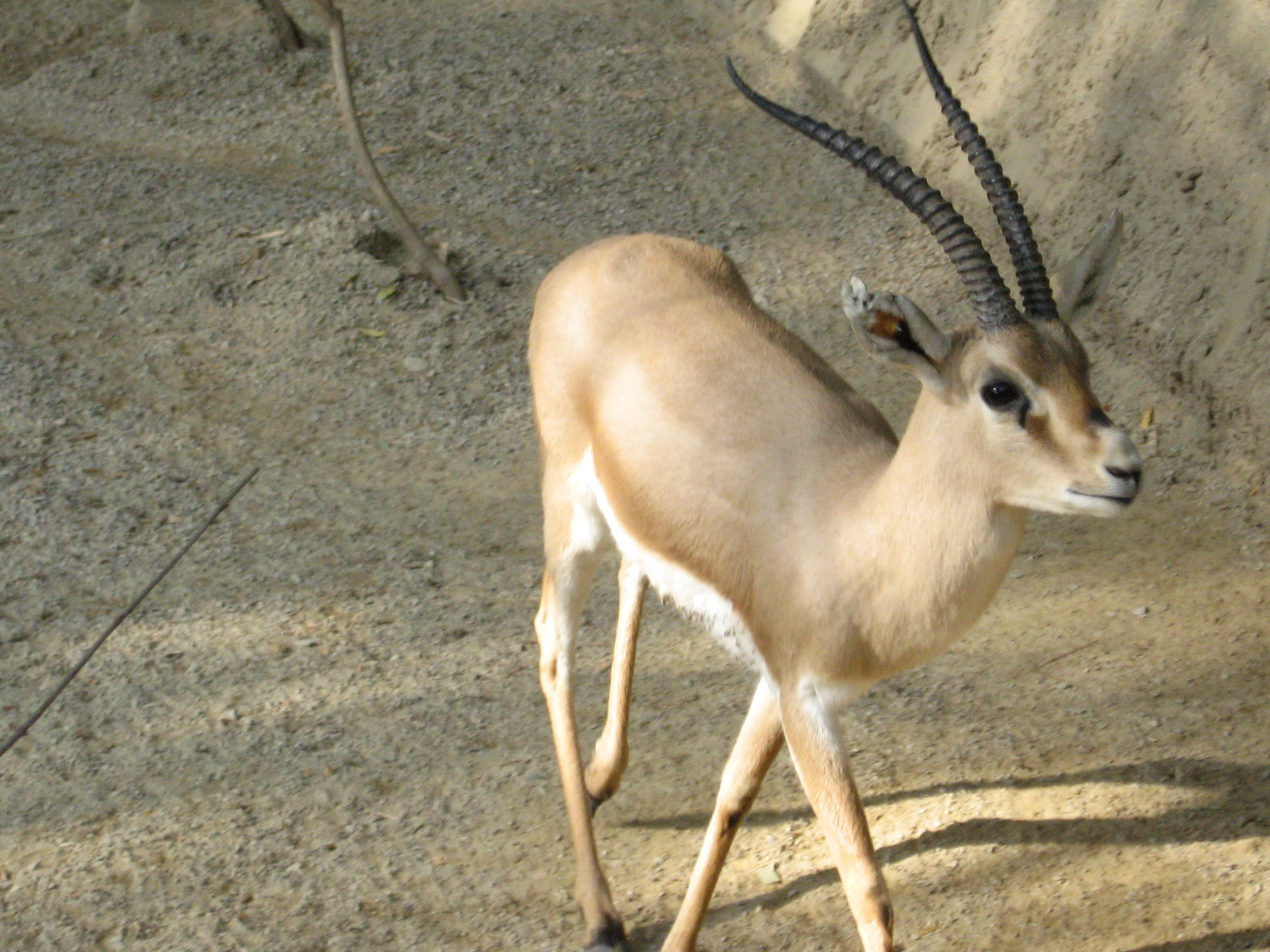
Gazelle leptocère
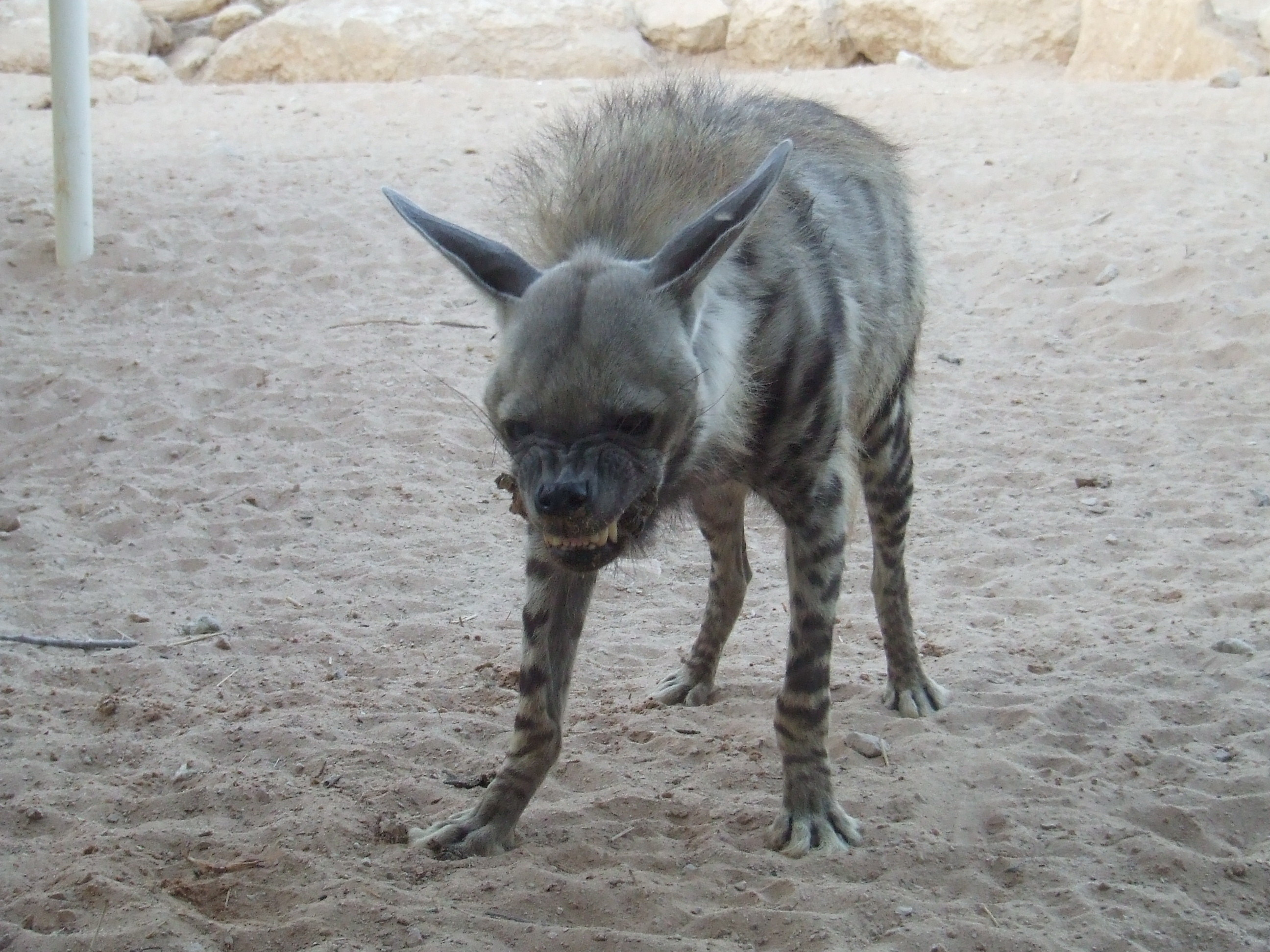
Hyène rayée
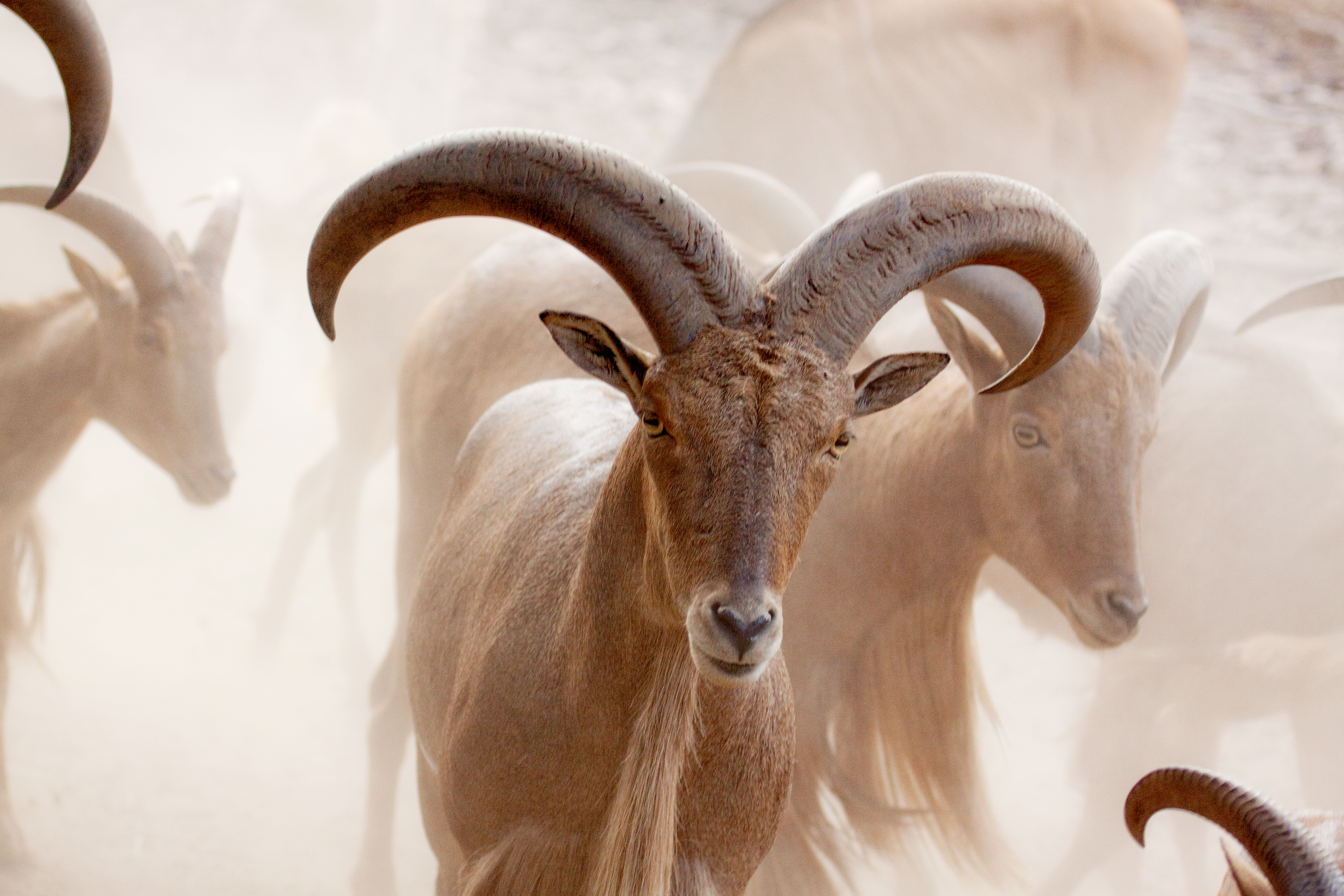
Mouflon à manchettes
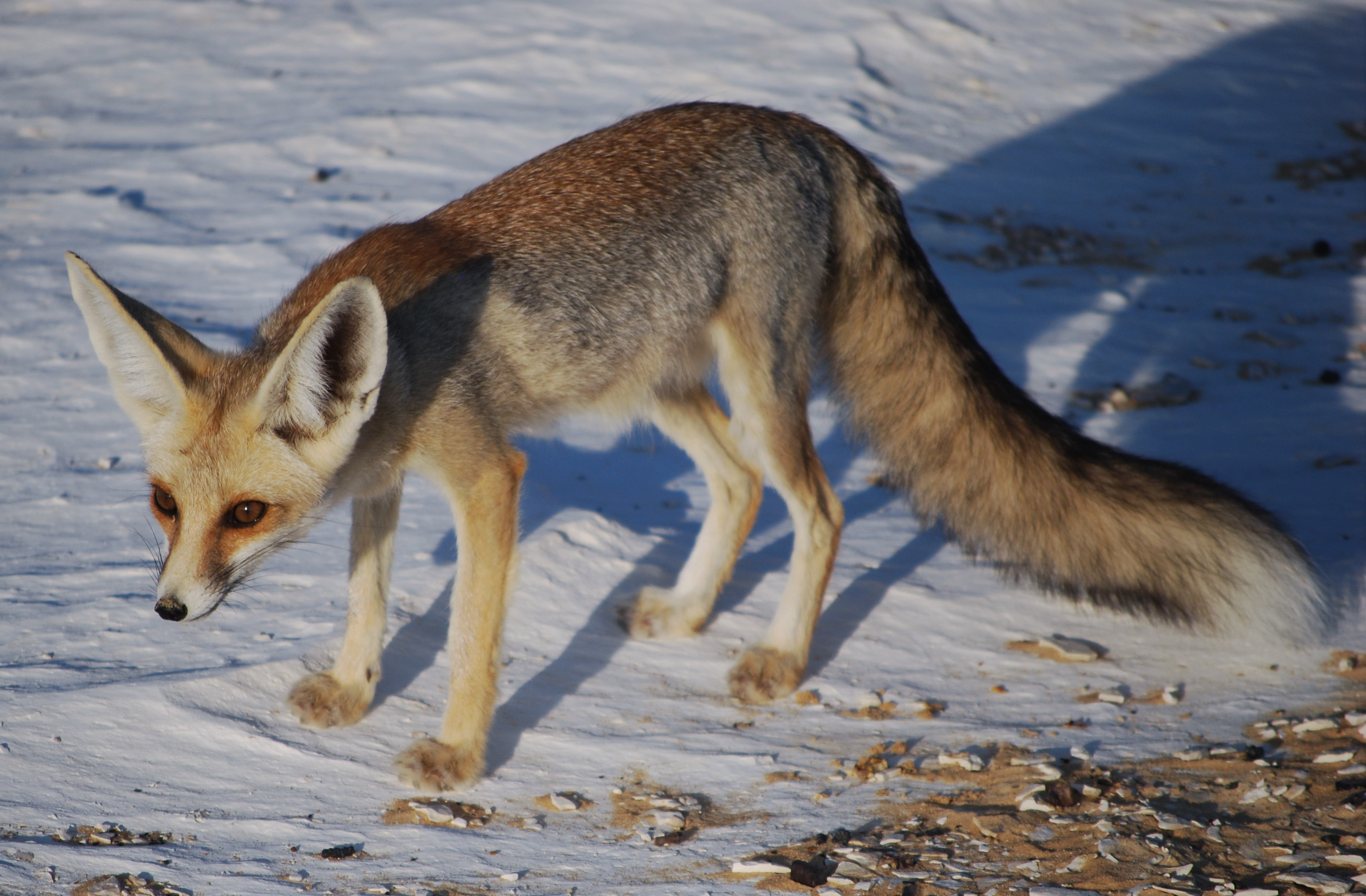
Renard famélique
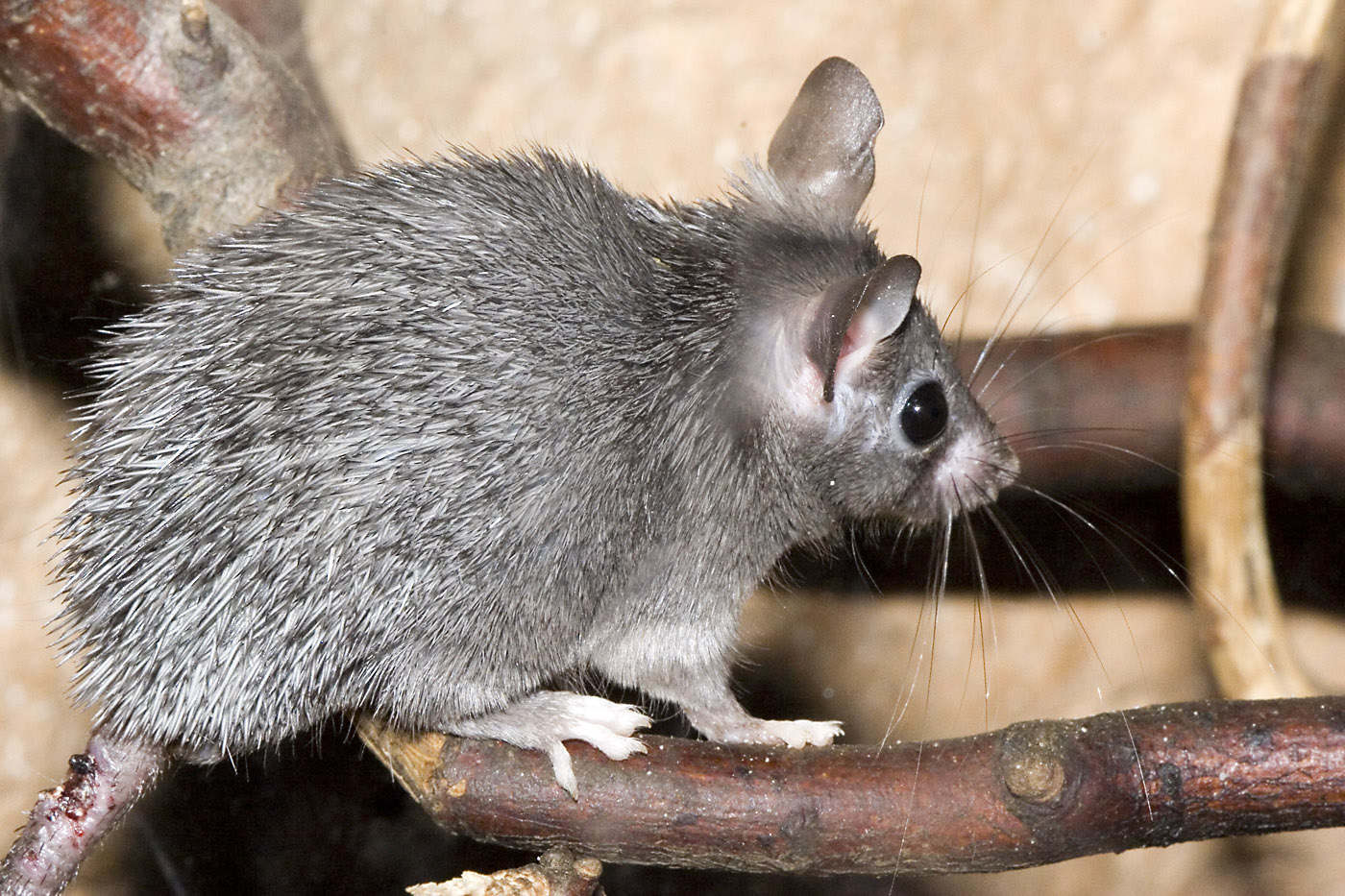
Souris épineuse
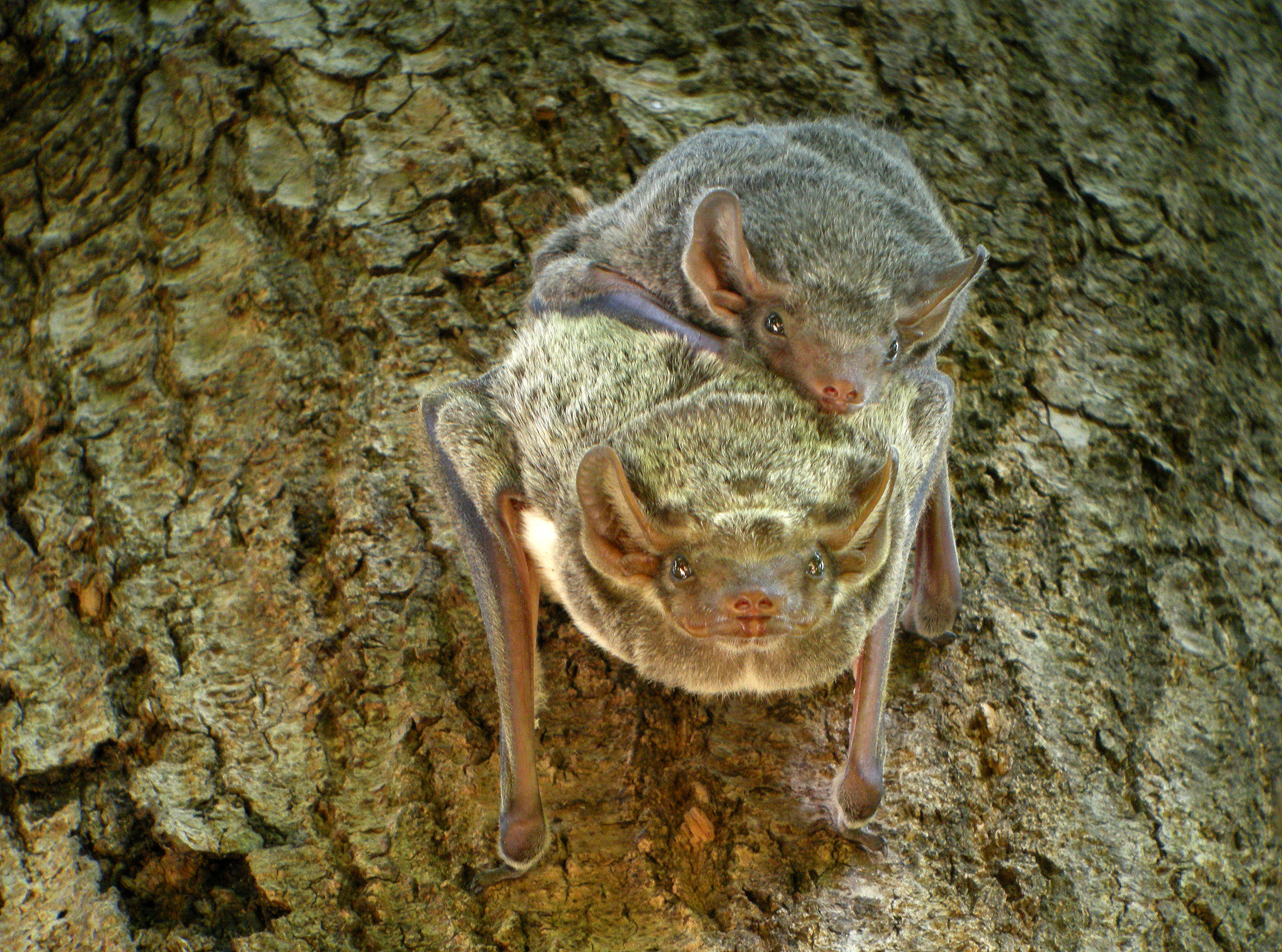
Taphien de Maurice

Parmi l'ancienne classe des reptiles, et plus précisément au sein de l'ordre des squamates, se trouvent les geckos Tropiocolotes steudneri, Tropiocolotes tripolitanus, Tarentola annularis, Ptyodactylus hasselquistii et Ptyodactylus ragazzii, les serpents Myriopholis macrorhyncha, Platyceps rhodorachis ou Couleuvre à dos rouge, Cerastes cerastes ou Vipère à cornes, Hemorrhois hippocrepis et Naja nubiae, ainsi que les lézards Uromastyx acanthinura, Varanus griseus ou Varan du désert, Mesalina rubropunctata, Scincus scincus ou Poisson de sable et Agama impalearis.

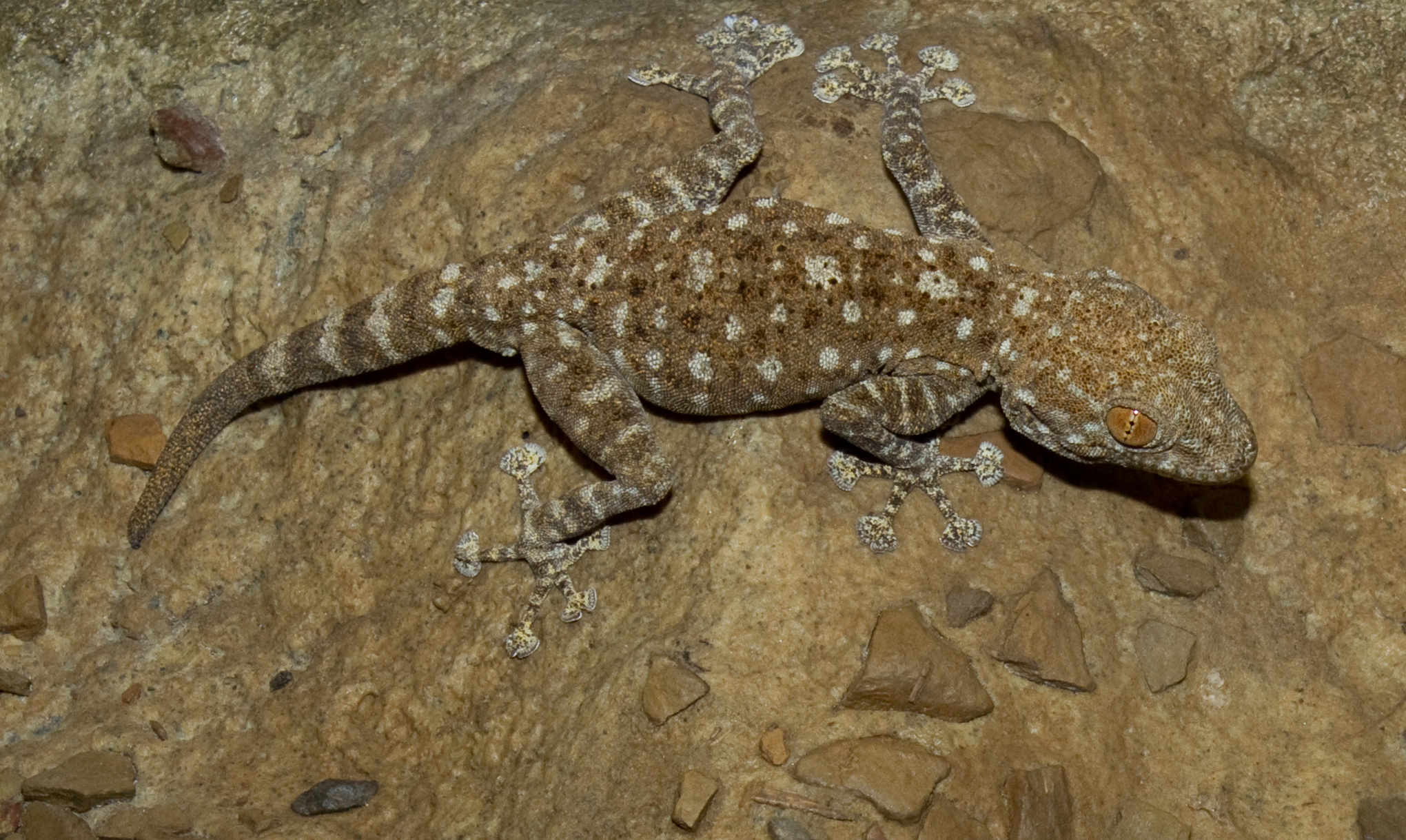
Ptyodactylus hasselquistii
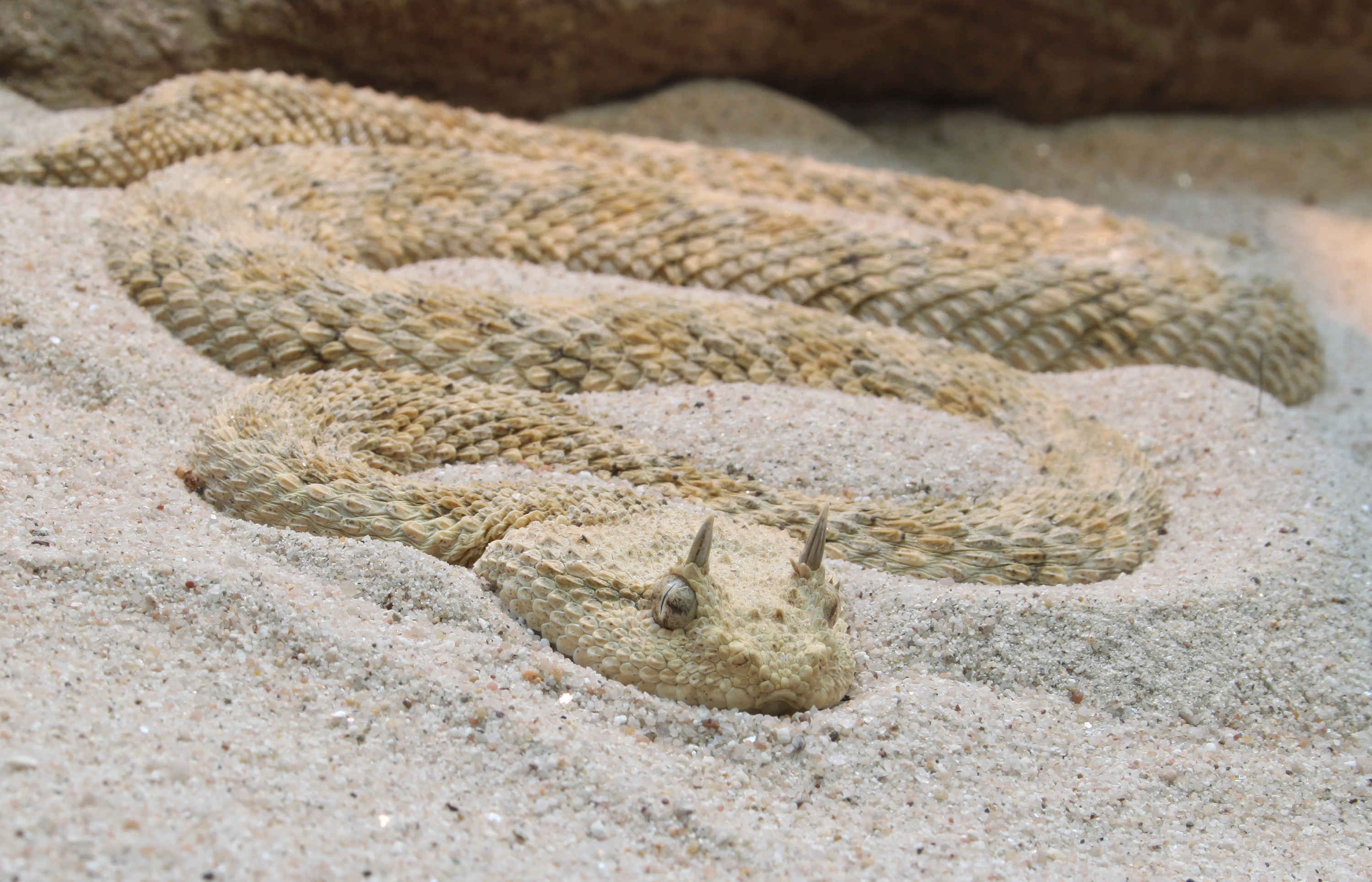
Cerastes cerastes
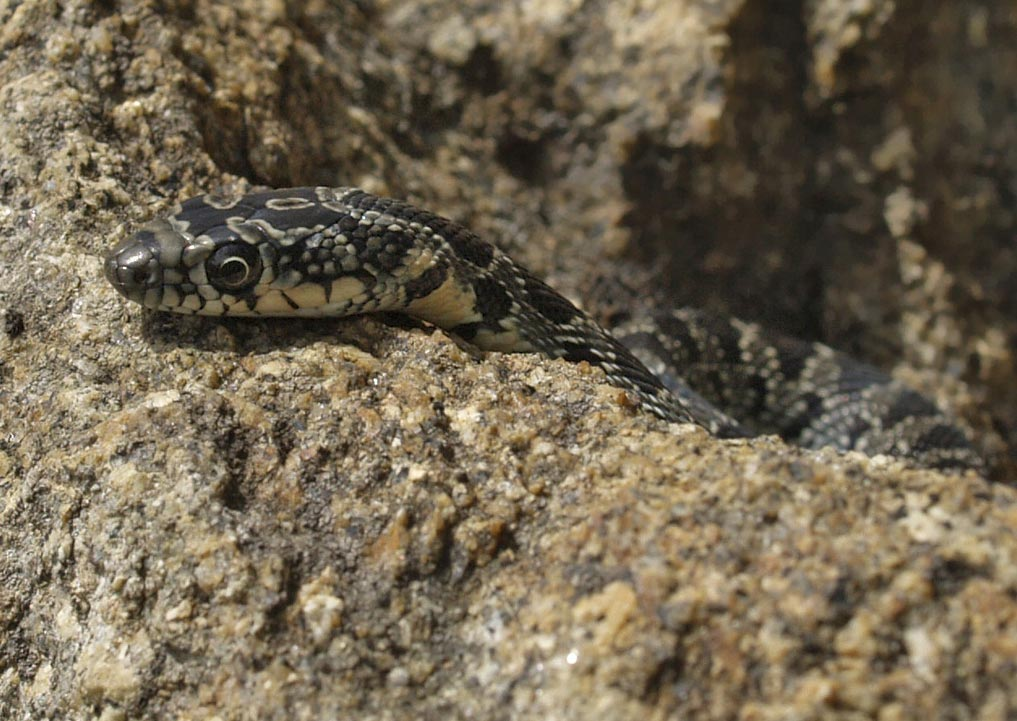
Hemorrhois hippocrepis
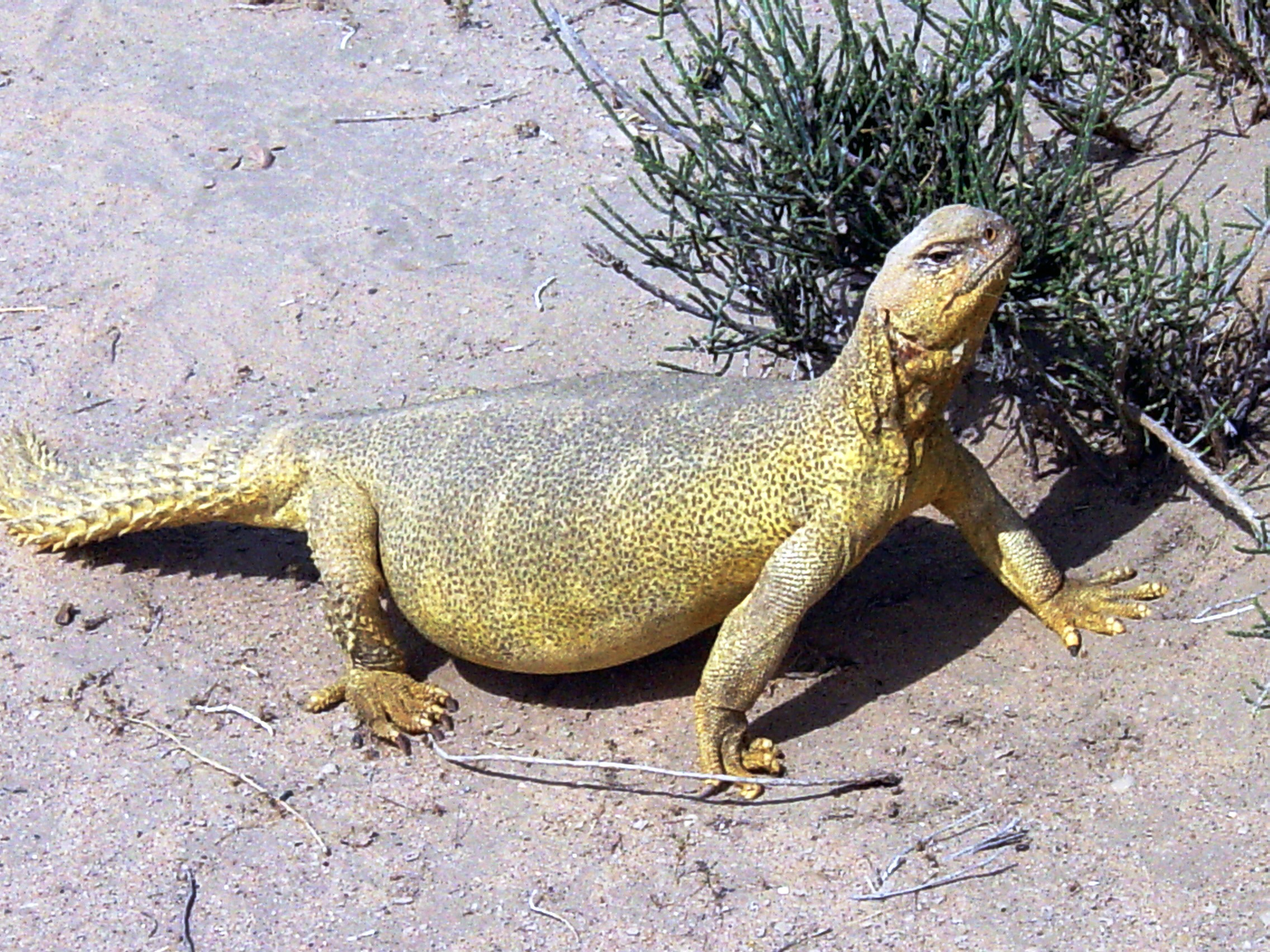
Uromastyx acanthinura
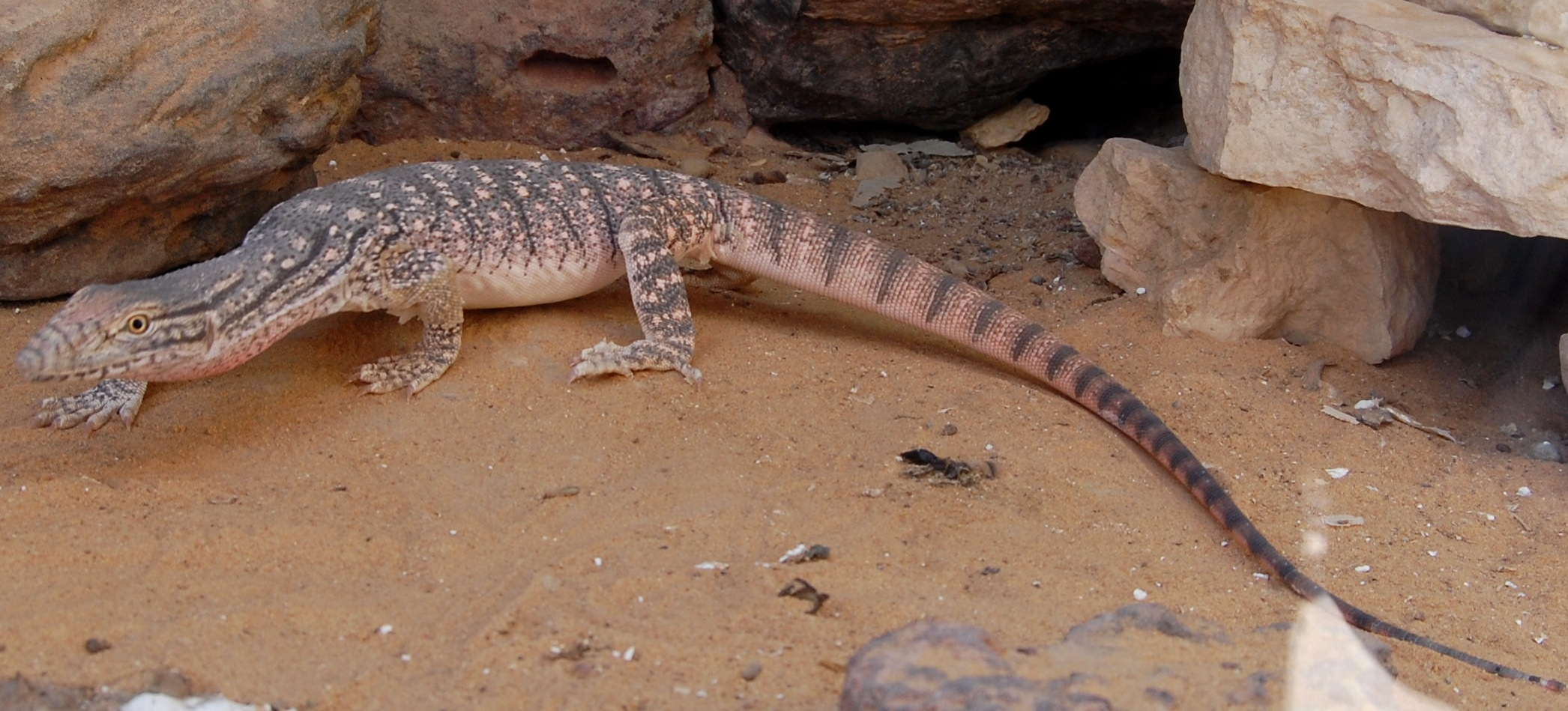
Varanus griseus
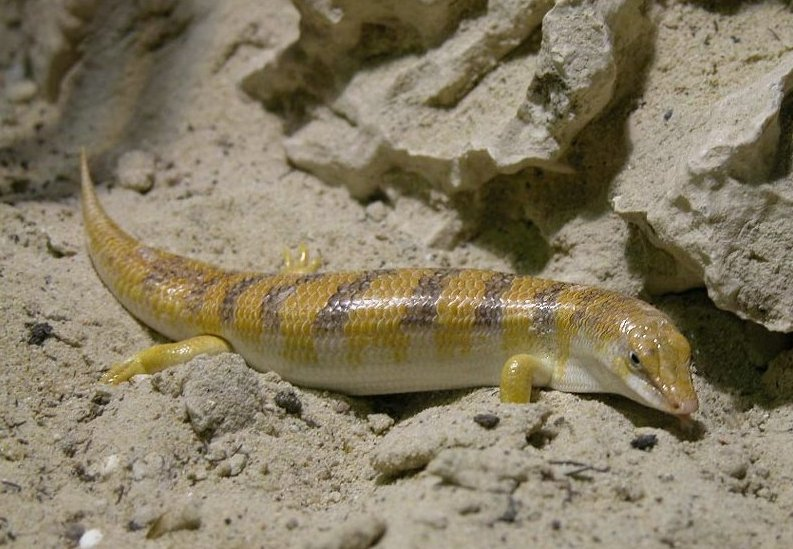
Scincus scincus

De nombreux oiseaux sont visibles dans le massif, qu'ils y nichent ou s'y abritent au cours de leur migration : l'Agrobate roux (Erythropygia galactotes), l'Aigle ravisseur (Aquila rapax), l'Alouette calandrelle (Calandrella brachydactyla), l'Ammomane élégante (Ammomanes cincturus), l'Ammomane isabelline (Ammomanes deserti), la Bergeronnette printanière (Motacilla flava), le Bruant striolé (Emberiza striolata), le Bulbul des jardins (Pycnonotus barbatus), la Caille des blés (Coturnix coturnix), le Canard du Cap (Anas capensis), le Canard à bec rouge (Anas erythrorhyncha), le Canard noirâtre (Anas sparsa), la Chevêche d'Athéna (Athene noctua), le Cochevis huppé (Galerida cristata), le Corbeau à queue courte (Corvus rhipidurus), le Corbeau brun (Corvus ruficollis), le Courvite isabelle (Cursorius cursor), le Cratérope fauve (Turdoides fulva), l'Engoulevent du désert (Caprimulgus aegyptius), le Faucon crécerelle (Falco tinnunculus), le Faucon lanier (Falco biarmicus), la Fauvette passerinette (Sylvia cantillans), la Fauvette de Rüppell (Sylvia rueppelli), la Gallinule poule-d'eau (Gallinula chloropus), le Ganga couronné (Pterocles coronatus), le Ganga de Lichtenstein (Pterocles lichtensteinii), le Ganga tacheté (Pterocles senegallus), l'Hirondelle de rivage (Riparia riparia), l'Hirondelle isabelline (Ptyonoprogne fuligula), l'Hirondelle rustique (Hirundo rustica), l'Hypolaïs pâle (Hippolais pallida), le Martinet pâle (Apus pallidus), le Moineau blanc (Passer simplex), le Moineau doré (Passer luteus), le Monticole merle-bleu (Monticola solitarius), l'Œdicnème criard (Burhinus oedicnemus), l'Outarde nubienne (Neotis nuba), la Perdrix gambra (Alectoris barbara), la Pie-grièche méridionale (Lanius meridionalis), le Pigeon biset (Columba livia), la Pintade de Numidie (Numida meleagris), le Pouillot véloce (Phylloscopus collybita), le Râle à bec jaune (Amaurornis flavirostra), le Rollier d'Abyssinie (Coracias abyssinica), le Roselin githagine (Bucanetes githagineus), la Sarcelle hottentote (Anas hottentota), le Sirli du désert (Alaemon alaudipes), le Souimanga pygmée (Anthreptes platurus), la Tourterelle rieuse (Streptopelia risoria), la Tourterelle maillée (Streptopelia senegalensis), la Tourterelle des bois (Streptopelia turtur), le Traquet à queue noire (Cercomela melanura), le Traquet à tête blanche (Oenanthe leucopyga), le Traquet brun (Myrmecocichla aethiops), le Traquet du désert (Oenanthe deserti), le Traquet motteux (Oenanthe oenanthe), le Vautour oricou (Torgos tracheliotus) ou encore le Vautour percnoptère (Neophron percnopterus).

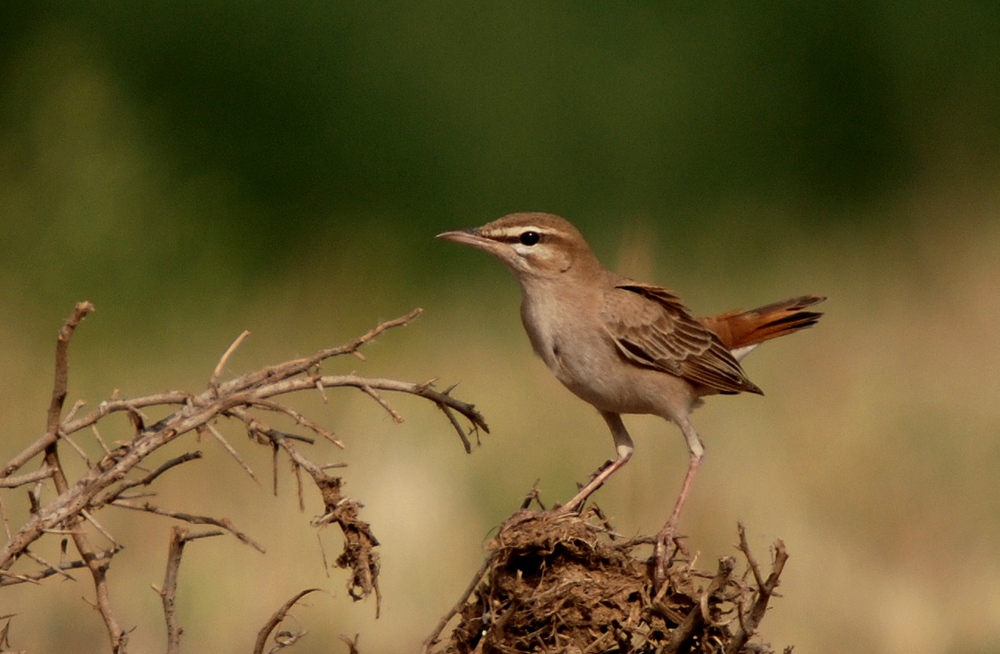
Agrobate roux
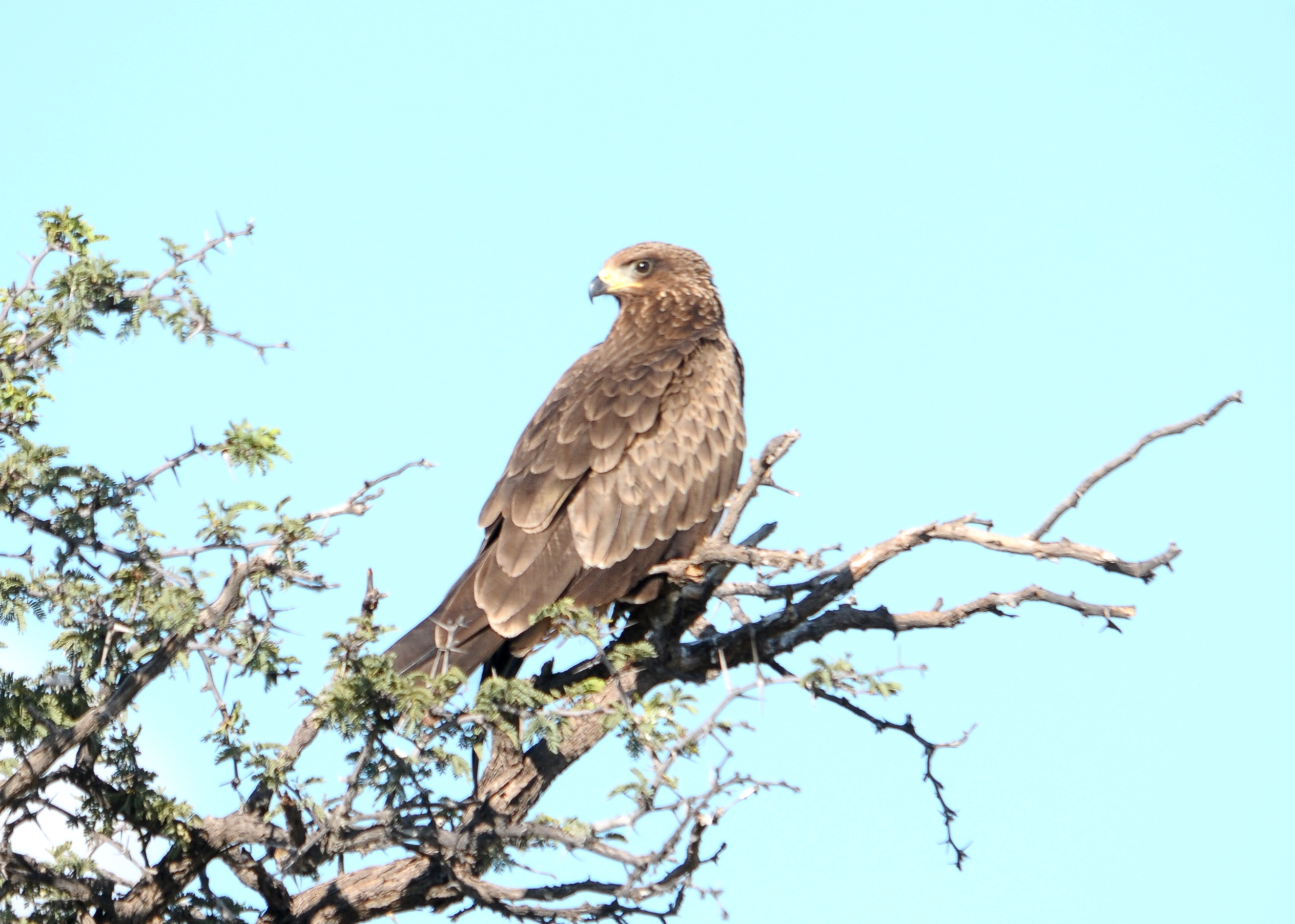
Aigle ravisseur
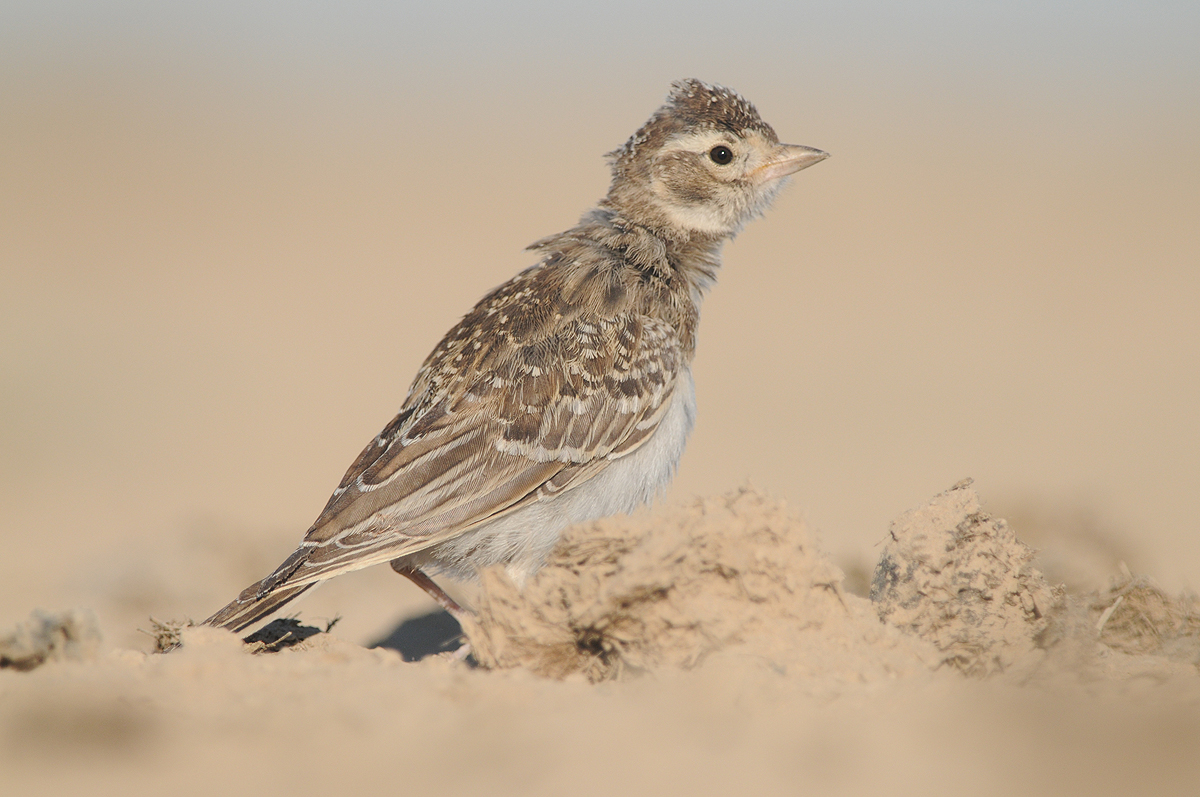
Alouette calandrelle
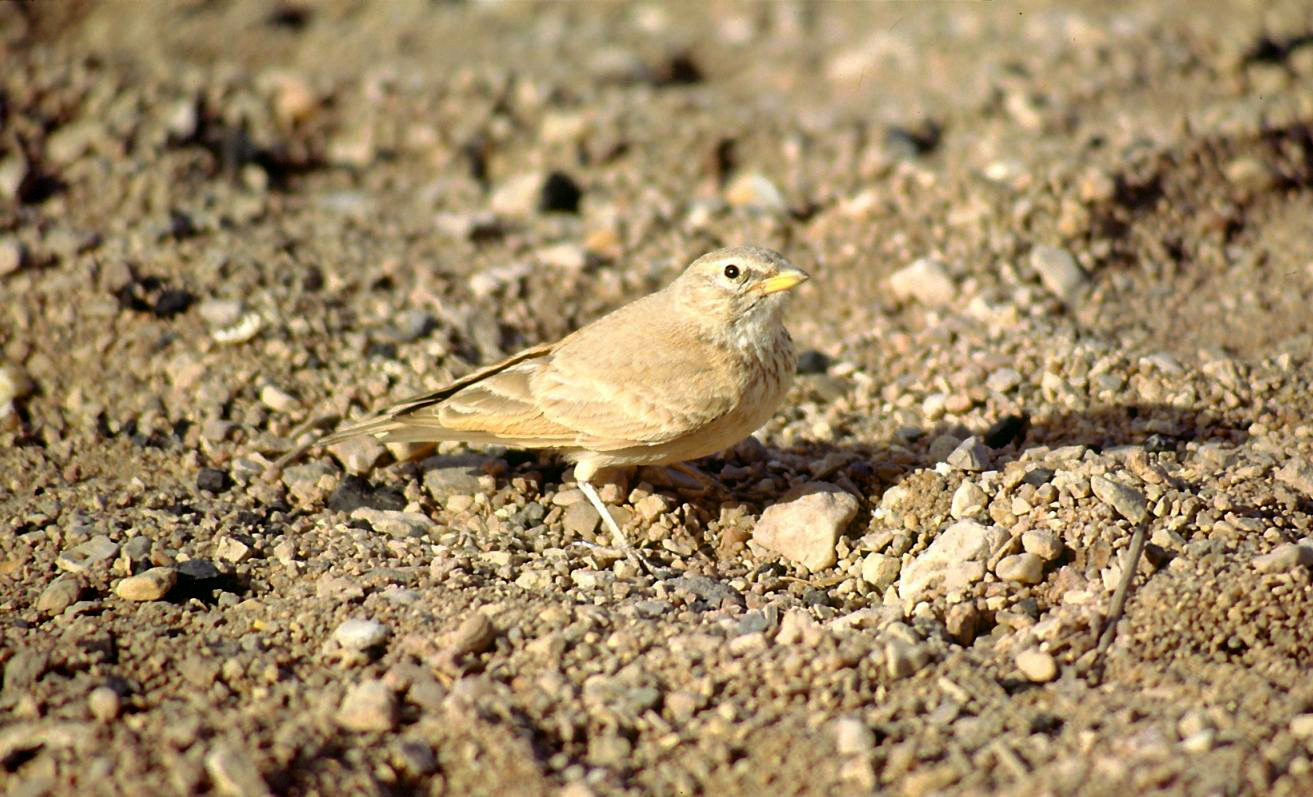
Ammomane isabelline
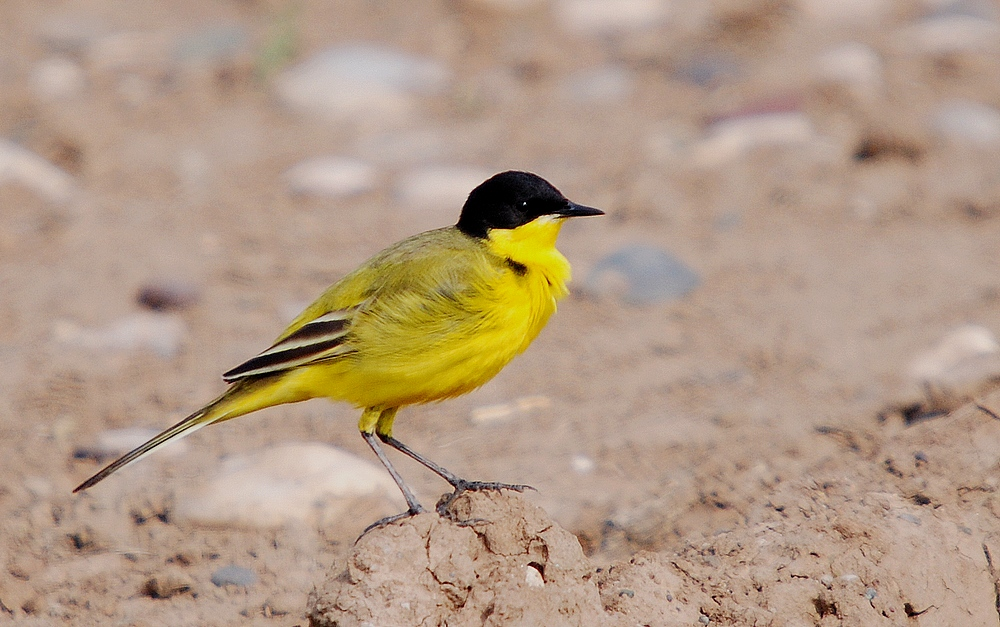
Bergeronnette printanière
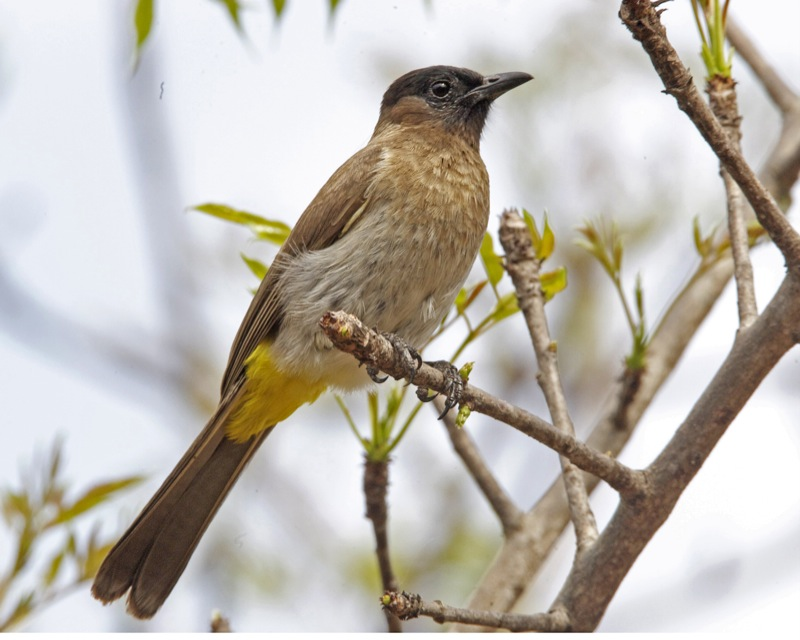
Bulbul des jardins
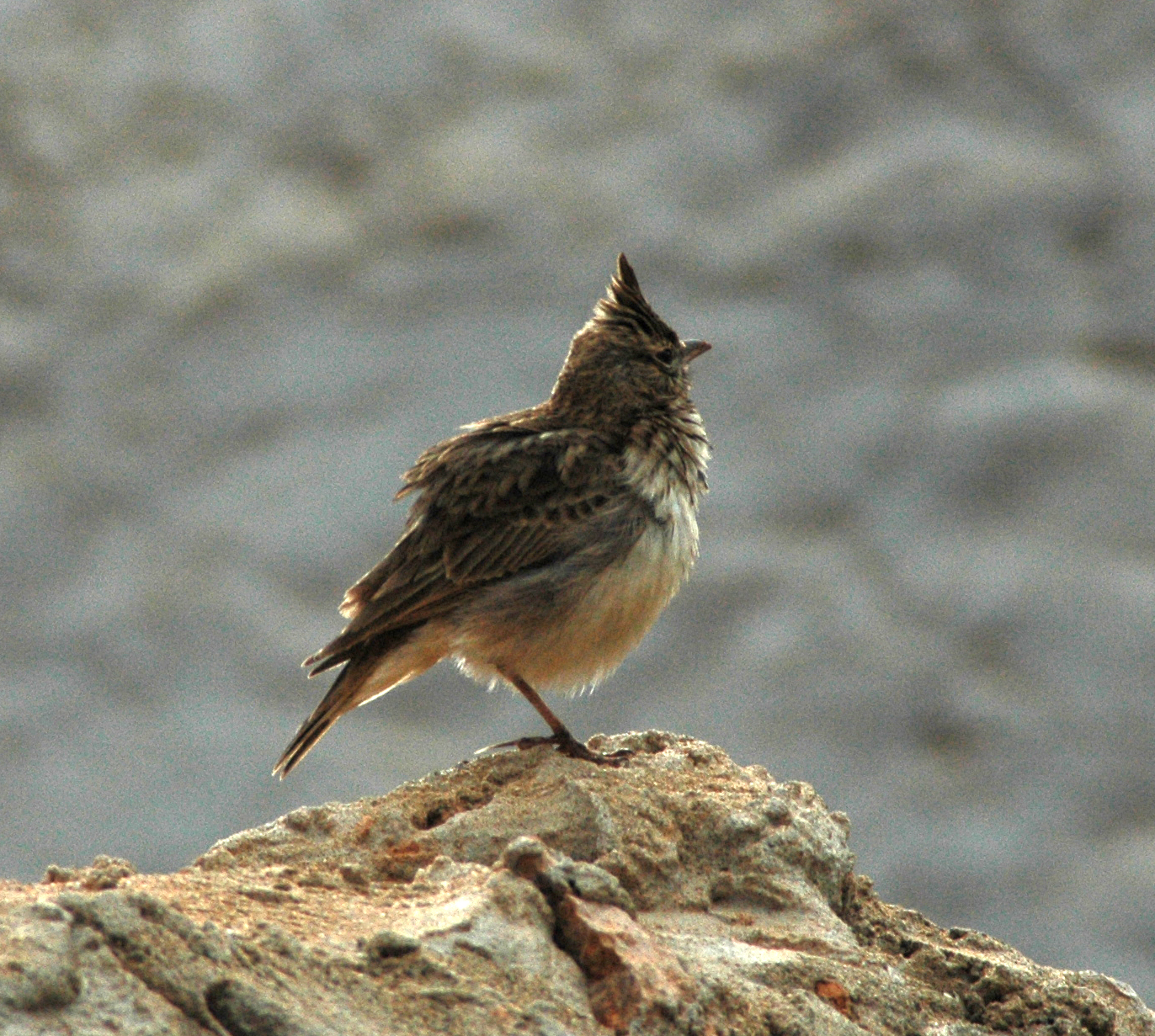
Cochevis huppé
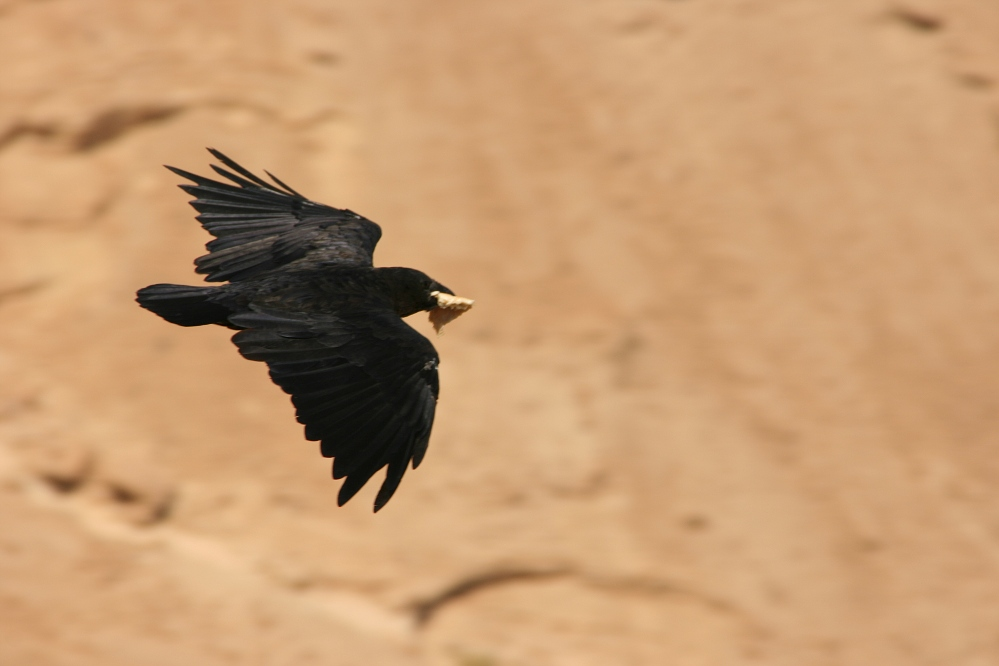
Corbeau à queue courte
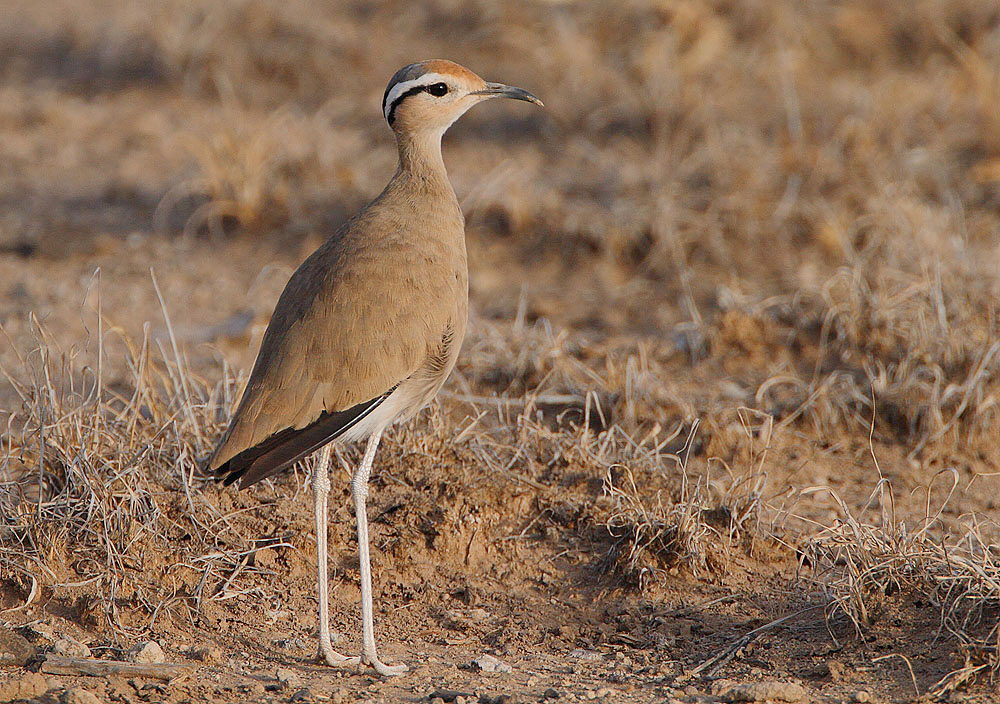
Courvite isabelle
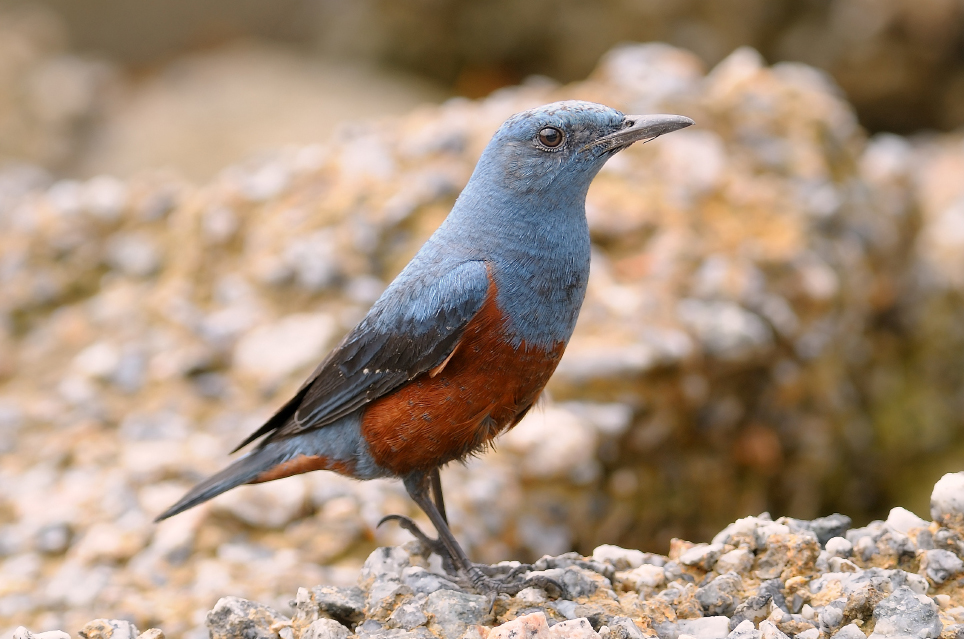
Monticole merle-bleu
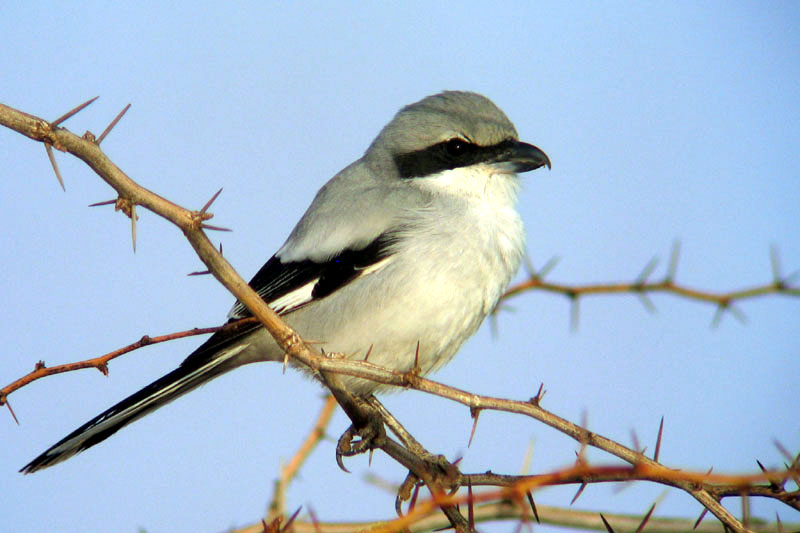
Pie-grièche méridionale
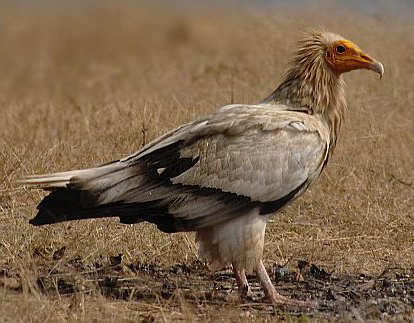
Vautour percnoptère

Des poissons peuplent certains cours d'eau en se rassemblant dans les gueltas en cas de sécheresse. Les principales espèces sont Barbus anema, Barbus apleurogramma, Leobarbus batesii, Barbus deserti, Barilius sp., Clarias gariepinus, Tilapia zillii, Labeo annectens, Labeo niloticus, Labeo parvus, Sarotherodon galilaeus borkuanus ou encore Sarotherodon galilaeus. Les amphibiens sont considérés comme absents des zones humides du massif.

### Population
Les principaux villages du massif sont Bardaï (signifiant « froid » en arabe tchadien en raison de ses températures nocturnes ; Goumodi en tedaga, littéralement « col rouge » en raison de la coloration des montagnes au crépuscule) approximativement au centre, à 1 020 mètres d'altitude, chef-lieu de la région du Tibesti et qui compte environ 1 500 habitants, Aozou au nord et Zouar à l'ouest. Ces villages sont implantés dans des oasis le long d'enneris. Ils sont reliés par une piste passant notamment par le Tarso Toussidé. Omchi est accessible depuis Bardaï en passant par Aderké ou depuis Aozou en passant par Irbi. Ces pistes grossières se prolongent vers le sud en direction de Yebbi Souma et Yebbi Bou puis en suivant le cours de l'Enneri Misky. Il est possible de rejoindre Bardaï et Aozou depuis le nord-ouest du massif, en suivant le cours de l'Enneri Bardagué. La partie orientale est coupée de la moitié occidentale puisqu'une piste grossière permet simplement d'atteindre Aozi depuis la Libye en passant par Ouri,. Zouar dispose d'un aérodrome, tout comme Bardaï qui abrite également un hôpital dont l'approvisionnement en médicaments est dépendant de la situation politique. Au début des années 1980, la population du massif est estimée à 8 000 personnes, répartie de manière inégale entre les vallées intérieures, les versants extérieurs et les plateaux. Un quart environ se trouve autour de Zouar et Sherda, 18 % au centre et au nord-est, dans la vallée de l'Enneri Bardagué, où de nombreuses palmeraies sont plantées, 16 % au nord, vers Aozou et la vallée de l'Enneri Yebige, 7 % en plaine. Le tiers restant de la population est dispersé sur les tarsos.

Carte du peuplement toubou en Afrique.

Carte de répartition des clans dans le massif du Tibesti.

La grande majorité des habitants sont des Tedas, l'une des deux composantes de l'ensemble toubou, population noire semi-nomade, parlant une langue saharienne et dont l'habitat s'étend sur les régions désertiques du Tchad ainsi qu'en Libye et au Niger. Les Tedas parlent le tedaga. Certains clans de l'autre grand groupe toubou, les Dazas, ont quitté leur habitat traditionnel méridional de plaine pour remonter vers le nord du Tchad. Ces derniers parlent le dazaga, langue proche du tedaga. Malgré leur proximité culturelle, ces deux groupes n'ont pas le sentiment d'appartenir à une seule et même ethnie. Les Toubous élisent un chef nommé Derdé, toujours issu du clan Tomagra mais jamais deux fois consécutivement d'une même famille,. Il séjourne à Zouar depuis Tohorti Tezermi. Il a pour vocation d'exercer une autorité religieuse et judiciaire sur l'ensemble du massif. En revanche, toute coopération exécutive et toute alliance guerrière semblent vouées à l'échec. Les descendants des anciens Derdé sont nommés Maïna de père en fils ; ils gouvernent des portions de territoires. Les clans rassemblent rarement plus d'un millier de membres et sont dispersés.
La vie des Toubous est rythmée par les saisons, entre l'élevage des animaux et ses cultures,. Dans les palmeraies, ils habitent encore parfois des cases traditionnelles rondes aux murs de pierres liées au mortier ou à l'argile, ou faits de blocs d'argile voire de sel ; le toit est fait de simples branches arrangées en forme de coupole. Sur les plateaux, les constructions sont en pierre sèche, formant des cercles d'un mètre et demi de diamètre pour un mètre de hauteur, et servent aussi bien d'abri pour les chèvres, que de greniers à grain, ou encore que de refuges et de tours de guet pour les humains. Autrement, ils habitent des tentes qui permettent de se déplacer facilement entre les champs et les palmeraies.

## Histoire

### Peuplement
De nombreuses traces d'occupation humaine remontent à l'âge de la pierre, favorisée par une paléovégétation plus riche. Les Toubous peuplent la région dès le Ve siècle av. J.-C. et établissent des relations commerciales avec la civilisation carthaginoise. À cette époque, Hérodote en fait une description relativement complète et leur prête un mode de vie troglodyte ; il les nomme Éthiopiens en raison de leur couleur de peau et décrit leur langue comme un « cri de chauve-souris »,. Au XIIe siècle, le géographe Al Idrissi parle de « pays des Nègres zoghawas », ou chameliers, convertis à l'islam. L'historien Ibn Khaldoun décrit également ce peuple au XIVe siècle et distingue dans Histoire des Berbères et des dynasties musulmanes de l'Afrique septentrionale les Tadjera des Kanem. Aux XVe et XVIe siècles, Ahmad al-Maqrîzî puis Léon l'Africain reconnaissent le « pays de(s) Berdoa », c'est-à-dire de Bardaï, le premier associant ses habitants aux Berbères et le second les qualifiant même de numides proches des Touaregs.
Le peuplement toubou dans le massif s'est fait en plusieurs vagues. Généralement les nouveaux venus détruisent les clans plus anciens ou les absorbent ; les batailles entre villages sont souvent durables, parfois sanglantes. Les clans tedas considérés comme autochtones sont établis autour de l'Enneri Bardagué, à savoir les Cerdegua, les Zouia, les Kosseda – surnommés « yobat », c'est-à-dire « tireurs d'eau de puits » – et éventuellement les Ederguia, mais dont l'origine pourrait être bideyat et remonter seulement au XVIIe siècle. Propriétaires de palmeraies, ces quatre clans concluent un pacte avec les Tomagra, propriétaires de chameaux et pratiquant habituellement des rezzous. C'est à la fin du XVIe siècle qu'est instauré le pouvoir du Derdé, l'autorité principale du massif, dont la nomination s'est toujours faite au sein du clan Tomagra,.
Des traces de peuplement ancien daza sont présentes sur les hauteurs et dans certains toponymes. Les Goga, Kida, Terbouna et autres Obokina ont été assimilés pour engendrer certains des clans modernes. Les clans dazas actuels, Arna Souinga au sud, Gouboda au centre-ouest, Tchioda et Dirsina à l'ouest, Torama au nord-ouest et au centre-est, Derdekichia (littéralement « descendants du chef », fruits de l'union d'un Arna Souinga et d'une Emmeouia) au nord, seraient apparus plus tardivement, entre les XVe et XVIIIe siècles, après avoir fui le royaume du Kanem-Bornou au sud-ouest, à la suite de l'alliance des Toubous et des Boulalas. Le Tibesti a alors joué le rôle de forteresse aux montagnes imprenables pour les étrangers. En fait, des migrations incessantes se sont déroulées entre le Nord et le Sud-Ouest du Tchad, accompagnées d'importants brassages de populations qui ont permis de garder une certaine cohésion au sein de l'ethnie. En particulier, des phases d'expansion aux Xe et XIIIe siècles et des phases de repli aux XVe et XVIe siècles, ont probablement été accentuées par des périodes sèches ou humides plus ou moins prononcées,.
Des clans dont les traditions sont similaires à celles des Donzas du Borkou, au sud du massif, semblent s'être installés aux XVIe et XVIIe siècles : les Keressa et les Odobaya à l'ouest, les Foctoa au nord-ouest et au nord-est, les Emmeouia au nord. Les Mogodi à l'ouest, les Terintere au nord, les Tozoba au centre, les Tegua et les Mada au sud sont des clans dont l'origine bideyat est certaine et qui ont immigré depuis l'Ennedi, au sud-est, à la même époque. Les Mada ont depuis émigré en grande partie vers le Borkou, le Kaouar et le Kanem.
Le début du XVIIe siècle a également vu l'arrivée de trois clans originaires de la région de Koufra, au nord-est. Les Taïzera se sont installés sur les plateaux dans la moitié occidentale et le centre du massif. Fuyant probablement la poussée arabe dans l'actuelle Libye, ils ont dans un premier temps été rejetés par les clans d'origine daza et ont d'abord vécu isolés, avant d'investir les oasis et d'y planter de nombreux palmiers. Les Mahadena ont occupé le quart nord-est du massif. Ils pourraient être issus de la région Jalo en Cyrénaïque et être liés aux Arabes Mogharba, mais une autre hypothèse voudrait qu'ils soient d'origine bideyat. À la suite d'un conflit d'héritage, la branche cadette de ce clan, les Fortena, s'est retirée vers la marge occidentale du massif. Les Fortena Mado (« Fortena rouges ») s'y sont installés tandis que les Fortena Yasko (« Fortena noirs ») ont poussé plus à l'ouest, notamment vers le Kaouar.
Les Touaregs ont également eu des relations avec les clans toubous, en particulier avec les anciens Goga qui ont engendré les Gouboda, puis avec les Arna pour former les Mormorea. Dans les deux cas, ils se sont placés sous l'autorité de clans suzerains, dans la tradition féodale touareg, et ont fini par être assimilés à la majorité toubou. Cependant, dans l'ensemble, les Touaregs ne pénètrent plus dans le massif depuis la signature d'un traité de paix en 1650 accompagné de la reconnaissance mutuelle de leurs territoires, puis confirmé en 1820.

### Relations régionales et colonisation
L'Empire ottoman entre en contact avec les Toubous en 1560. Leurs relations deviennent clairement conflictuelles à la fin du XVIIe siècle, les Turcs favorisant les Maïna locaux au détriment de l'autorité du Derdé. En 1780, ce dernier lance une attaque contre les Ottomans et les représailles entraînent 60 % de pertes dans la population. Les Tedas lancent alors des assauts contre les caravanes turques, jusqu'à stopper un temps leur commerce. En 1805, la population du massif met un terme à la conquête du pacha de Tripoli. En 1890, le Maï Getty Tchénimémi entame des relations diplomatiques avec l'Empire ottoman et reçoit des armes à feu. En contrepartie, au tournant des XIXe et XXe siècles, le Derdé Chahaï s'allie avec la confrérie arabe des Senoussi et accepte que le sud du massif lui serve de base de repli dans sa lutte contre l'armée coloniale française,. Le massif est de facto coupé en deux, « pro-Maï » au sud-ouest et « pro-Derdé » au nord-est. La confrérie fonde, avec la bénédiction du Derdé, une zaouïa à Bardaï. Cet édifice religieux favorise rapidement l'islamisation totale du massif,. À l'aube de la Guerre italo-turque, les Senoussi s'allient à l'Empire ottoman qui, à la demande du Derdé, place dès mars 1911 quelques garnisons au Tibesti. Lors de leur débâcle, quelques mois plus tard, les troupes turques sont attaquées par les Toubous.
Alors que les Italiens occupent le Fezzan, une colonne française dirigée par le commandant Loeffleret pénètre dans le massif début 1914 en provenance du Kaouar, bafouant l'accord passé avec le Maï l'hiver précédent et forçant le Derdé Chahaï à l'exil. La région est placée au cœur d'un contentieux entre les puissances coloniales, avec l'Empire italien au nord et l'Afrique-Occidentale française au sud. Au cours de la Première Guerre mondiale, la révolte senoussiste contraint les Italiens à se retirer provisoirement du Fezzan et de la partie nord-est du massif. Getty Tchénimémi s'allie avec les partisans du Derdé et mène la résistance contre les troupes françaises, jusqu'à leur retrait en 1916. Le massif du Tibesti est finalement reconquis par l'Empire colonial français en 1929 et passe sous administration de l'Afrique-Équatoriale française,,. L'attitude des Toubous face à l'occupant est changeante et la pacification est lente à obtenir. Toutefois, le Derdé voit finalement son autorité reconnue voire accrue.

### Exploration scientifique et histoire moderne

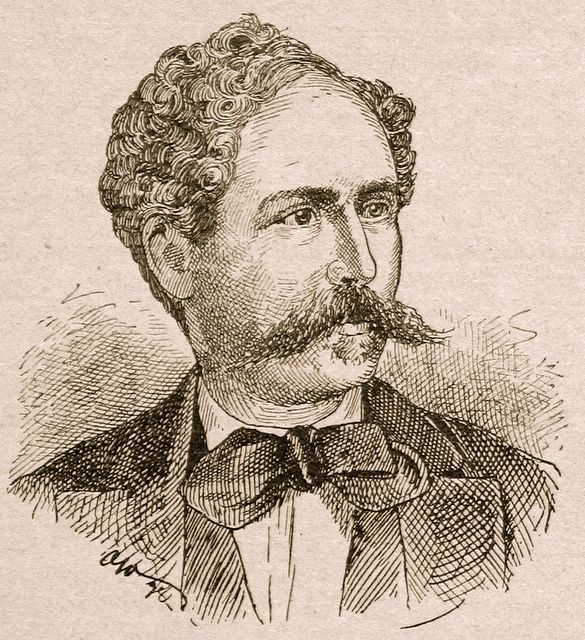
Portrait de Gustav Nachtigal, découvreur du Tibesti.

En raison de son isolement et de la situation géopolitique, le massif du Tibesti est longtemps resté inexploré par les scientifiques. L'Allemand Gustav Nachtigal, envoyé par Otto von Bismarck, est le premier européen à étudier – avec beaucoup de difficultés – le massif du Tibesti en 1869. Avant lui, un Américain et deux missionnaires auraient tenté de pénétrer dans le massif mais auraient été exécutés par un guerrier toubou. Nachtigal apporte une description précise de la population qui y vit. Cependant, le récit qu'il fait de ses recherches décourage toute nouvelle aventure pendant plus de quarante ans. Convaincu d'espionnage pour le compte de Bismarck, il est finalement relâché grâce à l'entremise du Maï Arami Tetimi. Des expéditions sont menées entre 1920 et 1970 et apportent des informations importantes sur la géologie et la pétrologie du massif. L'ethnologue Charles le Cœur (1903-1944) et son épouse Marguerite, géographe, séjournent chez les Tedas du Tibesti entre 1933 et 1935. Il est le premier à étudier ce peuple d'aussi près mais la Seconde Guerre mondiale ne lui laisse pas le temps de publier sa synthèse. Le colonel Jean Chapelle publie un ouvrage portant sur les Toubous et leur mode de vie en 1957.
Le Tchad devient indépendant en 1960 et, en 1965, impose son administration et ses forces de maintien de l'ordre au Tibesti. Les pouvoirs traditionnels du Derdé Oueddei Kichidemi lui sont retirés. Il part en exil en Libye l'année suivante, ce qui est considéré comme l'élément déclencheur de la Première Guerre civile tchadienne au Nord. Oueddei Kichidemi devient un symbole national de l'opposition au gouvernement et retourne au pays en 1975. En 1968, l'armée française intervient à la demande du président tchadien François Tombalbaye pour mettre un terme à la rébellion ; elle fait 25 morts dans les rangs des rebelles et 121 parmi les civils, notamment à Zouar. Le 21 avril 1974, l'ethnologue Françoise Claustre, le coopérant Marc Combe et le médecin allemand Christophe Staewen (de) sont enlevés à Bardaï, alors que l'épouse de Staewen et deux soldats de l'armée régulière sont tués. Les otages sont retenus dans le massif du Tibesti par des membres du Front de libération nationale du Tchad. Ils sont menés par Goukouni Oueddei, fils de Oueddei Kichidemi et futur président du gouvernement d'union nationale de transition à deux reprises de 1979 à 1982, et Hissène Habré, surnommé Dougoli Tou (le « Lion du Tibesti »), futur président de 1982 à 1990. Après le revirement de Mouammar Kadhafi, qui les avait dans un premier temps soutenus et armés, les rebelles réclament une rançon et l'accès aux médias. Bonn cède rapidement et Christophe Staewen est libéré. En pleine campagne présidentielle, Paris se contente de dépêcher le commandant Pierre Galopin pour mener les négociations. Toutefois, en poste au Tchad de longue date, il est détesté des rebelles qui l'accusent de brutalité et même de meurtres. Il est capturé le 4 août puis exécuté à Zoui le 4 avril 1975 à la suite d'un procès expéditif, après le refus de la France de livrer des armes. Marc Combe parvient à s'évader le 23 mai. Pierre Claustre, le mari de Françoise, tente alors de négocier directement avec les rebelles, mais il est enlevé à son tour le 26 août. Habré menace d'exécuter les époux Claustre s'il ne reçoit pas 10 millions de francs avant le 23 septembre. Paris cède devant la pression de l'opinion publique mais la séparation entre Habré et Oueddei, ce dernier étant de nouveau soutenu par Kadhafi, complique la libération et prolonge la détention. Le Premier ministre Jacques Chirac est alors envoyé en Libye. Les époux Claustre sont libérés le 31 janvier 1977 à Tripoli,,.

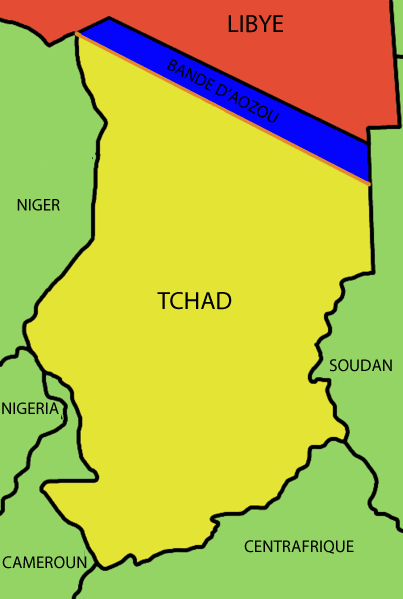
Carte simplifiée représentant la bande d'Aozou entre la Libye et le Tchad.

Dès 1973, le Tchad et la Libye s'opposent de plus belle, notamment à propos des réserves d'uranium présentes à proximité de la frontière, dans la bande d'Aozou, un territoire de 114 000 km2 que la France avait cédé à l'Italie le 7 janvier 1935. Le conflit dure vingt ans et laisse des milliers de mines,. La recherche scientifique, interrompue durant les hostilités, reprend peu après la fin de la guerre. À l'instigation du Centre national d'appui à la recherche du ministère de l'enseignement supérieur de la république du Tchad, trois missions géologiques se succèdent dans le Tibesti : avril 1993, Mathieu M'Baïtoudji (Direction des recherches géologiques et minières), Pierre Vincent (université Blaise Pascal de Clermont-Ferrand) et Alain Beauvilain (CNAR), mission du Toussidé et du Doon à Yebbi Bou ; mars-avril 1994, Ali Hamit Moutaye (DRGM), Pierre Vincent et Alain Beauvilain, mission d'Aorounga à Soborom ; mars 1997, Pierre Vincent et Alain Beauvilain, mission de l'Emi Koussi à Kilinégué. Des publications en sont issues,.

### Premières ascensions
Les sommets du Tibesti ne présentent en général que peu de difficultés mais leur ascension est tardive car la région est très isolée. Les premières personnes connues à être montées au sommet du pic Toussidé sont des marabouts venus de Koufra. Leur présence est attestée par les ruines d'un lieu de pèlerinage au pied sud-ouest du cône volcanique. Le premier à avoir décrit dans un livre le Toussidé (et le Doon, le Trou au Natron) est Gustav Nachtigal, en 1869, mais sa description est très imparfaite en raison vraisemblablement d'une observation depuis un point éloigné. Le second est Burthe d'Annelet (1870-1945). Toutefois, le 20 novembre 1929, s'il longe le Doon, pressé par le temps et les températures négatives, il regrette de ne pouvoir y monter. Pour parer cette lacune, au cours d'une nouvelle mission en 1934, il se détourne de son itinéraire et parvient au sommet au cours d'une randonnée les 9 et 10 avril 1934, à l'âge de 64 ans. Il apprend plus tard que le lieutenant Ibo, venu de Zouar, l'a précédé de quelques jours le 4 mars. D'autres officiers en ont vraisemblablement fait l'ascension sans en laisser d'écrit. Wilfred Thesiger, après être monté à l'Émi Koussi, s'arrête au pied du Toussidé se contentant d'admirer le Doon. En 1940, Théodore Monod, qui fait son service militaire à Bardaï, en fait l'ascension le 9 mai 1940 sur le chemin de son retour à Dakar. Le Toussidé devient après la guerre l'un des objectifs de nombreuses missions scientifiques : Pierre Vincent, volcanologue, y monte en 1958 puis en 1967 et y entraîne, parmi d'autres, Haroun Tazieff ; Philippe Bruneau de Miré, entomologiste passionné de botanique, y va également en septembre 1958, entraînant avec lui le botaniste Pierre Quézel. Philippe Bruneau de Miré laisse une description très concrète de la caldeira sommitale, la qualifiant de « machine à vapeur ».
Quant à la vaste caldeira de l'Emi Koussi, quelque trente à quarante familles, avec des habitats troglodytiques, y résident en 1915. Le premier Européen à parvenir dans la caldeira est le capitaine Lauzanne qui y séjourne du 25 au 27 mai 1915. Vient alors la reconnaissance militaire du Tibesti, de Faya à Bardaï, par le chef de bataillon Jean Tilho, commandant la circonscription du Borkou-Ennedi. Elle parcourt l'Émi Koussi du 13 au 20 septembre 1915. La plupart des scientifiques l'ont étudié, y revenant pour certains à plusieurs reprises comme Philippe Bruneau de Miré : octobre-novembre 1949, août-novembre 1956, octobre-décembre 1958, juillet-août 1959, ou Pierre Vincent qui y retourne en 1997 avec Alain Beauvilain.
La première ascension à caractère sportif est sans doute celle des pic et aiguille Botoum à, respectivement, 2 400 et 2 000 mètres d'altitude environ, par l'expédition suisse dirigée par Édouard Wyss-Dunant en 1948. Ce dernier participe, quatre ans plus tard, avec René Dittert, à l'installation du camp VII à 8 380 mètres d'altitude sur l'Everest, lors de l'expédition lancée par la Swiss Foundation for Alpine Research. En 1957, P.R. Steele, R.F. Tuck et W.W. Marks de l'université de Cambridge se rendent au Tarso Tieroko, que Thesiger a observé et qualifié quelques années auparavant de « probable plus beau pic du Tibesti », et qui semble offrir des possibilités intéressantes d'escalade. Ils partent de l'oued Yebbi Bou, après s'être offert les services de guides et de dromadaires, et atteignent la montagne après trois jours de marche. Ils passent la semaine suivante à explorer le versant méridional et à gravir des sommets secondaires, The Imposter et Hadrian's Peak, situés sur une crête au nord, depuis un camp établi dans l'oued de Modra, à l'ouest de ces derniers. Finalement, ils se lancent dans l'ascension du Tieroko, depuis l'oued Paradise au nord-ouest du sommet mais doivent rebrousser chemin à soixante mètres de la cime, en raison de la verticalité du passage et de la fragilité de la roche qui interdit la pose de piton, et donc le franchissement du ressaut en escalade artificielle. Ils en profitent cependant pour reproduire, dix-neuf ans après, l'ascension de l'Emi Koussi et pour escalader le pic Wobou, une aiguille entre Bardaï et Aozou. Ils signalent aussi les opportunités que semble offrir notamment le Tarso Toon.
En 1962, les Suisses René Dittert et Robert Gréloz, qui est l'auteur de la première de la face nord directe de l'aiguille d'Argentière dans le massif du Mont-Blanc avec Bobi Arsandaux en 1930, vainquent Ou Obou, à 1 640 mètres d'altitude. En 1963, une expédition italienne dirigée par Guido Monzino, lequel a conduit les campagnes ayant conquis le Cerro Paine Grande en 1958 et le Kanjut Sar en 1959, vient à bout de la Torre Innominata, une des aiguilles de Sissé culminant à 970 mètres d'altitude à l'ouest du Tarso Toussidé. En raison de la situation géopolitique instable, la conquête alpine du massif du Tibesti demeure très incomplète.

## Activités

### Exploitation des ressources naturelles

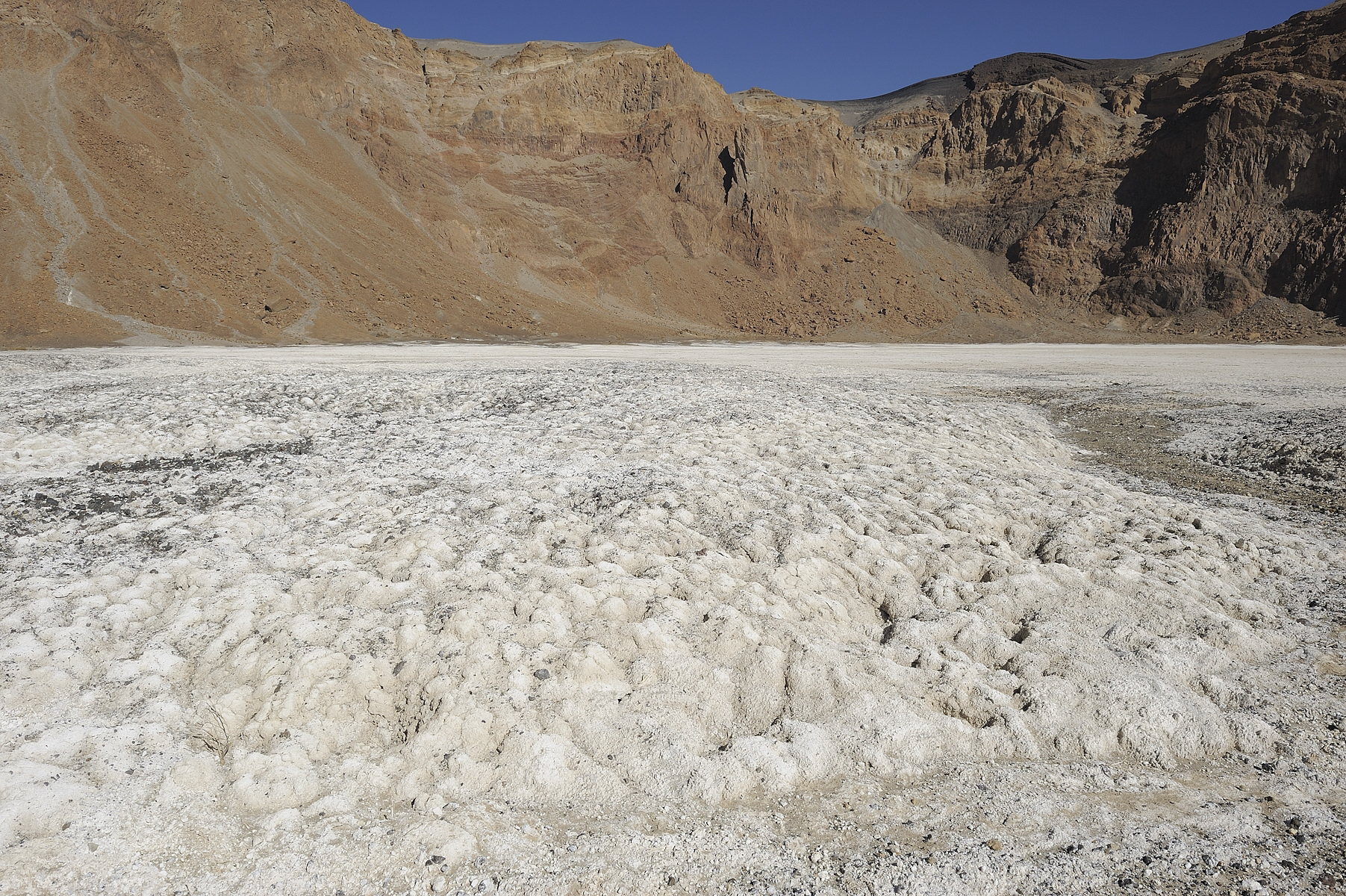
Vue des dépôts de natron dans l'Era Kohor, le cratère de l'Emi Koussi.

Le massif et ses environs pourraient receler des quantités non négligeables d'uranium, d'étain, de tungstène, de niobium, de tantale, de béryllium, de plomb, de zinc, de cuivre, de platine, de nickel ; de l'or, des diamants et des émeraudes ont été trouvés en petite quantité,,. Le natron extrait de la caldeira du même nom est utilisé comme complément alimentaire pour les animaux. Le champ géothermique de Soborom, dont le nom signifie « eau qui guérit », est connu des populations locales pour ses vertus médicinales : un des bassins, dont l'eau est à 42 °C, soignerait les dermatoses et les rhumatismes après un séjour de plusieurs jours,. La source chaude de Yerike est naturellement chargée en gaz. Les différentes sources du site jaillissent entre 22 et 88 °C,.
Hormis une oasis perchée sur un plateau, la mare de Zoui et ses environs sont rarement fréquentés. En revanche, dans les plaines de Borkou, sur la marge méridionale du massif, les eaux de résurgence de l'Emi Koussi et les sables humides sont intensivement exploités. Les sources naturelles sont doublées de puits.

### Agriculture

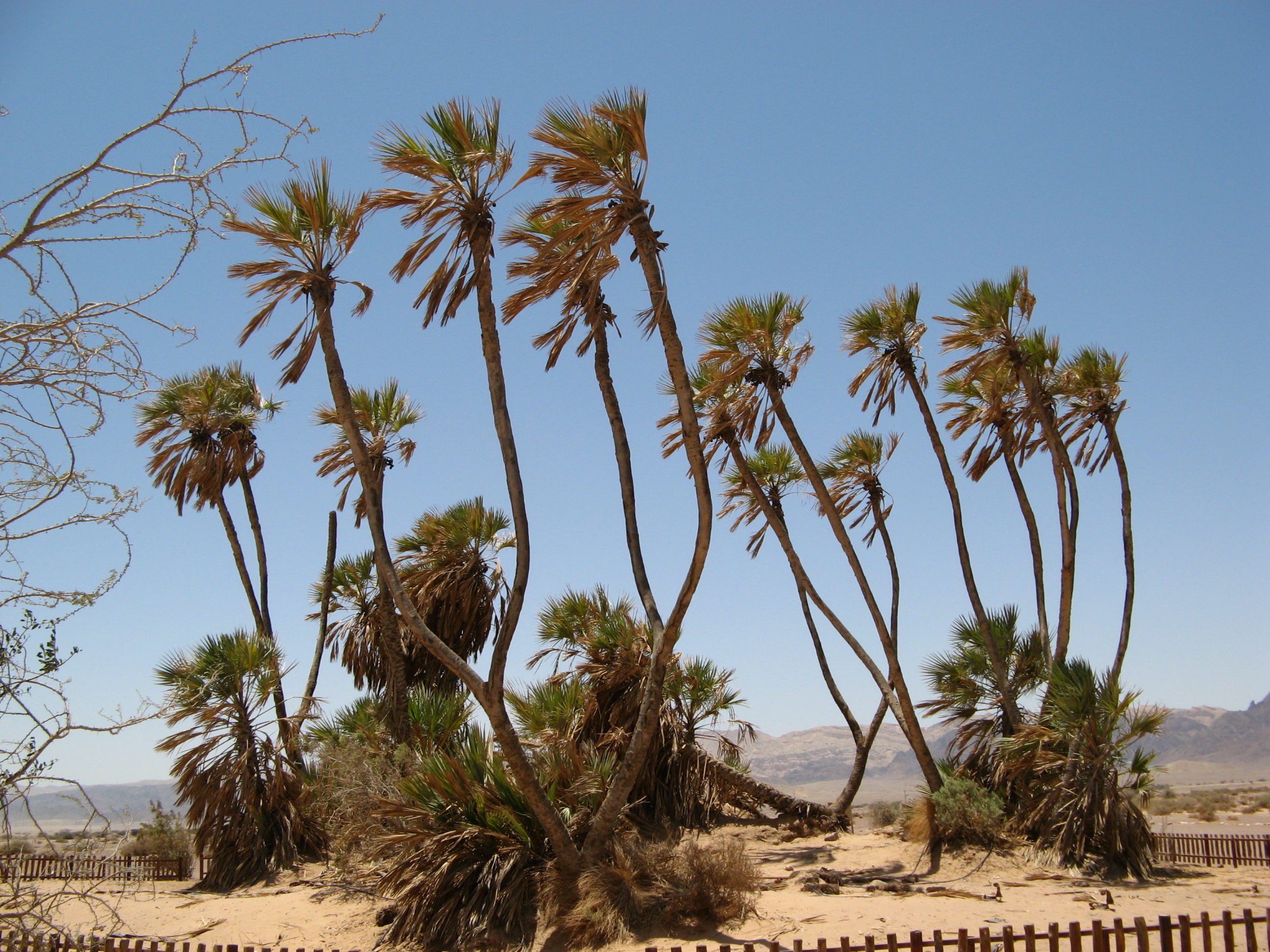
Vue de palmiers doum d'Égypte, espèce autochtone de palmier utilisée pour les besoins alimentaires de subsistance.

Les oasis de l'ouest et du nord du massif ont un accès plus aisé. Quand les moustiques ne pullulent pas, elles abritent plusieurs villages comme Zouar, où les espèces végétales autochtones ont en grande partie été remplacées par quelque 56 000 palmiers-dattiers (Phoenix dactylifera), pour la production de dattes,. Celles-ci sont cueillies entre fin juillet et début août. L'hiver, lorsque les réserves s'épuisent, il n'est pas rare que les noyaux des fruits et les fibres des arbres soient broyées pour en faire une pâte destinée à être consommée. Ces palmeraies permettent de faire pousser également du mil et du maïs, mais les récoltes sont inégales et parfois emportées par des inondations précoces. Les rives des enneris abritent des champs de coloquintes, qui sont ramassées en octobre pour en extraire les graines amères destinées, après avoir été lavées, à être broyées pour en faire de la farine,. L'horticulture est également pratiquée à petite échelle en employant des méthodes d'irrigation traditionnelles. Les chèvres et, plus rarement, les moutons représentent 50 000 têtes, tandis que 8 000 dromadaires et 7 000 ânes sont dressés, ; des poulets sont également élevés mais la consommation de viande est rare et généralement sous forme salée. L'essentiel des animaux passe l'hiver sur les plateaux ou dans les hautes vallées. Ils redescendent dans les basses vallées en février, juste après la semence du blé, et y remontent en juin, pour permettre sa récolte. Au total, en incluant l'orge, 300 tonnes de céréales sont produites, qui sont essentiellement consommées sous forme de crêpes (fodack) et de galettes (dogo), et doivent être complétées par des graminées sauvages. Les femmes sont chargées, en août, de la cueillette des graines sauvages sur les tarsos. La pêche est possible dans les trous d'eau. Dans les plaines de Borkou, certains champs sont irrigués tandis que les bovins, les caprins et les dromadaires peuvent s'abreuver. Malgré les plantations de palmiers-dattiers, les espèces autochtones subsistent, à l'instar du palmier doum d'Égypte (Hyphaene thebaica) dont l'écorce sucrée des noix est broyée malgré sa faible valeur nutritive. Les productions sont échangées une fois par an contre des tissus.

### Tourisme
Le Tibesti dispose d'un bon potentiel touristique, ses principaux attraits étant les palmeraies, ses représentations rupestres et pariétales, ses gorges, ses aiguilles basaltiques et ses volcans, ainsi que ses sources thermales,. Toutefois, ce potentiel est freiné par la très faible capacité de l'aérodrome de Zouar, qui ne peut accueillir que des avions de vingt places et fait grimper le prix du billet depuis Ndjamena à 60 % de la liaison entre la capitale et les principales villes européennes. Les possibilités d'hébergement sont quasiment absentes. En conséquence, la majorité des touristes, dont l'essentiel sont Allemands, transitent par la Libye, achètent sur place des véhicules tout-terrain et des caravanes, avant de franchir la frontière. Les retombées pour l'économie tchadienne se chiffrent donc à une centaine d'euros par personne seulement. D'autre part, la présence de nombreuses mines représente également un danger pour les touristes,. Les offres en matière de trekking depuis le Tchad se limitent généralement à l'extrémité méridionale du massif, avec l'ascension sur trois jours de l'Emi Koussi, le tour de l'Era Kohor et la découverte des sources chaudes de Yi Yerra. Le volcan n'aurait été gravi que par une centaine d'Occidentaux depuis 1957.

### Protection environnementale
La création d'une aire protégée est envisagée dans le massif du Tibesti notamment pour protéger la Gazelle leptocère (Gazella leptoceros) et le Mouflon à manchettes (Ammotragus lervia) dont la population est la plus importante au monde. Toutefois, les conditions actuelles ne permettent pas de financer un tel projet, sur le modèle de la réserve de faune Ouadi Rimé - Ouadi Achim plus au sud du massif.

## Culture

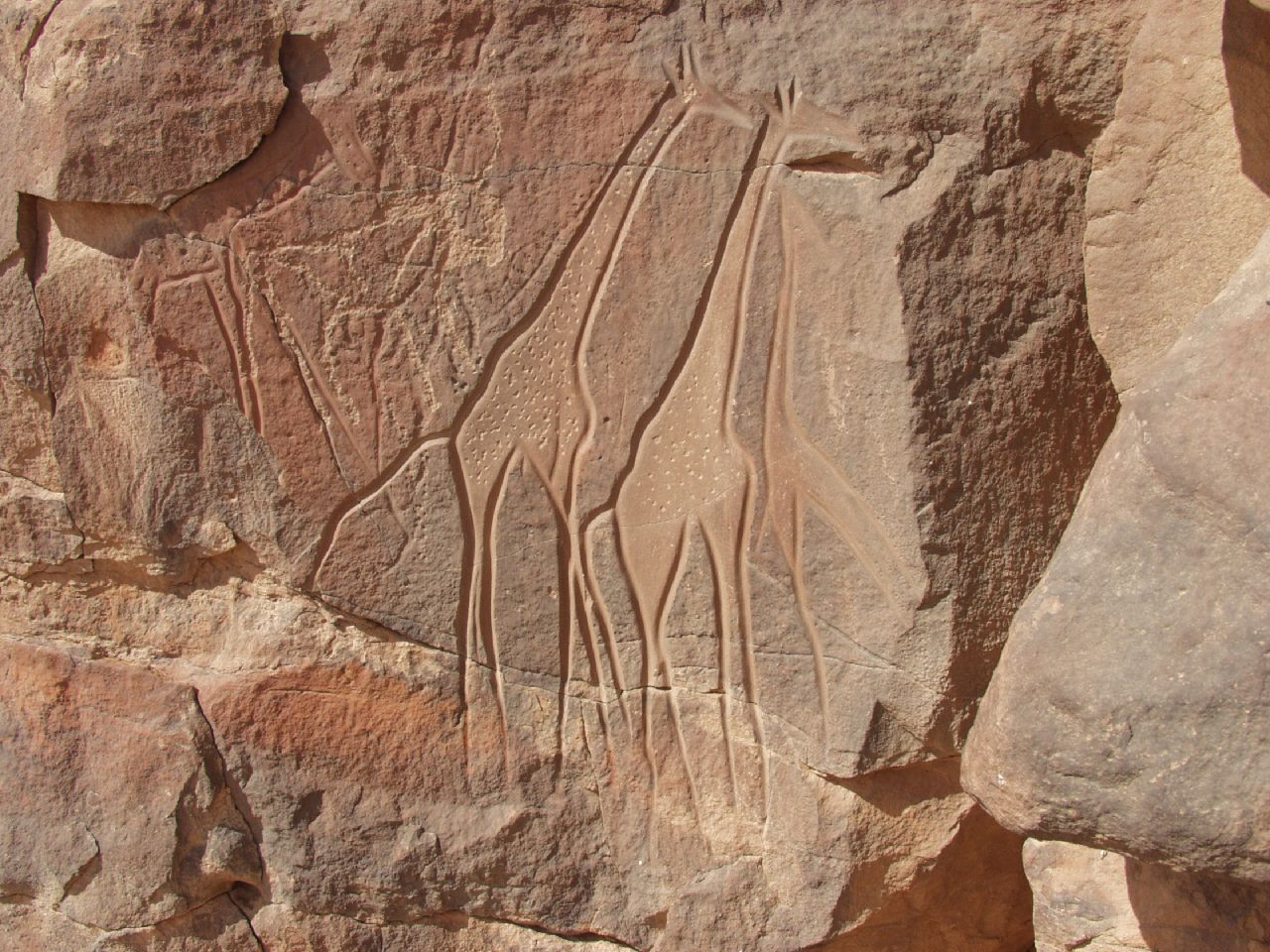
Représentation rupestre dans le Fezzan.

Le massif du Tibesti est réputé pour ses arts rupestre et pariétal datant pour les plus anciens au VIe millénaire av. J.-C. et pour l'essentiel du Ve au IIIe millénaire av. J.-C.,. Environ 200 sites de gravures, réunissant quelque 1 800 représentations diverses, et une centaine de sites de peintures ont été identifiés mais ont subi l'effet du temps, notamment l'action du sable projeté par le vent,. Précédant de plusieurs siècles l'arrivée des Toubous, les gravures représentent des animaux disparus de la région en raison d'importants changements climatiques, tels des éléphants, des rhinocéros, des hippopotames et des girafes ; d'autres plus récentes figurent des autruches et des antilopes, dont la présence est exceptionnelle aux abords du massif, mais également des gazelles et des mouflons, plus communs. Quelques animaux sont domestiqués, comme les bœufs, voire montés comme les dromadaires, dont les représentations plus tardives et plus grossières ont moins de 2 000 ans. Certaines gravures représentent des guerriers appelés localement owoza armés d'arcs, de boucliers, de sagaies et de couteaux traditionnels, coiffés de plumes ou de parures à pointes, d'autres des scènes de danse,,. Les gorges près de Bardaï abritent sur leurs falaises des gravures de plus de deux mètres de hauteur, dont celle de l'« homme de Gonoa », du nom de l'enneri qui parcourt la vallée. Elles représentent essentiellement des scènes de chasse. Les peintures, souvent rouges à base de Faidherbia albida, évoquent un tournant, celui de la domestication, puisque les scènes se font plus pastorales,. Cet art possède une originalité au Sahara du fait de l'absence d'inscriptions, du manque relatif de chars, ainsi que de la sous-représentation des dromadaires et des chevaux jusqu'à une période récente. Il demeure important pour les Toubous ; ainsi, vers 1200, un dénommé Yerbou a gravé une feuille de palmier symbolisant l'amour (nagui en tedaga) qu'il portait à une femme mariée.
En 1989, le peintre et sculpteur français Jean Vérame se sert du cadre naturel de l'Ehi Kourné, quelques kilomètres au sud de Bardaï, pour réaliser des œuvres multidimensionnelles d'inspiration Land art en peignant des rochers. Il bénéficie du soutien de la présidence tchadienne et du Programme des Nations unies pour le développement, ainsi que des entreprises ou enseignes Total, UTA et Uniprix. Un quart de siècle plus tard, le bleu klein est devenu blanc patine et les rouges sont désormais rosâtres,,.
Les aiguilles volcaniques du massif du Tibesti sont représentées avec un mouflon stylisé sur un timbre de la république du Tchad d'une valeur de 20 francs CFA en 1961.
Le Tibesti est aussi le cadre de la nouvelle de l'écrivain italien Dino Buzzati parue en 1966, Les Murs d'Anagoor, dans laquelle un guide local propose à un voyageur de voir les murs d'une cité, pourtant absente des cartes, qui vivrait en autarcie et dans l'opulence, sans se soumettre au pouvoir local.

### Sources et bibliographie
- André Joseph Victor Burthe d'Annelet, À travers l’Afrique Française du Cameroun à Alger par le Congo, le Haut-Oubangui-Chari, le Ouadaï, l’Ennedi, le Borkou, le Tibesti, le Kaouar, le Zinder, l’Aïr, le Niger, le Ahaggar et le pays Ajjer (Septembre 1928-Juin 1931), vol. 2, t. 2, Paris, Pierre Roger, 1932, 843 p., p. 186-285.
- André Joseph Victor Burthe d'Annelet, À travers l’Afrique Française du Sénégal au Cameroun par les confins libyens (Mauritanie, Soudan français, Niger, Aïr, Kaouar, Djado, Tibesti, Borkou, Ennedi, Ouadaï, Sila, Baguirmi, Tchad, Haut-Oubangui) et au Maroc, par les confins sahariens (octobre 1932-juin 1935)., vol. 2, t. 2, Paris, Firmin Didot, 1939, 1551 p., p. 745-850.
- Charles Cagnier, Escorte de la mission scientifique du Tibesti (25 octobre 1930 - 2 mai 1931). Carnet d'étapes.
- Jean Chapelle, Nomades noirs du Sahara : les Toubous, L'Harmattan, 2004 (1re éd. 1982) (ISBN 9782858022212)
- René Charbonneau, Essais sahariens - Au Tibesti, Paris, Fournier, coll. « collection de l'Ancre », 1938
- Henri Couturier, Tournées dans le Tibesti 1922-1923.
- Marius Dalloni, Mission au Tibesti (1930-1931). Mémoires de l’Académie des Sciences de l’Institut de France, Tome soixante et unième, deuxième série, pages 1 à 373, 20 planches et une carte. Paris, Gauthier-Villars, 1934.
- (en) Catherine Deniel, Pierre M. Vincent, Alain Beauvilain et Alain Gourgaud, « The Cenozoic volcanic province of Tibesti (Sahara of Chad): major units, chronology, and structural features », Bulletin of Volcanology, nos 77/74,‎ septembre 2015 (lire en ligne)
- Jomodé Élie Getty Doby, Le développement du tourisme durable au Tchad, Institut d'études politiques de Toulouse, 2006-2007 (lire en ligne [PDF])
- B. Gèze, H. Hudeley, P. Vincent et P. Wacrenier, « Les volcans du Tibesti (Sahara du Tchad) », Bulletin volcanologique, no 22,‎ 1959, p. 135–188.
- (en) A. Gourgaud et P.-M. Vincent, « Petrology of two continental alkaline intraplate series at Emi Koussi volcano, Tibesti, Chad », Journal of Volcanology and Geothermal Research, vol. 129, Issue 4,‎ 30 janvier 2004, p. 261–290 (DOI 10.1016/S0377-0273(03)00277-4)
- (en) A. Grove, « Geomorphology of the Tibesti region with special reference to western Tibesti », Geograph. J., no 126,‎ 1960, p. 18–31.
- Henri-J. Hugot, Philippe Frey, Maximilien Bruggmann, Raymond Depardon et Alain et Berny Sèbe, Tibesti : Sahara interdit, Éditions Alain Sèbe, 2005 (ISBN 9782903156190)
- R. Maire et Théodore Monod, Études sur la flore et la végétation du Tibesti, Paris, Larose, 1950
- Gustav Nachtigal, Sahara et Soudan : ouvrage traduit de l'allemand avec l'autorisation de l'auteur par Jules Gourdault, Paris, Hachette, 1881, 574 p. (lire en ligne)
- (en) Jason L. Permenter et Clive Oppenheimer, « Volcanoes of the Tibesti massif (Chad, northern Africa) », Bulletin of Volcanology, no 69,‎ 2007, p. 609-626 (DOI 10.1007/s00445-006-0098-x, lire en ligne).
- Jean Tilho et Henri Couturier, Borkou et Tibesti : Rapport du chef de bataillon Tilho, Commandant la circonscription du Borkou-Ennedi, sur les opérations effectuées dans le Tibesti méridional du 4 septembre au 2 novembre 1915 ; Tournée dans le Tibesti, 20 décembre 1922 au 21 janvier 1923 et du 11 juin au 20 septembre 1923 par le chef de bataillon Henri Couturier, commandant la circonscription du Borkou-Ennedi, vol. Travaux et documents scientifiques du Tchad, t. Connaissance du Tchad IV, N'Djaména, Centre National d'Appui à la Recherche, éditeur scientifique Alain Beauvilain, 1996, 208 p.
- Pierre M. Vincent, Les volcans tertiaires et quaternaires du Tibesti occidental et central (Sahara du Tchad), Paris, Bureau de Recherches Géologiques et Minières (BRGM), Mémoires du BRGM n° 23, 1963, 307 p.
- Pierre M. Vincent, The evolution of the Tibesti volcanic province, eastern Sahara. In: Clifford TN, Gass IG (eds), African magmatism and tectonics. Oliver and Boyd, Edinburgh, 1970, p. 301–319.

### Filmographie
- Tibesti too, documentaire d'une durée de 36 minutes de Raymond Depardon, tourné entre novembre 1975 et juin 1976, et nommé aux Césars[108]